# Poissy
Pour les articles homonymes, voir Poissy (homonymie).
Ne doit pas être confondu avec Poisy.
Poissy est une commune française du département des Yvelines en région Île-de-France.
Chef-lieu du Pincerais sous les Mérovingiens, elle devient par la suite l'une des plus anciennes cités royales d'Île-de-France, lieu de naissance des rois Louis IX et Philippe III le Hardi, avant d'être supplantée à partir du XVe siècle par Saint-Germain-en-Laye. C'est aussi une des premières communes par une charte accordée en 1200 par Philippe Auguste et une ville religieuse importante jusqu'à la Révolution avec les couvents des Dominicaines, des Capucins et des Ursulines. 
Elle se transforme à l'époque contemporaine en une ville industrielle marquée depuis le début du XXe siècle par la construction automobile. Elle est au XXIe siècle l'un des pôles industriels des Yvelines et la cinquième ville du département par sa population.
Ses habitants sont appelés les Pisciaçais ou Pisciacais. Il s'agit de la 165e ville la plus peuplée de France métropolitaine.

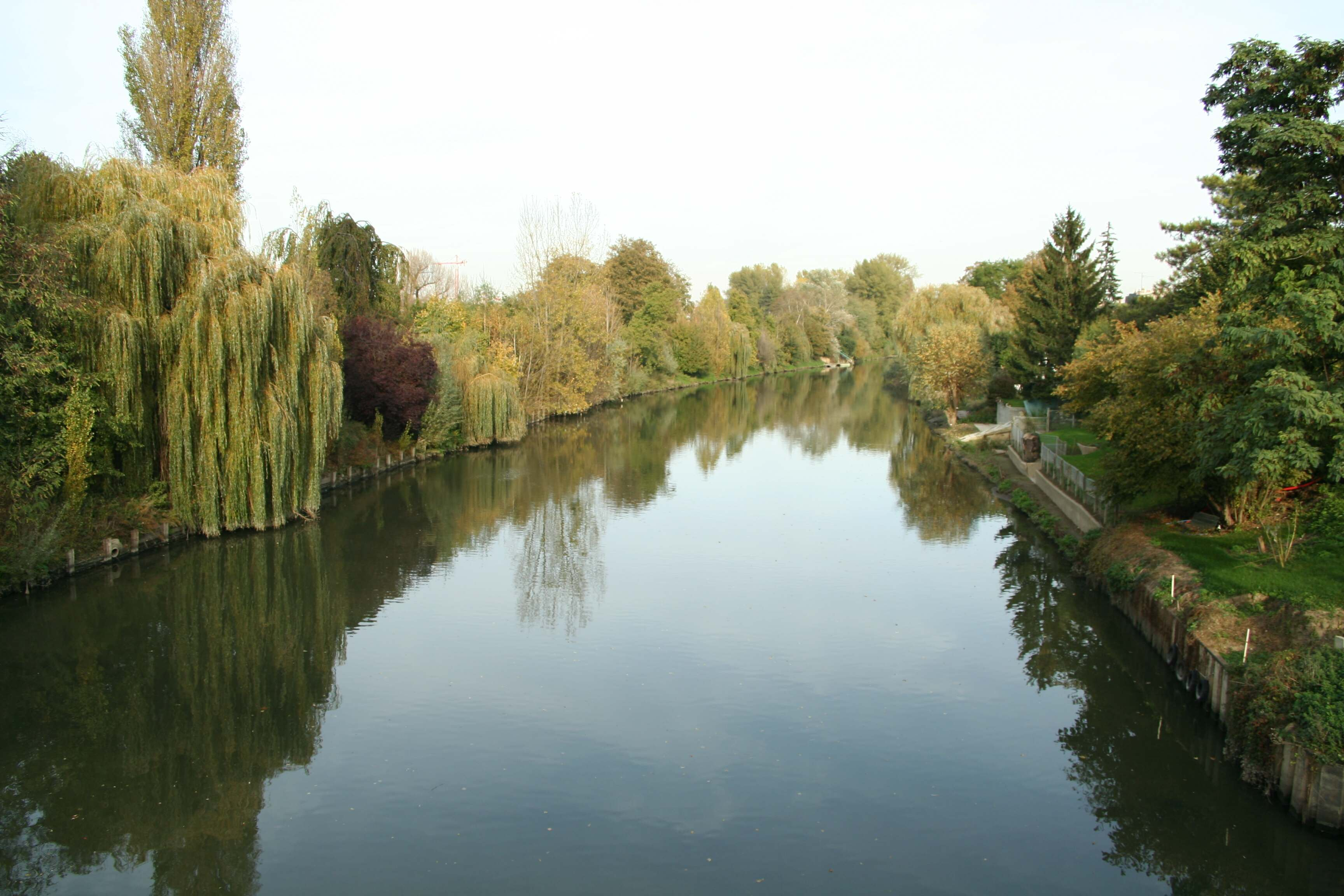
La Seine à Poissy.

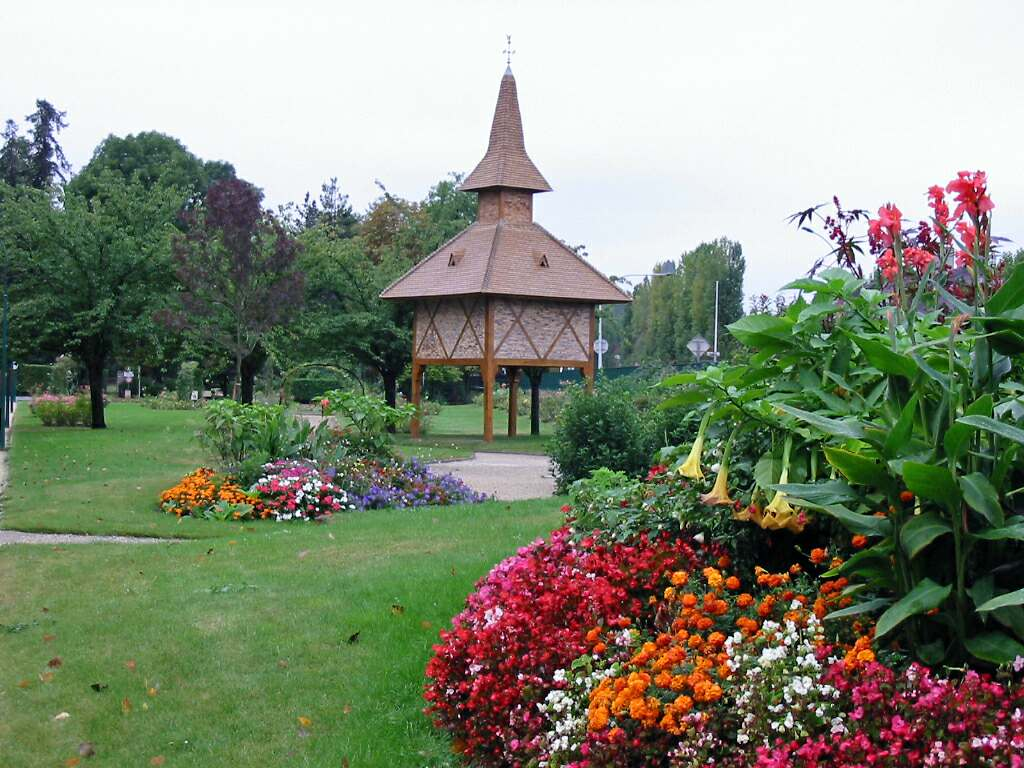
Entrée du parc Meissonier.

## Géographie

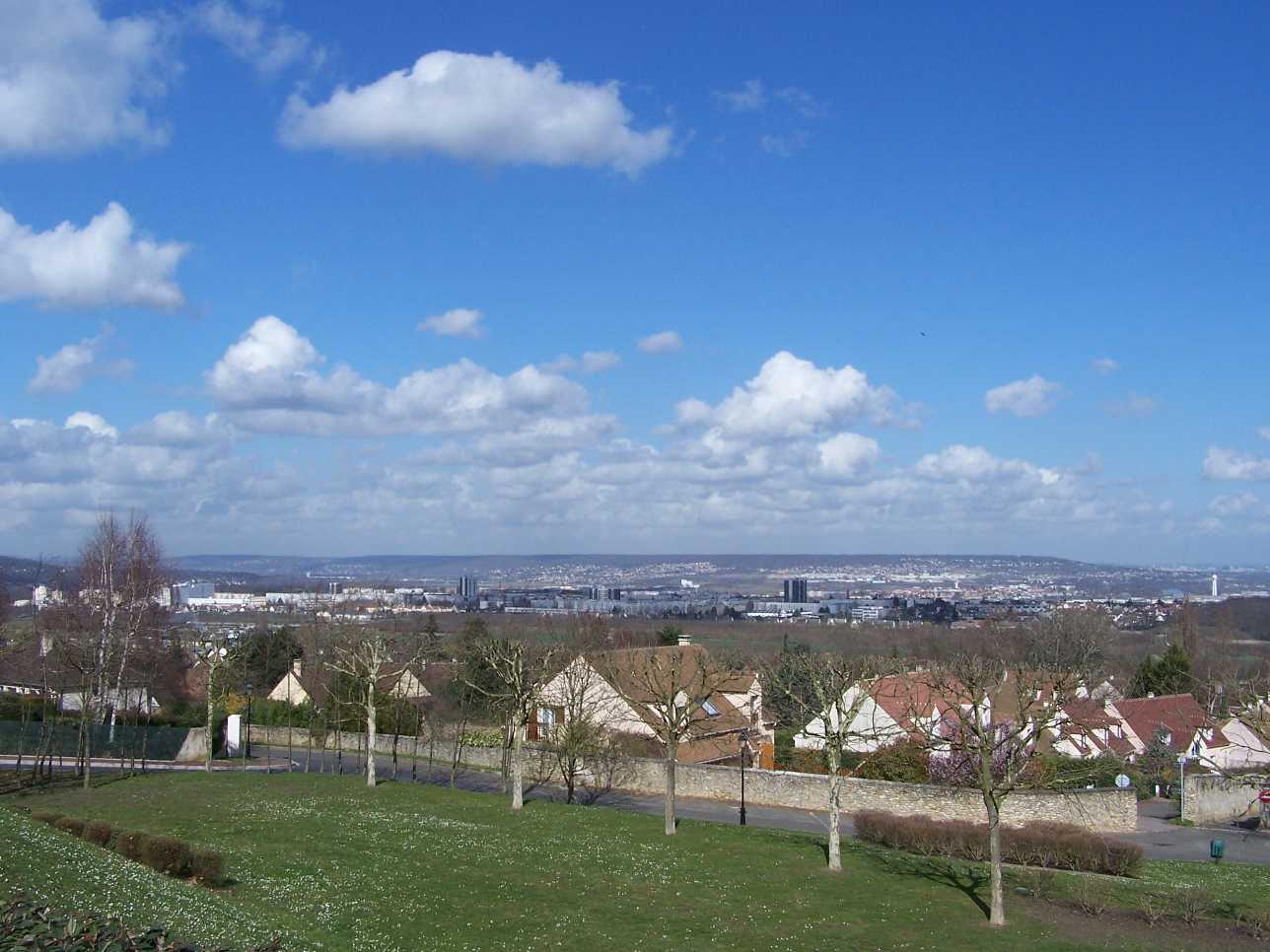
Vue générale de Poissy depuis les hauteurs de Chambourcy.

### Situation
La commune de Poissy se trouve à trente kilomètres environ à l'ouest de Paris, dans le nord-est des Yvelines, à cinq kilomètres à l'ouest de Saint-Germain-en-Laye, chef-lieu d'arrondissement, et à 23 kilomètres au nord-ouest de Versailles, préfecture du département.
La ville est implantée sur la rive gauche de la Seine, dans la concavité d'un méandre du fleuve, limitée à l'est par la forêt de Saint-Germain-en-Laye et à l'ouest par la Seine.
Les communes limitrophes sont Achères au nord-est, Saint-Germain-en-Laye à l'est, Chambourcy et Aigremont au sud, Feucherolles au sud-ouest, Orgeval et Villennes-sur-Seine à l'ouest et Carrières-sous-Poissy au nord-ouest, commune dont elle est séparée par la Seine.
Le territoire communal est établi dans sa partie nord sur des terrains alluviaux à une altitude de 30 mètres environ et s'élève dans sa partie sud sur un plateau à environ 170 mètres d'altitude situé dans le prolongement de la forêt de Marly, en bordure de la plaine de Versailles. Il englobe plusieurs îles de la Seine, dont une, l'île de Migneaux, est habitée. Avec plus de 1 300 hectares, sa superficie représente une fois et demie la moyenne des communes yvelinoises. Approximativement en forme de rectangle allongé et incliné, il s'étend sur environ huit kilomètres en longueur du nord-est au sud-ouest et 1,5 kilomètre en largeur du nord-ouest au sud-est.

### Géologie

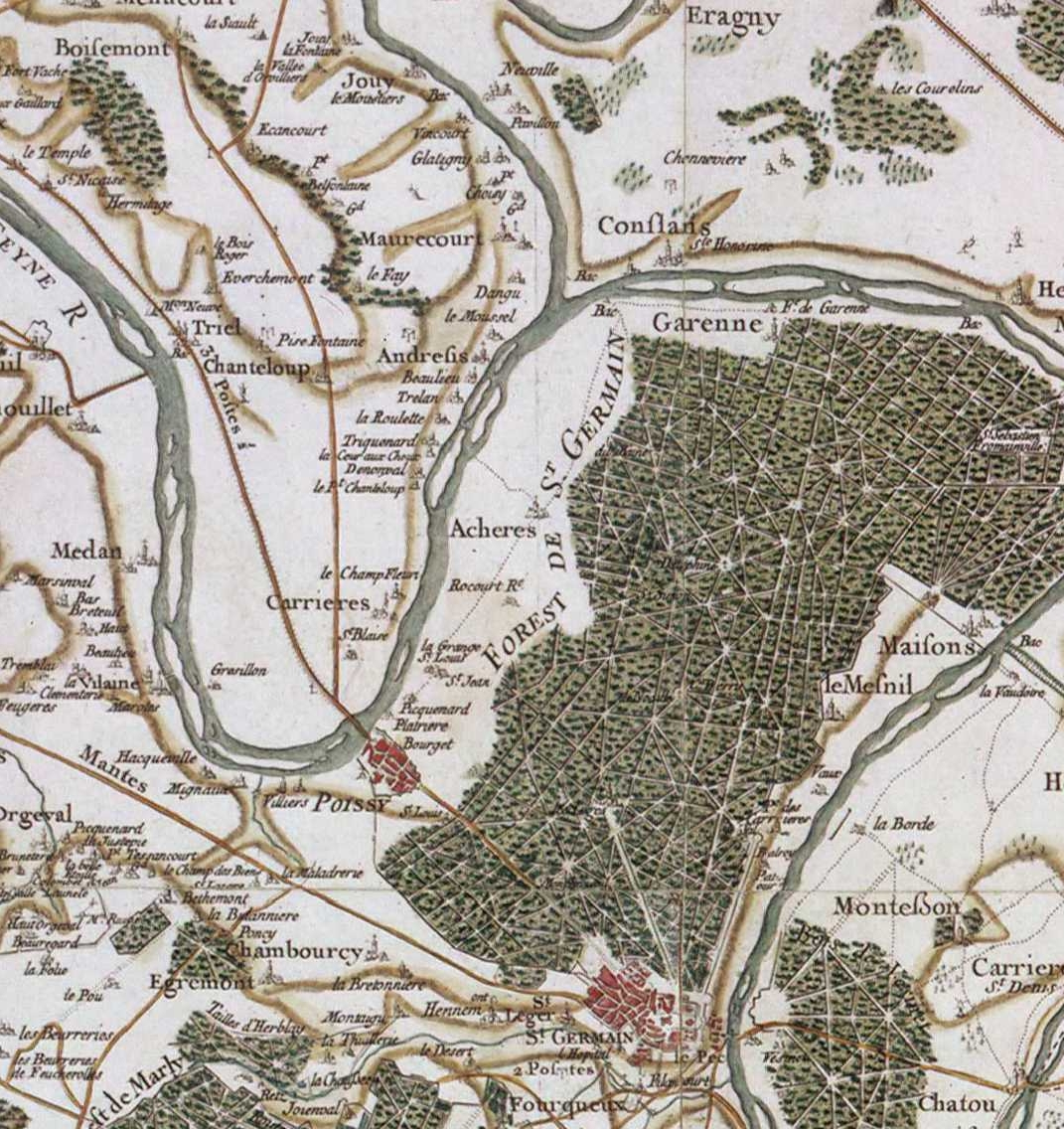
Poissy et sa région, carte de Cassini, vers 1780.

Le sous-sol de Poissy, comme dans le reste de l'Île-de-France, est constitué d'un empilement de couches sédimentaires de l'ère tertiaire, quasi horizontales, reposant sur assise de craie de l'ère secondaire, couches fortement érodées dans la partie nord du territoire qui se trouve dans un méandre de la Seine.
Les couches affleurant à Poissy sont de haut en bas :
au sud de la RD 113 :
- la meulière de Montmorency du Stampien supérieur ou Chattien ;
- les sables et grès de Fontainebleau du Stampien ;
- les marnes à huîtres du Stampien ;
- l'argile verte de Romainville du Stampien inférieur ou Sannoisien ;
- les marnes et gypses du Ludien.

au nord de la RD 113 :
- le calcaire de Saint-Ouen du Bartonien inférieur (Marinésien) ;
- les sables de Beauchamp du Bartonien inférieur (Auversien) ;
- le calcaire grossier du Lutétien (environ 80 millions d'années) d'environ quinze mètres d'épaisseur. Cette couche calcaire, qui correspond à la plateforme structurale du Vexin, a été exploitée autrefois comme pierre de taille ;
- les sables de Cuise de l'Yprésien supérieur ;
- les sables et lignites du Sparnacien ;
- la craie blanche à silex du Campanien (70 à 80 millions d'années, Crétacé) qui constitue l'assise géologique du secteur.

Sur le plateau de Beauregard, au sud de la ville, le calcaire grossier est recouvert d'alluvions anciennes correspondant à une terrasse alluviale haute, et plus au nord, au niveau du centre-ville, la couche de calcaire grossier a disparu totalement, une couche d'alluvions récentes reposant directement sur le Sparnacien.
Du fait de l'existence d'anciennes carrières, une partie du territoire de Poissy est partiellement « sous-miné ». Il comprend également cinq sites recensés dans la base de données du ministère de l'Écologie relative aux sites et sols pollués (ou potentiellement pollués) appelant une action des pouvoirs publics, à titre préventif ou curatif (BASOL). Ces sites concernent pour trois d'entre eux des activités industrielles ayant cessé (raffinerie de cuivre, broyage de minerais, fabrication de pièces automobiles) et pour le quatrième l'usine de montage d'automobiles du groupe PSA. Divers types de pollution des sols et de la nappe phréatique ont été constatés et des mesures de dépollution ou seulement de surveillance ont été mises en œuvre.

### Hydrographie

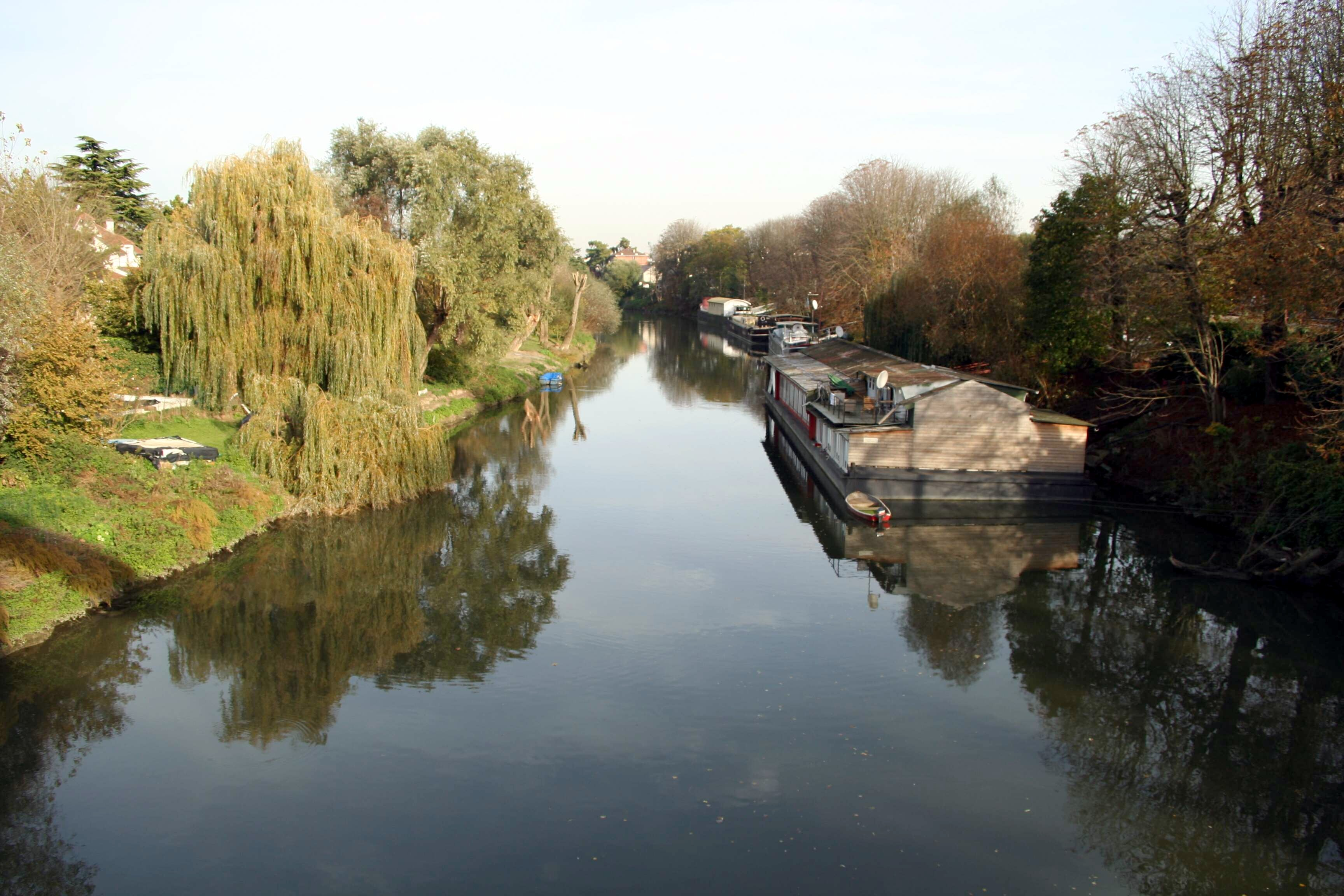
Le bras de Migneaux.

La commune de Poissy longe la rive gauche de la Seine sur environ cinq kilomètres. Elles englobe également plusieurs îles et îlots : l'île Saint-Louis, au nord, devant le Campus et l'usine d'automobiles, l'île de Migneaux au sud, la seule habitée, l'île du Grand-Motteau, soudée à la pointe amont de la précédente, l'île du Petit-Motteau à l'entrée du bras de Migneaux, l'îlot Blanc, devant l'île de Migneaux.
Par sa situation, la commune est très exposée aux risques d'inondation, particulièrement les quartiers situés entre la Seine et la voie ferrée au sud de la RD 190, le site de l'usine et bien entendu les îles. Ces zones ont déjà été inondées, notamment lors de la grande crue de 1910.
Ce risque a motivé la mise en place d'un plan de prévention contre les risques d'inondation (PPRI), mis en vigueur par arrêté préfectoral du 30 juin 2007. Il concerne dans les Yvelines 57 communes riveraines de la seine et de l'Oise. Ce plan détermine plusieurs zones, prioritaires sur les plans locaux d’urbanisme (PLU) des communes concernées : une zone rouge, concernant les zones les plus exposées (rouge clair, inondations de 1 à 2 mètres, rouge sombre, inondations supérieures à 2 mètres, à Poissy cette dernière concerne l'île de Migneaux) où les nouvelles constructions sont interdites et le renouvellement urbain strictement réglementé, une zone bleue où le risque d'inondation est modéré qui permet le maintien d'activités économiques importantes (c'est le cas du site de l'usine d'automobiles à Poissy), une zone verte, non bâtie et devant le rester (concerne à Poissy les îles non bâties et le parc Meissonier) et une zone marron concernant une bande d'environ 25 mètres le long des rives, qui a pour objectif de reconquérir une capacité d'écoulement en contrôlant l'urbanisation.

### Climat
Pour des articles plus généraux, voir Climat de l'Île-de-France et Climat des Yvelines.
En 2010, le climat de la commune est de type climat océanique dégradé des plaines du Centre et du Nord, selon une étude du CNRS s'appuyant sur une série de données couvrant la période 1971-2000. En 2020, Météo-France publie une typologie des climats de la France métropolitaine dans laquelle la commune est dans une zone de transition entre le climat océanique et le climat océanique altéré et est dans la région climatique Sud-ouest du bassin Parisien, caractérisée par une faible pluviométrie, notamment au printemps (120 à 150 mm) et un hiver froid (3,5 °C).
Pour la période 1971-2000, la température annuelle moyenne est de 11,4 °C, avec une amplitude thermique annuelle de 14,8 °C. Le cumul annuel moyen de précipitations est de 637 mm, avec 10,4 jours de précipitations en janvier et 7,6 jours en juillet. Pour la période 1991-2020, la température moyenne annuelle observée sur la station météorologique la plus proche, située à Maule à 14 km à vol d'oiseau, est de 11,8 °C et le cumul annuel moyen de précipitations est de 677,0 mm,. Pour l'avenir, les paramètres climatiques de la commune estimés pour 2050 selon différents scénarios d'émission de gaz à effet de serre sont consultables sur un site dédié publié par Météo-France en novembre 2022.

## Urbanisme

### Typologie
Au 1er janvier 2024, Poissy est catégorisée grand centre urbain, selon la nouvelle grille communale de densité à sept niveaux définie par l'Insee en 2022.
Elle appartient à l'unité urbaine de Paris, une agglomération inter-départementale regroupant 407  communes, dont elle est une commune de la banlieue,,. Par ailleurs la commune fait partie de l'aire d'attraction de Paris, dont elle est une commune du pôle principal,. Cette aire regroupe 1 929 communes,.

### Occupation du territoire
| Type d'occupation           | Pourcentage | Superficie (en hectares) |
| --------------------------- | ----------- | ------------------------ |
| Espace urbain construit     | 47 %        | 606,08                   |
| Espace urbain non construit | 16 %        | 202,49                   |
| Espace rural                | 37 %        | 482,65                   |

Le dynamisme industriel de la ville a conduit le dernier quart du XIXe siècle à une urbanisation croissante des quartiers, situés entre la Seine et la ligne de chemin de fer de la grande Ceinture, inaugurée en 1881. Les constructions qui s'élèvent sont essentiellement des pavillons, le plus souvent en rez-de-chaussée, en brique et en meulière. Un exemple est toujours présent dans la « cité-jardin de Poissy », avenue Robespierre.
À partir de 1959, de grands travaux dans le centre de la ville sont entrepris. Certains habitants sont expulsés et relogés dans des HLM, au Clos d'Arcy et aux Buttes de la Croix verte.
L'espace urbain occupe aujourd'hui près des deux tiers de la superficie totale. L'espace rural (37 %) subsiste dans la partie sud de la commune, au sud de la route nationale 13.
L'espace urbain construit représente 74 % du total, soit 606 hectares. Il comprend les zones d'habitation, soit 265 ha (32 % de l'espace urbain construit), étendues à partir du noyau ancien entre la Seine et la forêt, les divers équipements, soit 132 ha (17 %) et les zones d'activités, 172 ha (21 %), concentrées majoritairement dans le nord de la commune, entre la Seine et les voies ferrées, jusqu'à la limite d'Achères, zone dans laquelle est installée notamment le Site de Stellantis.
L'habitat est concentré dans la partie centrale de la commune. À partir du centre historique, il s'est étendu au cours du XXe siècle jusqu'à la forêt, qui correspond à la limite intercommunale, au nord et à l'est (à l'exclusion des zones d'activités au nord), et jusqu'au tracé de la RD 113 au sud, à l'exception de quelques espaces verts, dont le parc Meissonier le long de la RD 153. Dans la partie sud, au-delà de la RD 113, l'habitat se limite aux hameaux de Bethemont et de la Bidonnière, et aux dernières fermes isolées du Poult et de Poncy.

### Habitat et logement
En 2019, le nombre total de logements dans la commune était de 18 126, alors qu'il était de 17 275 en 2014 et de 17 086 en 2009.
Parmi ces logements, 92,4 % étaient des résidences principales, 1,9 % des résidences secondaires et 5,6 % des logements vacants. Ces logements étaient pour 17,4 % d'entre eux des maisons individuelles et pour 81,1 % des appartements.
Le parc de logements sociaux, au sens du recensement, s'est réduit de 5 798 logements en 2008 (35,8 % du parc ds résidences principales) à 5 621 (33,5 %) en 2019. La ville est donc nettement au-dessus du seuil de 25 % de logements sociaux imposé par la loi no 2000-1208 du 13 décembre 2000 relative à la solidarité et au renouvellement urbains. Un grand nombre de logements sociaux ont été construits dans les années 1960 quand est réalisé un vaste plan d'urbanisme pour rénover le centre-ville de Poissy.
Le tableau ci-dessous présente la typologie des logements à Poissy en 2019 en comparaison avec celle des Yvelines et de la France entière. Une caractéristique marquante du parc de logements est ainsi une proportion de résidences secondaires et logements occasionnels (1,9 %) inférieure à celle du département (2,6 %) mais supérieure à celle de la France entière (9,7 %). Concernant le statut d'occupation de ces logements, 42,2 % des habitants de la commune sont propriétaires de leur logement (41,4 % en 2014), contre 58,6 % pour les Yvelines et 57,5 pour la France entière.
| Typologie                                               | Poissy | Yvelines | France entière |
| ------------------------------------------------------- | ------ | -------- | -------------- |
| Résidences principales (en %)                           | 92,4   | 91       | 82,1           |
| Résidences secondaires et logements occasionnels (en %) | 1,9    | 2,6      | 9,7            |
| Logements vacants (en %)                                | 5,6    | 6,4      | 8,2            |

### Voies de communication et transports

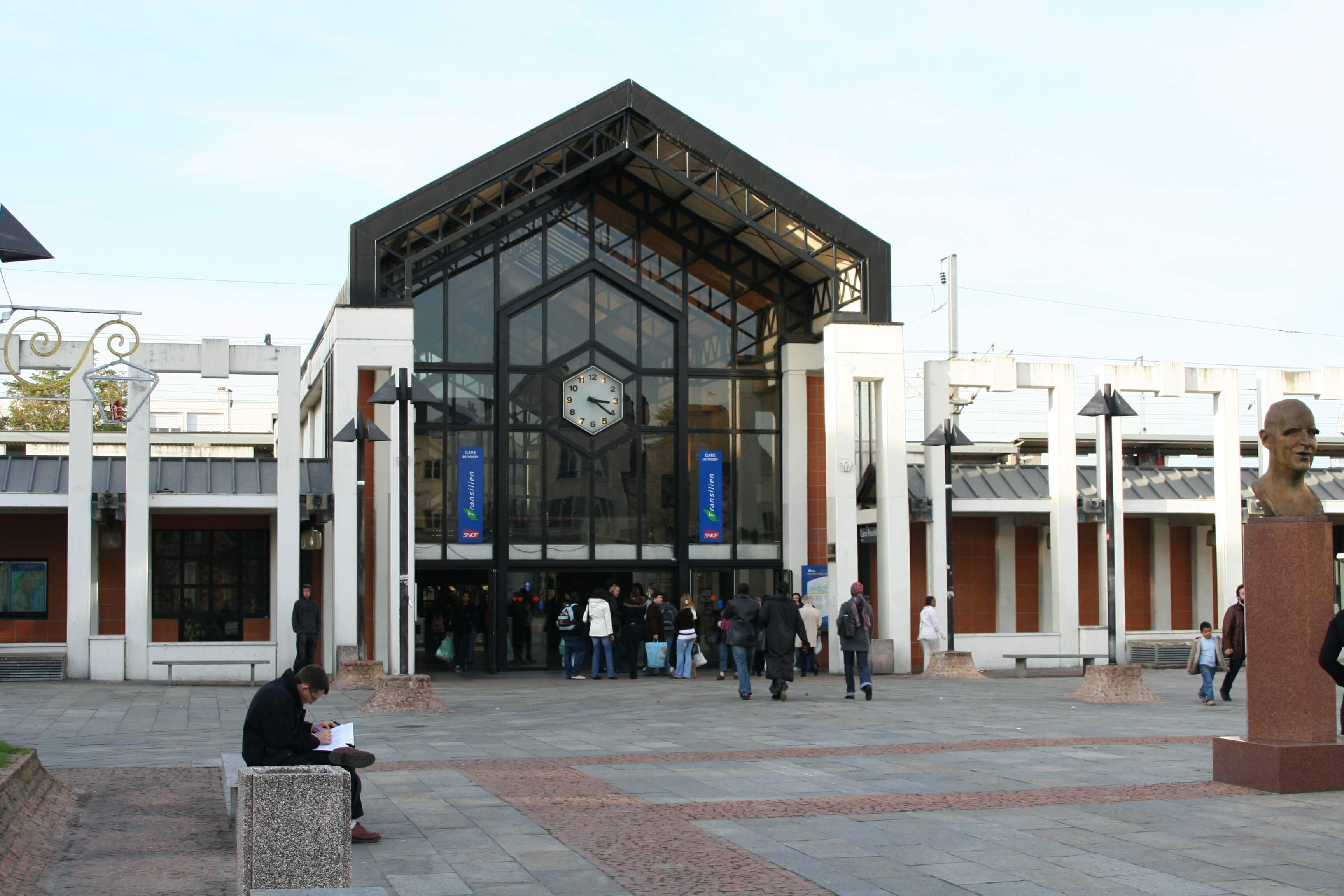
Vue de l'entrée principale de gare de Poissy depuis la place Georges Pompidou.

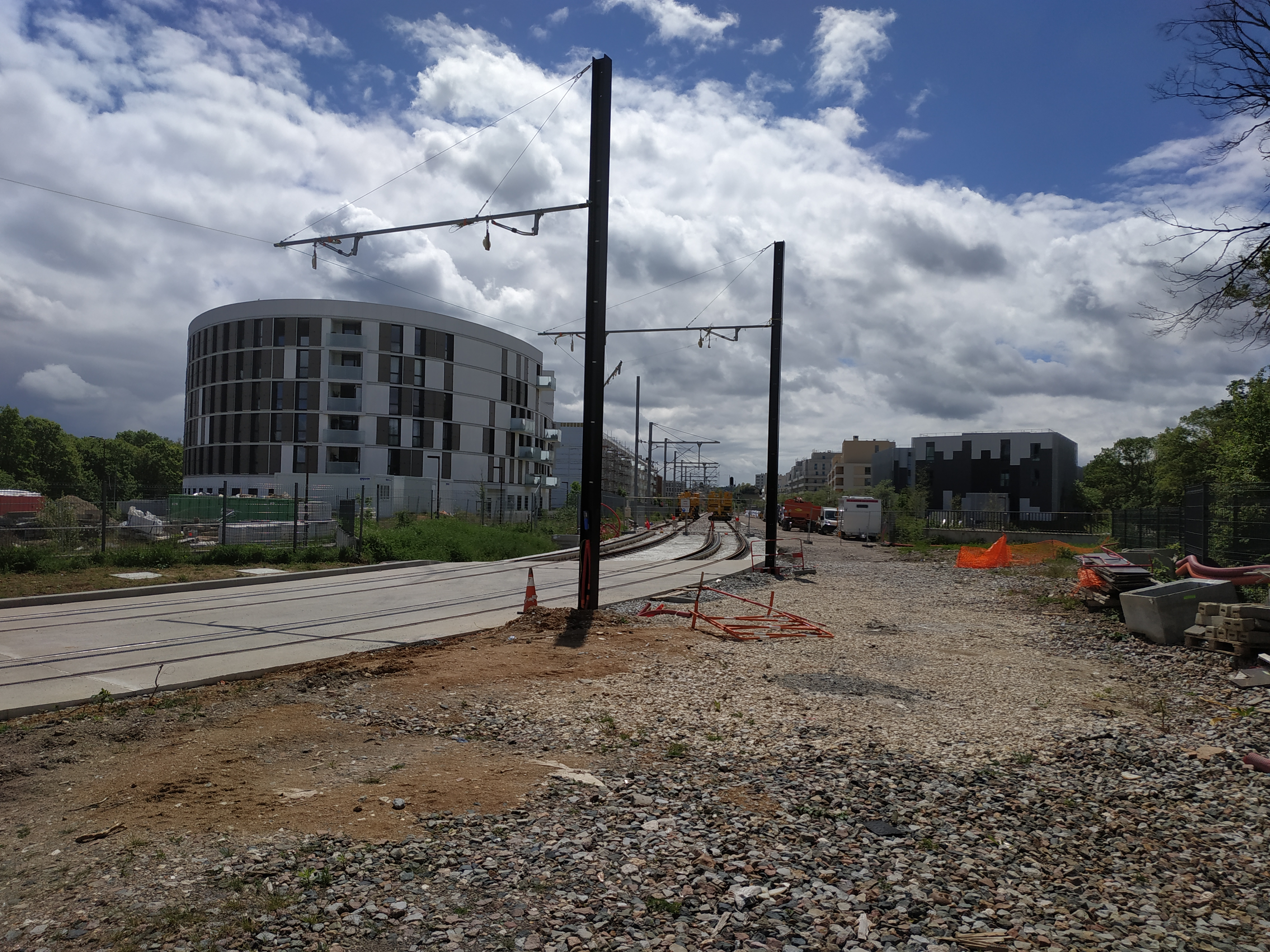
Travaux du T13 à Saint-Germain-en-Laye, à l'endroit où la ligne tournera pour rejoindre Poissy puis Achères.

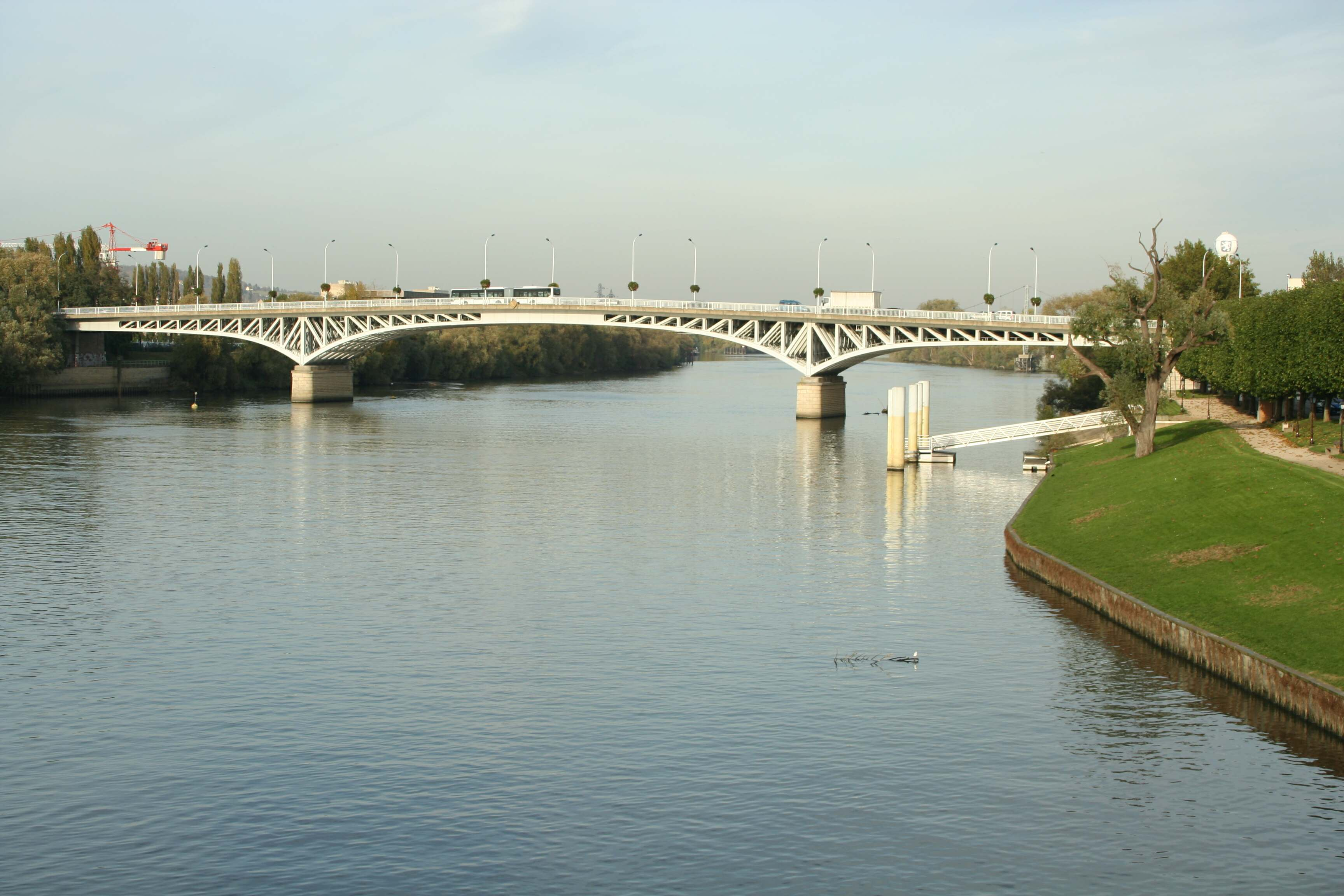
Le pont sur la Seine.

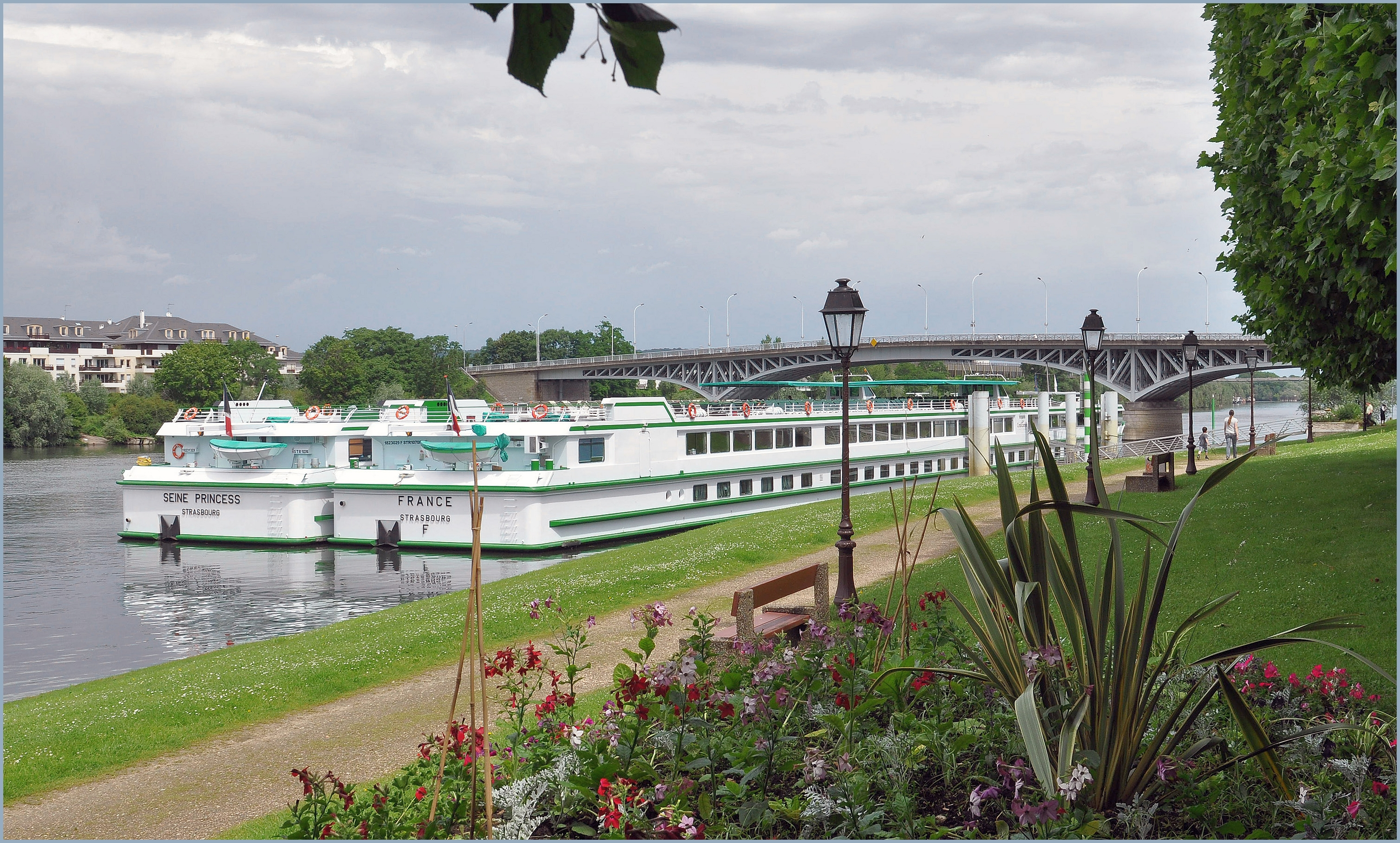
Point d'escale fluviale de Poissy. Cet appontement est utilisé par les navires de croisière de Paris à Honfleur.

La desserte routière est assurée par plusieurs routes départementales, dont trois qui se croisent au centre de la ville :
- la RD 190, orientée est-ouest, qui relie Le Pecq à Limay et franchit la Seine par le pont de Poissy et constitue l'axe historique de la ville, dévié vers le nord à la suite de la construction du nouveau pont dans les années 1950 ;
- la RD 30, orientée nord-sud ;
- la RD 308, orientée nord-est - sud-ouest, qui la relie à Maisons-Laffitte ;
- la RD 113, surnommée « route de Quarante-Sous », qui croise la RD30 au lieu-dit la Maladrerie de Poissy, passe au sud de la ville ;
- la route départementale 153 relie Poissy à l'échangeur d'Orgeval, point de jonction des autoroutes A13 et A14. Ces deux autoroutes traversent la commune dans sa partie sud.

La commune de Poissy est concernée par le projet de bouclage de l'autoroute A104 (la Francilienne) entre Méry-sur-Oise et Orgeval. Le tracé vert, retenu par le gouvernement après le débat public, franchit la Seine au-dessus de l'île de Migneaux, puis emprunte le vallon de Migneaux pour rejoindre le plateau et le futur échangeur avec les autoroutes A13 et A14 et la RD 113. Plusieurs ouvrages sont prévus pour limiter les nuisances pour les riverains : couverture du viaduc sur 500 mètres, tranchée couverte sous le rue de Migneaux, semi couverture au droit de la cité de la Coudraie. Ce projet, qui devait entrer en service à l'horizon 2015, très contesté localement, a été abandonnée depuis par l'État au profit de la liaison RD30-RD190 à 4 voies pour rejoindre l'A13 à l'A15.
La commune est traversée par deux lignes de chemin de fer : la ligne Paris-Le Havre qui longe la Seine en limite ouest de la commune, et la ligne de Grande Ceinture, limitée à un trafic restreint de marchandises, qui longe la forêt de Saint-Germain-en-Laye en limite est de la commune. La desserte voyageurs est assurée par la gare de Poissy, qui est une gare terminus pour les services de la branche A5 du RER et une gare de passage pour les autres trains de banlieue du Transilien J à destination des Mureaux et de Mantes-la-Jolie ainsi que des TER vers Vernon (Eure). Vers Paris, tous ces trains aboutissent à la gare Saint-Lazare (20 minutes de trajet environ).
Jusqu'en 2004, la gare de Poissy-Quai-Talbot, halte voyageurs en amont de la gare principale, réservée aux employés de l'usine d'automobiles, desservait directement l'usine PSA.
Par ailleurs, sur la ligne de Grande Ceinture, la gare de Poissy-Grande-Ceinture, qui date de 1882, est désaffectée depuis 1939. Le projet de la Ligne 13 du tramway d'Île-de-France, prévu pour 2027 à Poissy, devrait permettre à ses usagers de se déplacer dans un axe nord-sud, entre Achères et Saint-Cyr-l'École. Il prévoyait initialement la réouverture de cette gare ; cependant, une autre variante a été choisie, passant par le boulevard Gambetta, la gare de Poissy et les quartiers Le Clos Saint-Exupéry et le Clos Saint-Germain.
Pour le trafic de marchandises, un important embranchement dessert l'usine d'automobiles, qui expédie notamment des trains complets d'automobiles.
La commune est desservie par les lignes d'autobus :
- 1, 2, 3, 5, 10, 12, 24, 29, 30, 34, 40, 42, 43, 51, 52, 53, 54, 55, 56, 57, 59, 63, 65, 67, 68, 69, 70, 71, 90, 91, 92, 93, 94, 95, X409 et des Bus Soir Carrières-sous-Poissy, Poissy Est et Poissy Ouest du réseau de Poissy - Les Mureaux ;
- 22, 73 et 87 et 88A/B/C du réseau du Mantois ;
- 8 du réseau de Saint-Germain Boucles de Seine ;
- Express 4 et Express 16 du réseau de Île-de-France Ouest ;
- 5, 5S et A2 du réseau de Cergy-Pontoise Confluence ;
- 14 du réseau de Centre et Sud Yvelines ;
- N151 et N155 du réseau Noctilien.

La Seine, voie fluviale importante, est peu utilisée à Poissy. Un embarcadère reçoit périodiquement des escales de bateaux de croisières. En revanche l'usine d'automobiles, bien que disposant d'une longue façade sur le fleuve, n'utilise pas pour ses transports le mode fluvial, peu adapté aux pratiques du « juste à temps ».
Réutilisant les vestiges du Vieux Pont, une passerelle piétons-cyclistes est prévue entre Poissy et Carrières-sous-Poissy, traversant la Seine. Le permis de construire est signé fin 2023, le début des travaux est prévu en 2024 avec une mise en service estimée en 2026, le tout pour une enveloppe de 20 millions d'euros.

## Toponymie
Le nom de la localité est attesté sous les formes in Pinciacense en 816, Pinciacum en 844, Pintiaco vers 1045, Pensiacum en 1055, Pissiacum en 1078 et enfin Poissy en 1270.
Du nom de personne roman Pincius et du suffixe -acum.
L'une des deux formes du nom des habitants de Poissy, Pisciacais est basée sur une graphie médiévale fantaisiste.

## Histoire

### Les origines
Les origines de Poissy sont mal connues. On a retrouvé peu de vestiges de l'époque préhistorique dans le territoire de la commune. Le site était certainement habité au néolithique, car on a retrouvé des traces (pilotis en chêne) d'une ancienne cité lacustre lors de la construction de l'écluse de Carrières-sous-Poissy. Une épée datant de l'âge du bronze et conservée au British Museum a également été retrouvée lors d'un dragage de la Seine.
À l'époque gauloise, Poissy était probablement un modeste village d'agriculteurs et de pêcheurs à la limite nord-est du territoire des Carnutes dont le chef-lieu était Chartres (Autricum). Des tombes gallo-romaines ont été mises au jour en 1928 sous la rue de l'Église à l'occasion de travaux.
Sur le réseau de voies romaines, Poissy était l'un des points de franchissement de la Seine.
En 2017, lors de fouilles sur un terrain situé derrière la mairie (périmètre du Prieuré royal et de l'ancien marché aux bestiaux de 1857), des vestiges datant de l'Antiquité ou encore du Moyen Âge sont découverts.

### Moyen Âge
Sous les Mérovingiens, Poissy, appelé Pinciacum, est le chef-lieu du Pagus pinciacensis ou Pincerais, dont le territoire s'étendait entre la Seine au nord et la limite de la forêt d'Yveline au sud, englobant notamment la vallée de la Mauldre. La ville était le siège d'un archidiaconat qui relevait du diocèse de Chartres (Civitas Carnutensis).
Poissy fut une résidence royale dès le Ve siècle. En 862, 864 et 868, le Carolingien Charles II le Chauve y réunit une assemblée de dignitaires. De 996 à 1031, Robert II le Pieux l'érigea en demeure royale et fit construire l'église Notre-Dame. Sa seconde épouse, Berthe de Bourgogne, éleva un monastère de femmes de l'ordre de Saint-Augustin qui furent chassées par la construction du prieuré royal à partir de 1303.

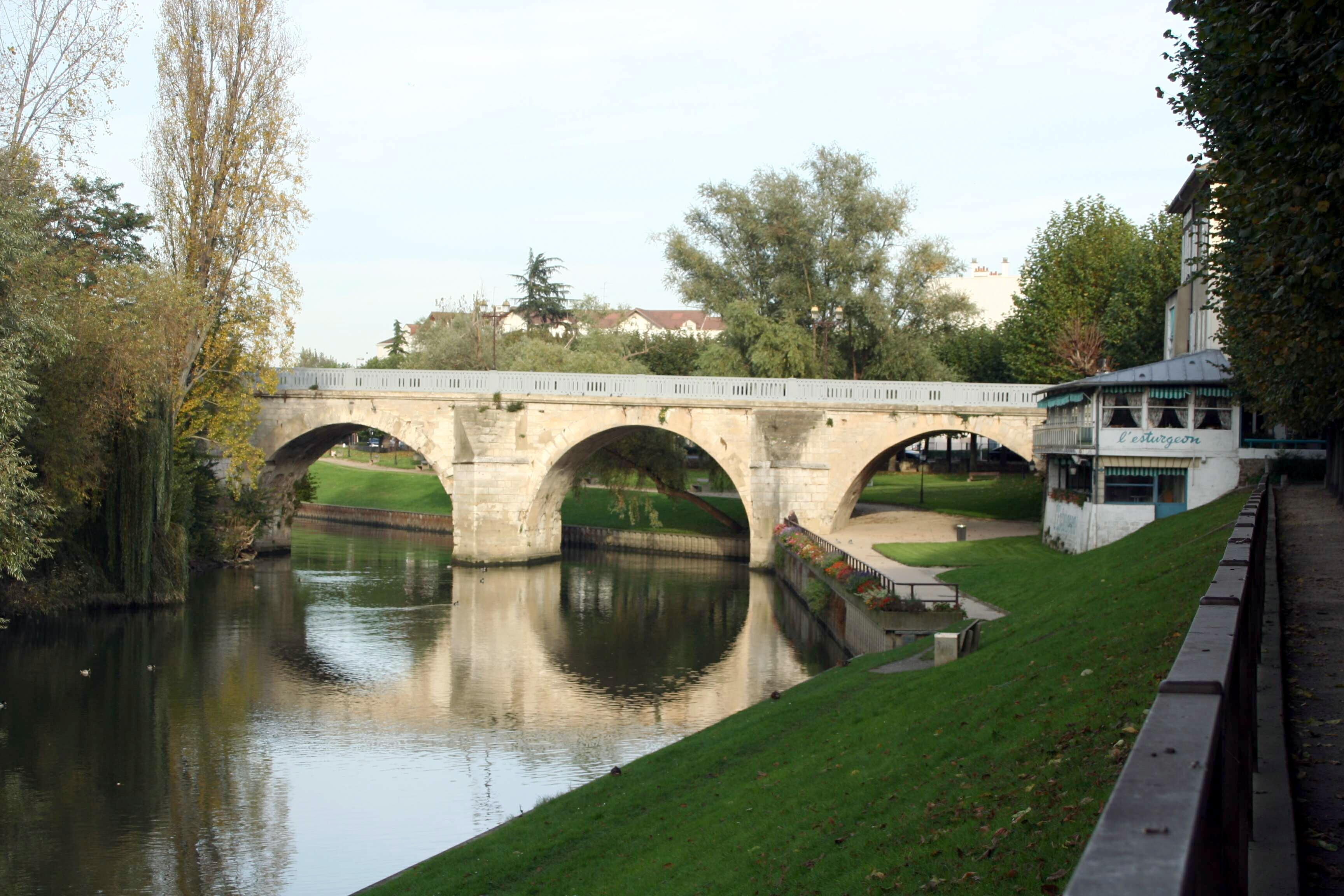
L'ancien pont.

Sous les Capétiens, il a existé deux châteaux à Poissy. Le premier, le Château vieux, voisin de la collégiale, remontait à un ancien rendez-vous de chasse des Mérovingiens. Le second, le Château neuf, fut vraisemblablement construit par Constance d'Arles, troisième épouse du roi Robert II le Pieux. Il se trouvait à l'emplacement de l'enclos de l'abbaye et contigu au château vieux, une tradition historiographique le situant à l’emplacement choisi par la suite pour édifier le grand autel de l’abbatiale. En 1120-1140, une maladrerie est construite. En 1188, Philippe-Auguste donne des institutions communales à la ville, en échange de la prise en charge par les bourgeois des travaux de fortifications de la ville et d’un service d’ost.
En 1200, Philippe Auguste donna son château en apanage à son fils Louis VIII le Lion à l'occasion de son mariage avec Blanche de Castille. Il accorda en 1221 à la cité, en même temps qu'à Triel et Saint-Léger-en-Laye, une charte de commune, lui confirmant la possibilité de s'administrer librement. Poissy, qui fait partie avec Meulan et Mantes-la-Jolie, des plus anciennes communes des Yvelines, disposait d'une assemblée municipale de douze pairs avec à sa tête un maire, tandis qu'un prévôt représentait la justice royale. Sous son règne, la ville est ceinte de remparts qui ont subsisté jusqu'au XIXe siècle et dont des vestiges sont encore visibles boulevard Louis-Lemelle. C'est vers 1200 également que la commune de Poissy fit construire le pont de pierre qui subsistera jusqu'en 1944, en remplacement d'un pont de bois attesté en 1161. Les fortifications, édifiées à cette époque, s'étendaient sur une superficie d'environ 800 mètres de long sur 500 mètres de large. L'enceinte s'ouvrait sur sept portes : la porte aux dames, la porte du Pont, la porte du Bourget, la porte de Conflans, la porte du Trou, la porte de Paris et la porte de Tournelle.

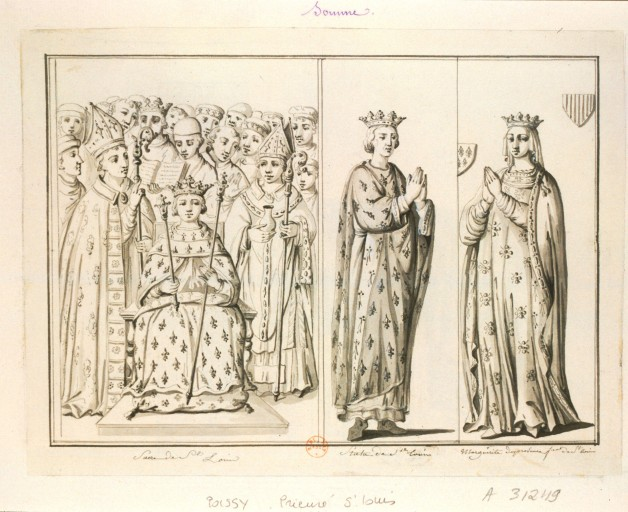
Sacre de saint Louis, statues de saint Louis et Marguerite de Provence, dessin (Gallica).

Saint Louis naquit en 1214, vraisemblablement au château de Poissy. Il fut baptisé avec certitude en l'église paroissiale Notre-Dame ; par la suite, il signa ses lettres privées « Louis de Poissy » ou « Louis, seigneur de Poissy » en souvenir de son baptême.
En 1245 naît à Poissy Philippe III le Hardi, fils de Louis IX et de Marguerite de Provence qui régna de 1270 à 1285.
À cette même date, le marché aux bestiaux devient très important. Placé sur la route de Paris à Rouen, son activité majeure est le marché destiné à l'alimentation de Paris en viande. Le droit de commerce a été accordé en 1245 par Louis IX. Les noms de certaines rues témoignent encore de l'activité : rue de la Triperie, rue des Moutons, rue du Bœuf-Couronné, ruelle aux Vaches. Cette concentration d'animaux se traduisait aussi par de grands espaces non construits destinés à parquer les animaux pour la vente.
Le 11 août 1297, intervient la canonisation de Saint Louis par le pape Boniface VIII. Le roi Philippe le Bel, décide de fonder l'abbaye des dominicaines de Poissy, fondée en l'honneur de saint Louis qui était son grand-père. En 1303 commence la construction du prieuré sur l'emplacement du château neuf qui est rasé.
Pendant la guerre de Cent Ans, le 16 août 1346, le roi d'Angleterre, Édouard III pille et brûle la ville après avoir débarqué en Normandie et dévasté la vallée de la Seine. Après avoir réparé le pont, il franchit la Seine et dévaste le Vexin, le Beauvaisis, traverse la Somme au gué de Blanquetaque, et bat Philippe VI de Valois à Crécy avant de prendre Calais.
En 1369, le roi Charles V le Sage fait détruire ce qui reste du château de Poissy, incendié le 16 août 1346 par le prince noir fils du roi d'Angleterre.
En septembre 1429, les troupes de Jeanne d'Arc prennent la tour de Béthemont aux « Godons » (Anglais). Poissy est à nouveau occupée en 1441 par le baron anglais John Talbot qui pille l'abbaye et la ville.

### La maison de Poissy
Si le roi capétien est bien le seigneur principal de Poissy, une grande famille (ou plusieurs, avec les alliances) a porté le nom de « Poissy », y occupant des fonctions, des biens ou des fiefs secondaires. Ces « Poissy », souvent prénommés Robert, ont une généalogie très embrouillée. Il semble qu'ils commencent au XIe siècle avec la famille des prévôts de Poissy (des Robert, mais aussi des Roger, Gautier, Geoffroy, Nivard...), et qu'ils sont aussi seigneurs de Maisons et Septeuil.
- Aux alentours de 1100, une branche se forme en lignée féminine par le mariage de Sanceline (Sesseline, Cécile) de Poissy avec Gasce II de Chaumont (de la Maison de Chaumont-Quitry, fils de Robert l'Eloquent ; certains l'assimilent à Gasce/Gaston/Galon de Chaumont, connétable de France, mais ce dernier est aussi dit fils d'Eudes[37],[38] ; ce pourrait d'ailleurs être la mère et non la femme de Gasce de Chaumont qui ferait le lien avec les Poissy, car Robert l'Eloquent est dit avoir épousé Hadvide de Poissy...). Cette branche cognatique prend aussi le nom de « Poissy ». Leur fils Gasce III ayant épousé Jacqueline dame de Fresne(s) (de la Maison de Neauphle), ils héritent des seigneuries de Fresne, Orgeval, Chapet, Bazemont...
- Dans cette branche féminine des Poissy apparaît au XIIIe siècle Mahaut (Mathilde) dite « de Fresne », qui épouse Pierre du Puiset, seigneur de Villepreux, dit aussi « Pierre de La Ferté ou de Richebourg ou de Mésalent »[39] ; et au XIVe siècle sa petite-nièce, autre Mahaut, dame de Fresne, qui épouse Jehan Hutin Le Baveux de Garencières[40] ; de plus, après la mort de cette deuxième Mahaut de Poissy, Hutin Le Baveux se remarie avec Jacqueline de Vieuxpont de Courville, une arrière-arrière-petite-fille de la première Mahaut ! Villepreux et Fresne passent à la descendance de Jean Le Baveux, avec des alliances Vendôme-vidames de Chartres-Châteauneuf/ramage de la Roche et d'O. En sus de ceux qu'on vient de signaler, les Poissy ont possédé de nombreux autres fiefs en région parisienne : Ménerville, Davron, Achères, la forêt de Saint-Germain, Les Alluets, Béthemont, Chambourcy, Aigremont et Poncy, Crespières (les Flambertins), Orgeval (Gasce de Poissy y fonde en 1180 l'abbaye d'Abbécourt)...

Aux XIIe et XIIIe siècles, plusieurs Robert de Poissy (aussi issus des Chaumont, avec une jonction Vexin français/Vexin normand ?, ou bien d'une branche agnatique (masculine) des Poissy ? ; numérotés de père en fils Robert II, III, IV et V) se taillent un beau domaine en Normandie, notamment dans le Vexin normand (Eure) et en Seine-Maritime, par leurs mariages successifs avec Isabeau ou Mahaut Talbot (x Robert II), Isabelle du Neubourg (issue des Beaumont-le-Roger-Neubourg-Warwick) (x Robert III), Luce Le Chambellan du Plessis (x Robert IV), Mathilde Talbot (x Robert V). Guillaume fils de Robert V a pour fille Mathilde (Mahaut) de Poissy, qui apporte nombre de ces fiefs (notamment Noyon-sur-Andelle, Radepont et Pont-Saint-Pierre en partie, la moitié d'Acquigny : on trouvera le détail à l'article 'Acquigny') à son époux Hervé IV de Léon seigneur de Léon (Bretagne) et seigneur en partie de Châteauneuf/ramage de Léon : ils sont parmi les ancêtres du roi Henri IV par la séquence Léon < Rohan < Valois-Angoulême < Albret < Bourbon.
Les Poissy normands ont eu de nombreux biens en Vexin normand (fiefs du Plessis : Radepont, Fleury-sur-Andelle, Noyon-sur-Andelle, Bourg-Beaudouin ; fiefs Neubourg : Acquigny, Romilly-sur-Andelle-Longboël, Pont-Saint-Pierre ; Pîtres, Cléry dit aussi Clérey aux Andelys) et en Normandie proprement dite (fiefs Talbot : Gouy, Les Authieux, Buchy, Vieux-Manoir, Bois-Héroult, La Malvoisine au Héron à moins que ce ne soit en val de Chevreuse ?, Sotteville, Varengeville, Offranville)... On trouve des Poissy jusqu'au XVIIIe siècle (les marquis de Cléry).

### Temps modernes

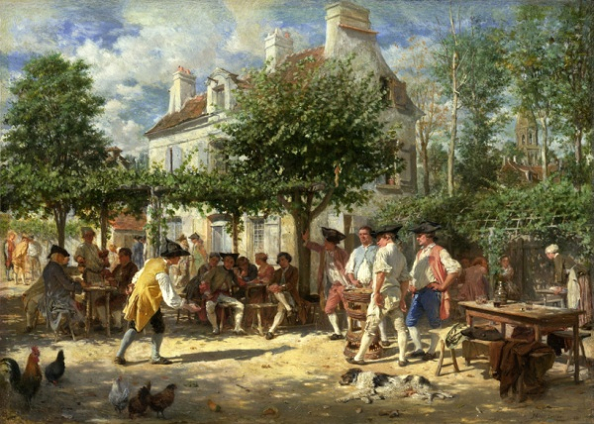
Jean-Louis-Ernest Meissonier, Dimanche à Poissy.

#### Les guerres de Religion
C'est dans cette ville qu'eut lieu, du 9 au 26 octobre 1561, le colloque de Poissy. L'assemblée, organisée par Catherine de Médicis, entre catholiques et protestants, s'est tenue dans la salle du réfectoire restaurée après les destructions de Talbot. Théodore de Bèze expose la doctrine de l’Église réformée en vue d’une conciliation. L'échec de cette tentative de réconciliation sonna le déclenchement des guerres de Religion. À cette époque, la ville est gérée par deux églises : la collégiale Notre-Dame, et l'église prieurale Saint-Louis.
En 1567, la bataille de Poissy a lieu entre les calvinistes (commandés par le prince de Condé) et les catholiques.
En 1620, l'ordre des Capucins s'établit dans la ville. En 1647, l'ordre des Ursulines établit un couvent.

### Révolution française et Empire
En 1790, Poissy devient le chef-lieu d'un canton du nouveau département de Seine-et-Oise. Avec la constitution civile du clergé, le chapitre des chanoines de la collégiale est supprimé. Les biens du prieuré sont vendus.
En 1792, le couvent des ursulines fut mis en vente comme bien national, mais fut finalement repris par l'État qui y installa en 1814 un dépôt de mendicité départemental, converti en 1821 en maison centrale de correction, qui existe encore actuellement.

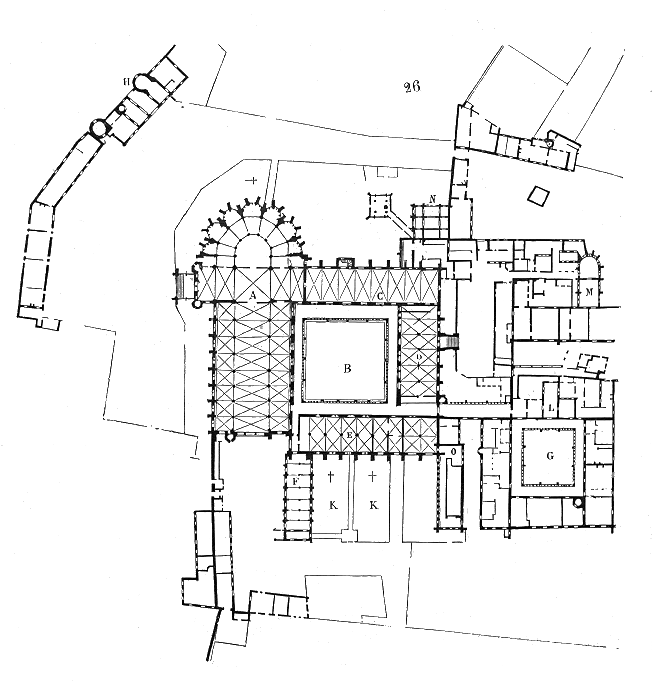
Plan de l'ancien monastère de Poissy détruit en 1802.

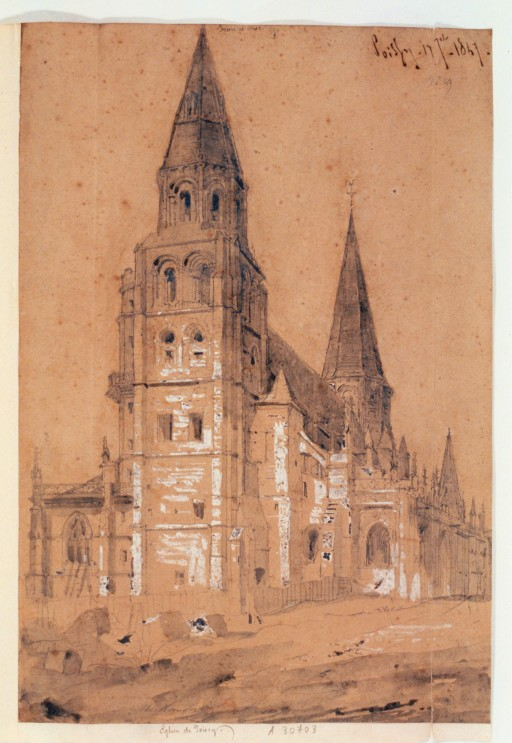
La collégiale Notre-Dame au XIXe siècle, par Théodore Henri Mansson.

En 1802, la municipalité, ne pouvant faire face aux dépenses d'entretien de deux grandes églises, prit la décision de sacrifier la prieurale Saint-Louis, qui était alors en très mauvais état et de conserver la collégiale Notre-Dame, qui avait aussi besoin de restauration mais avait aussi une plus grande valeur historique, étant le lieu de baptême de Saint Louis.

### Époque contemporaine
Au début du XIXe siècle un coche d'eau, la Galiote, relie Rolleboise à Poissy. Elle transporte indifféremment voyageurs et marchandises et est très utilisée, avec ses 89 places dont 40 dans son salon. Elle était attelée à quatre chevaux qui étaient changés au relais établi à Rangiport, un hameau de Gargenville. Un arrêté préfectoral du 13 mai 1809 fixe les horaires de la façon suivante : « Départ de Rolleboise à 8 heures du soir arrivée à Poissy le lendemain à 5 heures du matin ». Pour l'aller neuf heures étaient nécessaires pour accomplir le trajet mais cinq heures suffisaient pour le retour. Cette différence était due au courant qu'il fallait remonter, à l'obscurité de la nuit et au mauvais entretien du chemin de halage.
Des activités industrielles de type agro-alimentaire, comme des féculeries et raffineries de sucre, s’établissent dès le début du XIXe siècle.
En 1822, le conseil municipal fait de grands aménagements pour le marché aux bestiaux. Il dote à celui-ci un pavillon d'octroi où sont perçues les taxes des animaux vendus, une halle aux veaux, un bâtiment pour la caisse, deux parcs (pour les moutons et les bœufs), et un abattoir.
En 1832, une épidémie de choléra, se propageant depuis l'Angleterre atteint la région parisienne et fait au moins soixante-dix morts à Poissy.
Les 12 et 13 décembre 1840, la flottille transportant la dépouille mortelle de Napoléon Ier fait escale à Poissy. Une cérémonie avec procession est organisée le dimanche 13 décembre.
À partir de 1835 commencent les travaux de restauration de la collégiale Notre-Dame, menés dans un premier temps par l'architecte Auguste Goy, puis à partir de 1844 par Viollet-le-Duc et enfin par Jean Camille Formigé. Les travaux durent jusqu'en 1896. De nombreuses modifications sont apportés par Viollet-le-Duc qui, s'il respecte l'aspect général de l'église, lui donne, selon Narcisse Noël un « aspect médiéval ».
En 1841, la ligne de chemin de fer Paris-Rouen est mis en service et la gare de Poissy est créée, facilitant les déplacements des habitants et le transport des marchandises..
En 1858, la caisse de Poissy est supprimée. Il s'agissait d'un organisme financier créé pour garantir aux marchands de bestiaux le paiement des bestiaux par les bouchers parisiens.
En 1867, le marché aux bestiaux de Poissy, qui soutenait depuis plusieurs siècles l'activité économique de la ville, est supprimé et transféré au nouveau marché de la Villette, inauguré à Paris le 1er octobre 1867.
Après son agrandissement, dans la première moitié du XIXe siècle, il propose chaque semaine 10 000 bestiaux, bœufs, moutons, venus de toute la France et même de l’étranger.
Après la disparition de ce marché aux bestiaux en 1867, Poissy devient l’une des cités industrielles de la vallée de la Seine.
Pendant la guerre franco-allemande de 1870, la ville est occupée pendant plusieurs mois en 1870 et 1871. Le minage du pont n'a guère retardé l'entrée des Prussiens dans la ville, arrivés par Saint-Germain. La ville et ses habitants doivent se soumettre à de multiples réquisitions et pourvoir à l'entretien d'un régiment de hussards et de leurs chevaux. Le député-maire de Poissy, Jean Hély d'Oissel s'y oppose avec force et quelques succès.
En 1881, la ligne de la Grande Ceinture est ouverte.
En 1896, est inauguré le tramway à traction mécanique reliant Poissy à Saint-Germain-en-Laye. En raison du risque d'incendie que représentaient ces circulations dans la forêt de Saint-Germain-en-Laye, on adopte le système de locomotives à vapeur sans foyer. En 1911, elles sont remplacées par des motrices pétroléo-électriques, le service des Eaux-et-Forêts ayant également interdit l'installation de caténaires dans la forêt.

#### XXesiècle
Au début du XXe siècle est lancé, à l'initiative d'un certain Chouquet qui y exploitait un établissement de bains et de location de bateaux, le lotissement de l'île de Migneaux. Il comprenait 178 parcelles de 700 à 900 m2 disposées de part et d'autre d'une rue centrale, l'avenue de l'île de Migneaux.
En 1902, la société anonyme des automobiles Grégoire commence à produire des automobiles dans son usine située 55 boulevard Devaux, employant bientôt 1 500 personnes et se hissant au 15e rang des constructeurs français. La fabrication est suspendue pendant la Première Guerre mondiale, l'usine étant alors dédiée à des fabrications de guerre, puis reprend en 1919, l'usine étant même agrandie, mais la marque se trouve dépassée par les fabrications en grande série de ses concurrents et disparait en 1924,.
En janvier 1910, Poissy, comme toutes les communes riveraines du fleuve, est touchée par la crue de la Seine de 1910 qui culmine du 28 au 31 janvier. La décrue commence le 5 février. La circulation des trains est coupée entre Poissy et Verneuil-Vernouillet pendant plusieurs semaines. 70 maisons sont inondées dont 20 dans l'île de Migneaux.
Pendant la Première Guerre mondiale, Poissy se trouva dans le périmètre du camp retranché de Paris et divers ouvrages fortifiés sont implantés dans la commune. Poissy accueille aussi deux hôpitaux temporaires pour les soldats blessés au front. La ville perd 294 soldats soit environ 3,4 % de sa population (estimée à 8 709 habitants en 1911). Le monument aux morts, érigé en 1922 dans le cimetière de la Tournelle, est orné d'une statue de « poilu », œuvre du sculpteur pisciacais Félix Févola.
De 1922 à 1927, Poissy est un centre de fabrication monétaire. La « Société française de monnayage » (SFM), société à statuts privés constituée en 1922, la seule dans l’histoire monétaire française, a frappé environ 650 millions de pièces de monnaie ou de jetons en métaux communs, principalement pour l'État français, mais aussi pour ses colonies (Maroc, Indochine, Sénégal, Moyen-Congo), la principauté de Monaco et diverses nations étrangères (Grèce, Bulgarie, Roumanie, Serbie, Uruguay).
De 1935 à 1981, une autre entreprise de métallurgie a existé à Poissy, la FNLR (Fabrique nationale de lames de rasoirs).
De 1928 à 1931, l'architecte Charles-Édouard Jeanneret dit Le Corbusier réalise pour un homme d'affaires la villa « Les Heures claires », connue sous le nom de villa Savoye. Celle-ci, endommagée durant la Seconde Guerre mondiale, est finalement reprise en 1958 par la commune qui souhaite la détruire. C'est une campagne et l'intervention d'André Malraux alors ministre de la culture qui permettent de la sauver. Classée monument historique en 1965, restaurée en 1992, elle est aujourd'hui propriété du ministère de la Culture.
En 1935, le nouveau maire socialiste, René Tainon, décide de construire un nouvel hôtel de ville sur une partie de l'ancien marché aux bestiaux. Le nouveau bâtiment en béton armé qui intègre, outre les services de la municipalité, une salle de théâtre, la bourse du travail, le siège des syndicats, le commissariat de police, le tribunal de paix et la perception, est inauguré le 12 décembre 1937. À cette occasion, l'opéra Faust de Gounod est joué dans la salle Molière par le théâtre national de l'Opéra. La réception définitive n'a lieu qu'en janvier 1938,.
En décembre 1937, Ford-SAF rend public son projet de construction d'une nouvelle usine à Poissy. Celle-ci commence à fonctionner de façon industrielle début 1940. Elle fabrique alors des camions pour l'armée.

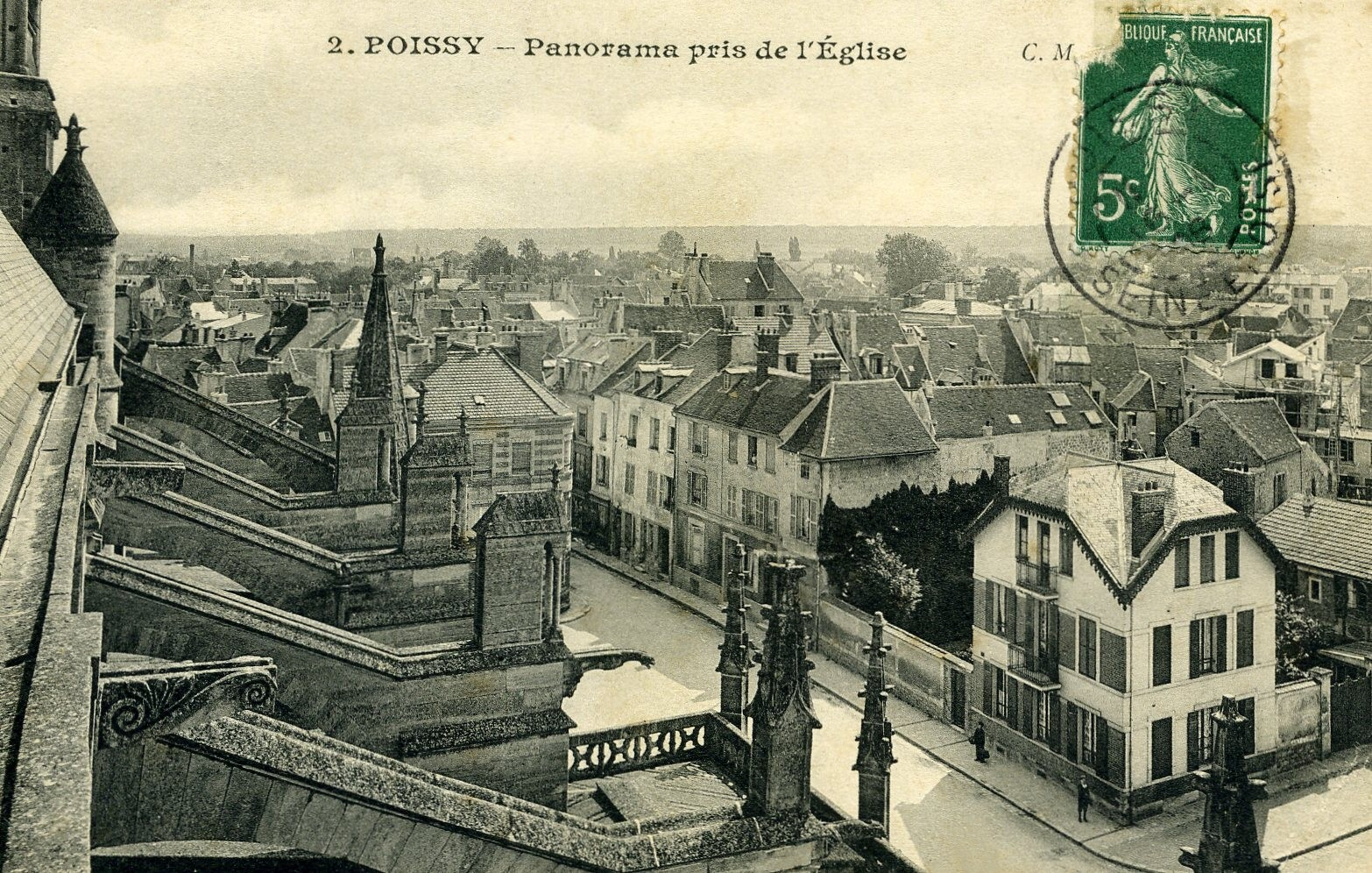
La ville vue de l'église avant la rénovation urbaine.

Pendant la Seconde Guerre mondiale, la ville est à nouveau occupée de 1940 à 1944. Début juin 1940, le pont de Poissy voit passer de longues files de réfugiés fuyant vers le sud, le 3 juin la ville est bombardée par l'aviation allemande, puis le 13 juin, le Génie français mine le pont pour retarder l'avancée de l'armée allemande. L'usine Ford SAF est placée sous la direction de Rolf Schmidt, directeur de l'usine Ford de Cologne et à partir de février 1943 fabrique le modèle de camion allemand.
Le 8 mars 1942, un premier bombardement de la RAF vise l'usine d'automobiles Ford. De nouveaux raids visent l'usine les 2 et 30 avril de la même année. Le 1er mai 1943, une bombe atteint la maison centrale, faisant 24 morts et 22 blessés. Le 26 mai 1944 un violent bombardement, impliquant 69 bombardiers type Marauders, détruit le pont et provoque des dégâts en divers points de la ville, touchant notamment l'usine à gaz, et faisant 7 morts et 46 blessés dans la population civile.
La ville est libérée par l'armée américaine le 26 août 1944. Les combats des jours précédents font de nombreuses victimes, en particulier onze morts lors d'un bombardement le 18 août. Maurice Dolfuss, dirigeant de Ford-SAF est arrêté pour collaboration et transféré à Drancy. Il est cependant très vite libéré et l'usine participe à l'effort de guerre pour les Alliés.
Le 19 juillet 1952 a lieu l'inauguration du nouveau pont de Poissy. Long de 185 mètres, ce pont en acier s'appuyant sur deux piles en béton, est construit à 300 mètres en amont de l'ancien pont détruit en 1944. Il remplace un pont provisoire en bois mis en service fin 1945.
Le 4 juillet 1954, la société Simca rachète l'usine Ford et entreprend d'importants investissements pour moderniser l'usine, doubler sa surface portée à 180 000 m2 et construire le « Grand Poissy ». Le site est dominé par un nouveau château d'eau en acier de soixante-quinze mètres de haut. Parallèlement, pour loger une partie du personnel, Simca prend en charge la construction sur le plateau de Beauregard de 2 000 logements de type HLM livrés à partir de 1957.
En 1963, la société américaine Chrysler prend le contrôle de Simca. Après la crise des années 1970, Chrysler passe le relais à PSA en 1978. À partir de 1968, l’installation de l’usine Rochas témoigne d'une diversification des activités.
L'usine est rebaptisée Talbot, mais la nouvelle marque se révèle finalement un échec commercial. Une grave crise intervient, marquée par des grèves longues avec occupation de l'usine en 1982 et 1983.
Le nom de cette commune sera utilisé pour nommer une motorisation emblématique de la marque Simca-Talbot, le « moteur Poissy ».
Dans les années 1960 et 1970, la municipalité engage la rénovation du centre-ville. Elle confie la maîtrise d'œuvre à la Société d'équipement et d'aménagement de la Seine-et-Oise (SEMEASO). De nombreuses constructions anciennes et insalubres sont rasées, le tracé des rues est rectifié et de nouveaux immeubles aux lignes modernes sont édifiés, bouleversant la physionomie de la commune.
En 1891, l'ancienne place du marché aux bestiaux était devenue la place de la République, sa superficie étant réduite en 1937 avec la construction de l'hôtel de ville. La place devient un parking, jusqu'à son réaménagement dans les années 1990 et la création d'un parking souterrain.
En 2000, PSA installe à Poissy un pôle tertiaire sur 55 000 m2 dans lequel sont installés divers services du groupe, tels la direction de l'informatique ou celle des ressources humaines, provoquant l'arrivée d'une nouvelle population de cadres et d'employés.
Le 19 décembre 2016 est signée une convention entre la ville de Poissy et la fondation Le Corbusier pour l'ouverture d'un musée Le Corbusier.

## Politique et administration

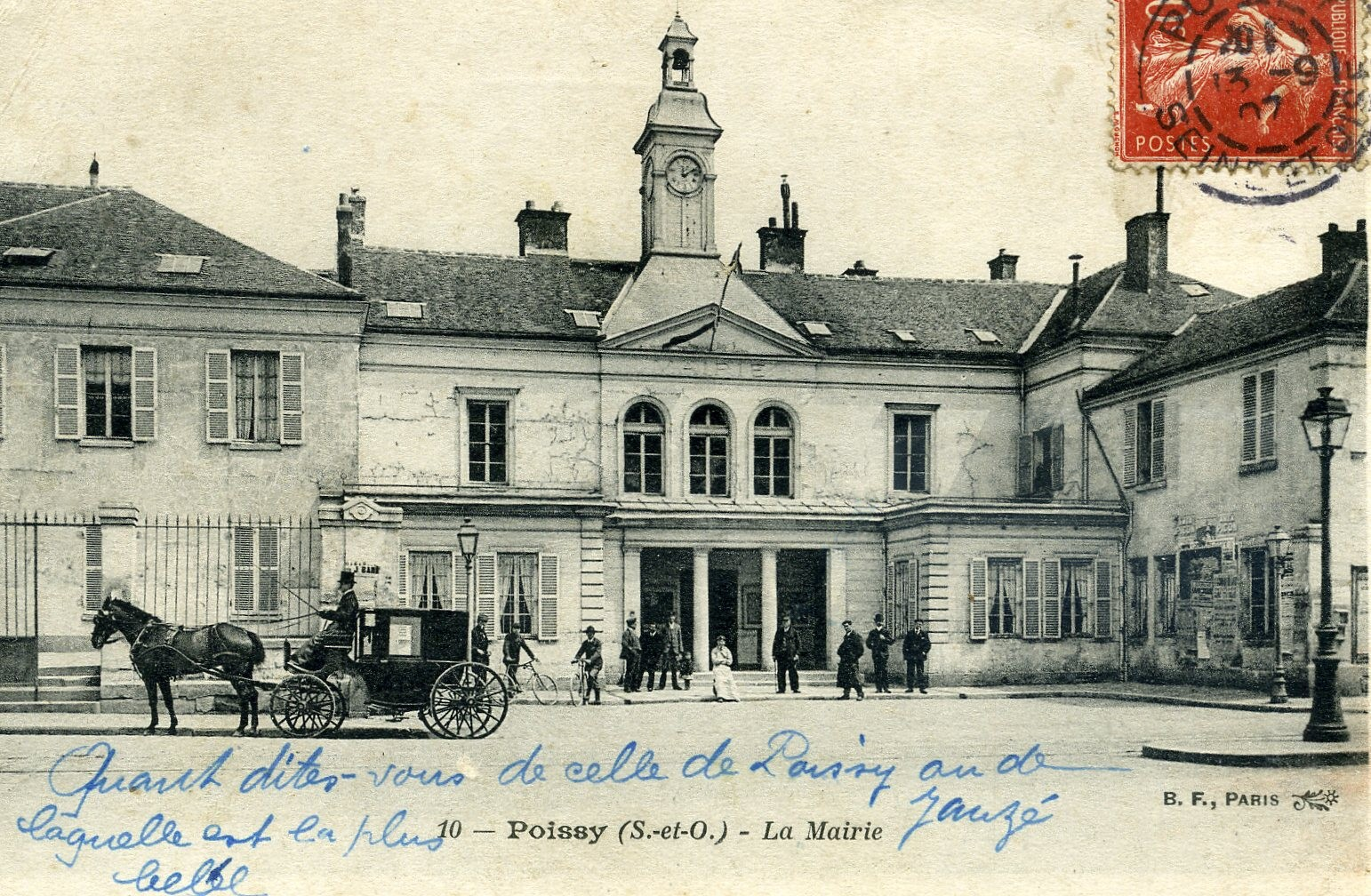
L'ancienne mairie (avant 1937).

### Découpage territorial

#### Commune et intercommunalités
Antérieurement à la loi du 10 juillet 1964, la commune faisait partie du département de Seine-et-Oise. La réorganisation de la région parisienne en 1964 fit que la commune appartient désormais au département des Yvelines et à son arrondissement de Saint-Germain-en-Laye après un transfert administratif effectif au 1er janvier 1968.
Poissy était membre de la communauté d'agglomération des Deux Rives de Seine, un établissement public de coopération intercommunale (EPCI) à fiscalité propre créé fin 2005.
Dans le cadre des dispositions de la loi de modernisation de l'action publique territoriale et d'affirmation des métropoles (loi MAPAM), qui prescrit la constitution d'intercommunalités de taille importante dans la zone dense de l'Île-de-France, cette intercommunalité fusionne avec ses voisines pour former, le 1er janvier 2016, la communauté urbaine dénommée Grand Paris Seine et Oise (GPS&O).
La commune de Poissy fait partie de l'aire urbaine de Paris.

#### Circonscriptions administratives
La commune était de 1793 à 1967 le chef-lieu du canton de Poissy de Seine-et-Oise. Lors de la mise en place des Yvelines, la ville devient le chef-lieu de deux cantons :
- le canton de Poissy-Nord (42 443 habitants), formé d'une partie de Poissy (quartiers nord) et des communes de Carrières-sous-Poissy, Médan et Villennes-sur-Seine ;
- le canton de Poissy-Sud (23 086 habitants), formé d'une partie de Poissy (quartiers sud) et des communes de Crespières, Davron, Orgeval, Les Alluets-le-Roi et Morainvilliers.

Dans le cadre du redécoupage cantonal de 2014 en France, le canton, considéré comme une circonscription administrative territoriale, a disparu, et il n'est plus qu'une circonscription électorale.

#### Circonscriptions électorales
Pour les élections départementales, la commune est depuis 2014 le bureau centralisateur du canton de Poissy
Pour l'élection des députés, elle fait partie de la douzième circonscription des Yvelines.

### Élections municipales et communautaires
Auparavant, Poissy a été dirigée par le parti gaulliste de 1951 à 1977, puis par le PCF jusqu'aux élections municipales de 1983, où Joseph Tréhel laisse la mairie à Jacques Masdeu-Arus (UMP). Celui-ci y a constamment été réélu jusqu'aux élections municipales de 2008.
Au second tour des élections municipales de 2008, la liste d'union PS-PCF, et d'une liste composée du MODEM, des Verts et d'associations locales menée par Frédérick Bernard obtient la majorité absolue des suffrages exprimés, avec 6 772 voix (50,94 %, 30 conseillers municipaux élus), devançant de 250 voix celle du maire sortant Jacques Masdeu-Arus, qui a recueilli 6 522 voix (49,06 %, 9 conseillers municipaux élus).
Lors de ce scrutin, 41,53 % des électeurs se sont abstenus.
Lors du premier tour des élections municipales de 2014 dans les Yvelines, la liste UMP-UDI menée par Karl Olive obtient la majorité absolue des suffrages exprimés, avec 7 913 voix (62,42 %, 32 conseillers municipaux dont 15 communautaires), devançant très largement les listes menées respectivement par, : Frédérik Bernard, maire sortant (PS-PCF, 3 149 voix, 24,84 %, 5 conseillers municipaux élus dont 2 communautaires) ; Jean-Paul Hedrich (DVG, 1 252 voix, 9,87 %, 2 conseillers municipaux) ; Jean-Claude Bacquet (EXG, 361 voix, 2,84 %, pas d'élus). Lors de ce scrutin, 41,20 % des électeurs se sont abstenus.
Lors du premier tour des municipales de 2020, la liste menée par le maire sortant Karl Olive (DVD soutenu par Agir, Les Républicains, le MoDem, l'UDI ainsi que d'Ensemble pour les Yvelines, le groupe majoritaire du conseil départemental), obtient la majorité absolue des suffrages exprimés, avec 6 774 voix (75,60 %, 36 conseillers municipaux élus dont 10 communautaires), devançant très largement les listes menées respectivement par : 
- Nathalie Martin (SE, qui a fait alliance avec des membres EELV, du PCF, de l'UDI ou de Générations, 1 535 voix, 17,13 %, 3 conseillers municipaux élus dont 1 communautaire) ; Fanny Bernard (358 voix, 3,99 %, pas d'élus) ; lors d'un scrutin marqué par la pandémie de Covid-19 en France où 58,20 % des électeurs se sont abstenus.

À la suite de l'élection de Karl Olive comme député des Yvelines, Sandrine Berno Dos Santos, première adjointe de la ville, est élue maire de Poissy le 3 juillet 2022.
Le conseil municipal comprend trente-neuf membres, dont le maire et ses maires-adjoints, proportionnellement au nombre d'habitants.

#### Liste des maires

Maires de Poissy
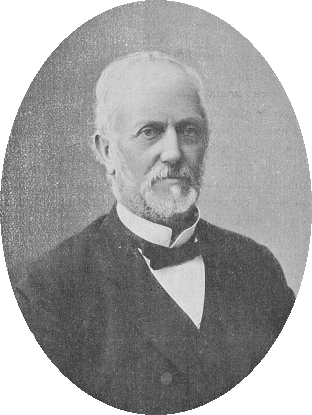
Charles-Philippe Maréchal.
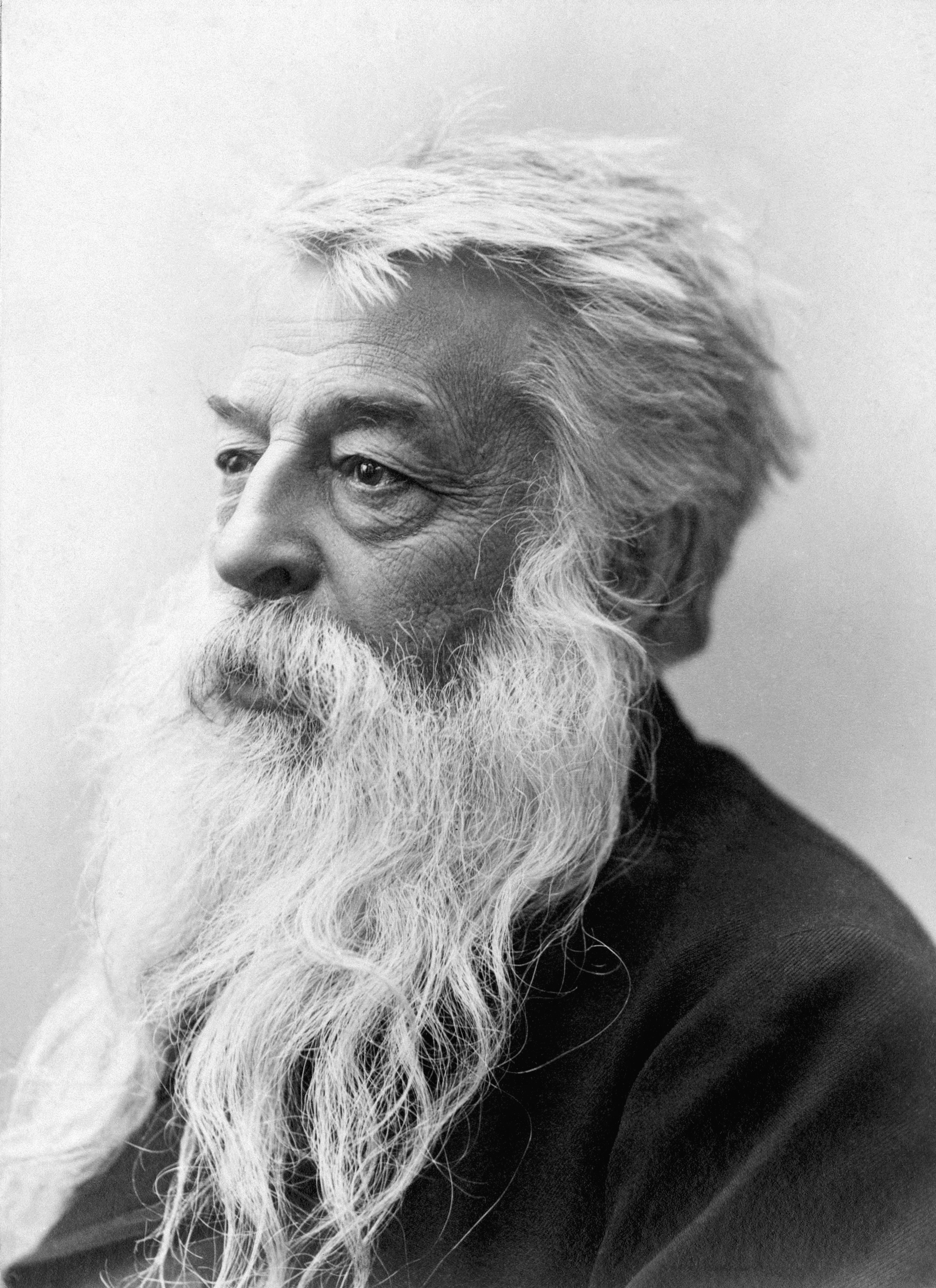
Ernest Meissonier.
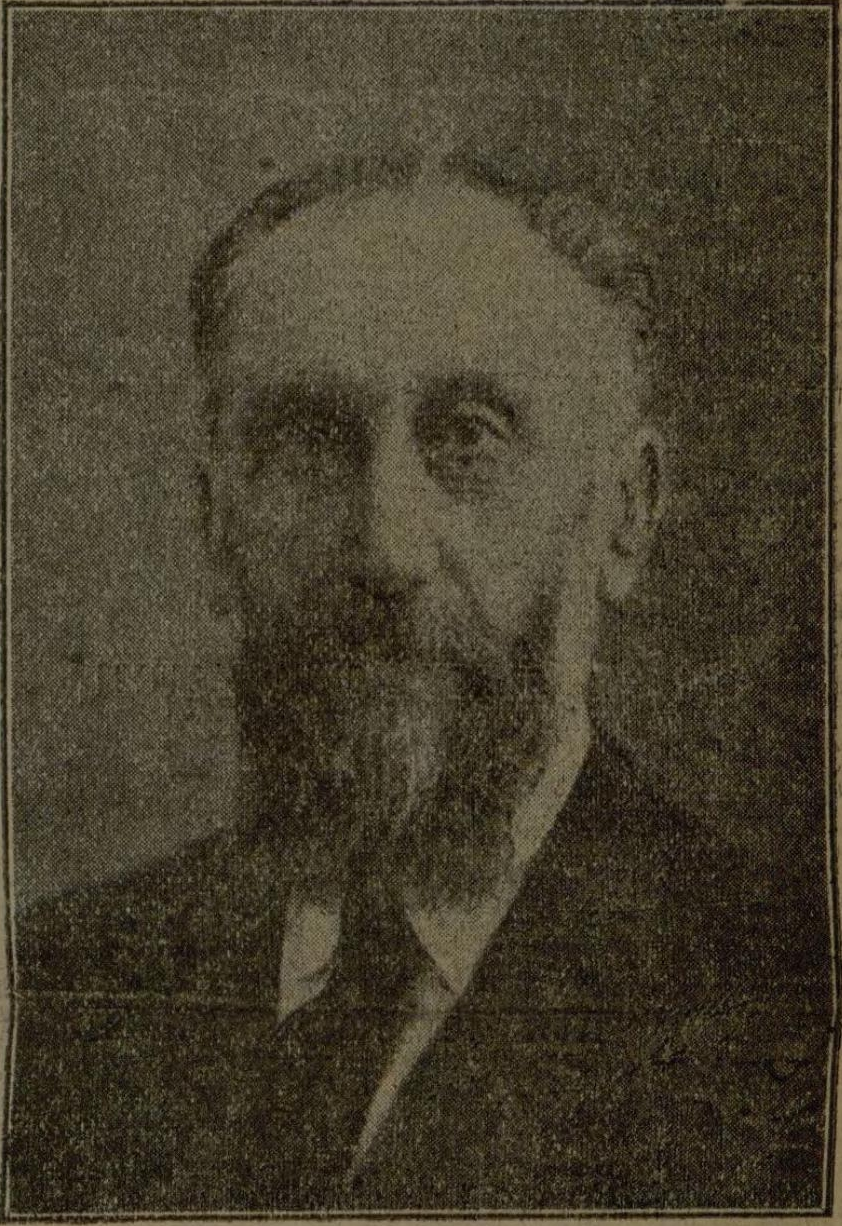
Paul Maréchal.
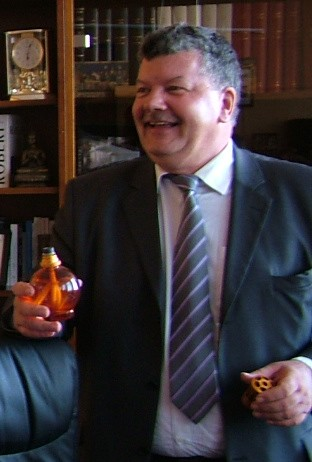
Frédérik Bernard.
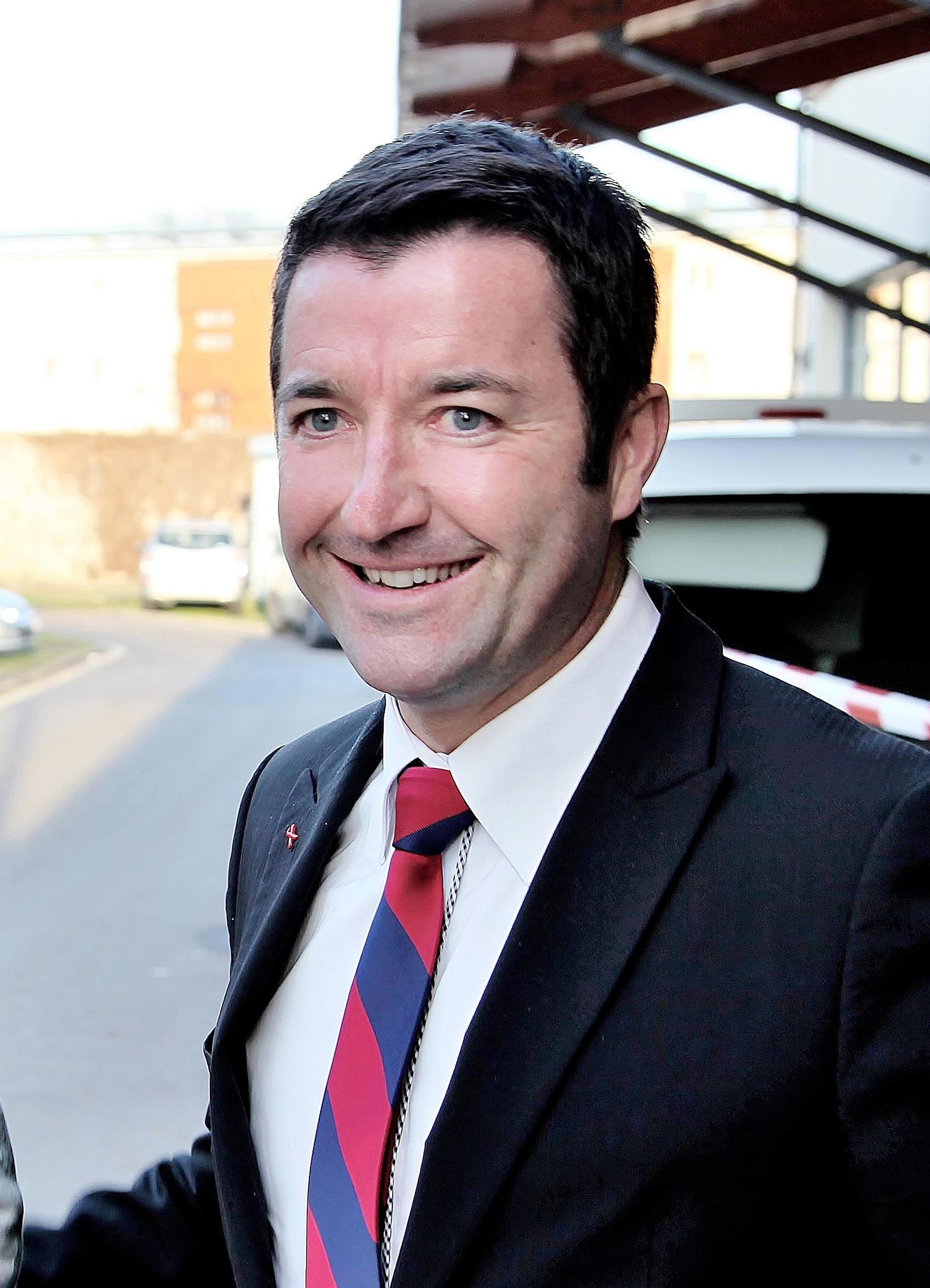
Karl Olive.

### Autres élections
À l’élection présidentielle de 2002, le premier tour a vu arriver en tête Jacques Chirac avec 22,53 %, suivi de Lionel Jospin avec 16,98 %, Jean-Marie Le Pen avec 16,53 %, puis François Bayrou avec 7,27 %, Jean-Pierre Chevènement avec 6,07 %, Noël Mamère avec 5,67 %, Arlette Laguiller avec 4,52 %, Alain Madelin avec 4,35 %, aucun autre candidat ne dépassant le seuil des 4 %. Au second tour, les électeurs ont voté à 84,36 % pour Jacques Chirac contre 15,64 % pour Jean-Marie Le Pen avec un taux d’abstention de 19,36 %, résultat légèrement plus contrasté qu'au niveau national (respectivement 82,21 % et 17,79 % ; abstention 20,29 %).
Au référendum sur le traité constitutionnel pour l’Europe du 29 mai 2005, les Pisciacais ont approuvé la Constitution européenne, avec une majorité de 55,08 % de oui contre 45,92 % de non et un taux d’abstention de 32,13 % (France entière : non à 54,67 % ; oui à 45,33 %). Ces chiffres se situent entre la tendance départementale des Yvelines (oui à 59,53 % ; non à 40,47 %) et celle de la région Île-de-France (oui 53,99 % ; non 46,01 %).
À l’élection présidentielle de 2007, le premier tour a vu Nicolas Sarkozy arriver en tête avec 34,15 %, suivi par Ségolène Royal avec 27,61 %, François Bayrou avec 20,61 %, Jean-Marie Le Pen avec 7,38 % et Olivier Besancenot avec 3,02 %, aucun autre candidat ne dépassant le seuil des 2 %. Le second tour a vu Nicolas Sarkozy arriver en tête avec une majorité de 53,33 % contre 46,07 % pour Ségolène Royal (proche du résultat national, respectivement 53,06 et 46,94 %).
Lors de l'élection présidentielle de 2022, les électeurs de la commune se sont exprimés à 75,20 % pour Emmanuel Macron et à 24,80 % pour Marine Le Pen. Aux élections européennes du 9 juin 2024, Manon Aubry (LFI) arrive en tête et en plus forte hausse (22,91% contre 7,10% en 2019),, soit un bond de 15 points dépassant largement les 4 points gagnés au niveau national. Dans cette commune, la liste du Rassemblement national de Jordan Bardella arrive deuxième (18,70% contre 15,10% en 2019),, devant Valérie Hayer (13,97% contre 6,77% en 2019),, la liste de Raphaël Glucksmann (PS-Place publique) finissant 4ème avec 14,67% (contre 25,72% en 2019),. La participation est en nette hausse, à 48,84% contre 45,50,%,, mais reste inférieure à la moyenne nationale (52,50%). La même évolution se retrouve dans les sept autres villes populaires des Yvelines, à Trappes et à Mantes-la-Jolie, Les Mureaux ou encore à Chanteloup-les-Vignes, Mantes-la-ville, La Verrière et Poissy.

### Politique de développement durable
La commune est adhérente au Syndicat intercommunal pour la destruction des résidus urbains depuis 1983, date de sa création. Le tonnage total des déchets collectés en 2007 est de 17 267,8 tonnes soit 478,32 kg par habitant.
Les ordures ménagères sont collectées deux fois par semaine, sur trois secteurs, dans les poubelles grenat par Veolia Propreté. Le tonnage collecté en 2007 est de 10 343,06 tonnes soit 286,5 kg par habitant. Ces déchets sont incinérés dans l'incinérateur Azalys de Carrières-sous-Poissy, il en résulte de ce premier traitement 238,92 tonnes de déchets ultimes stocké au CSDU de Guitrancourt.
La commune dispose de sa propre végetterie où sont composté les déchets verts produit par la commune et est distribué gratuitement aux habitants le terreau qui en est issu.

### Démocratie participative
Depuis le 20 novembre 2009, la ville de Poissy a un conseil municipal des enfants (CME). Sur 125 candidats, 32 enfants ont été élus pour améliorer la vie des jeunes, mais aussi des adultes dans la ville.

### Jumelages et coopération internationale

#### Pirmasens
Le jumelage de la ville de Poissy avec la ville allemande de Pirmasens (Rhénanie-Palatinat), placé sous le signe de l'unité européenne, a été conclu en 1964 entre Jakob Schunk, bourgmestre de Pirmasens et Léon Toulhadjian, maire de Poissy, et célébré l'année suivante par des fêtes et cérémonies tenues respectivement le 26 septembre 1965 à Poissy et le 8 et 9 octobre 1965 à Pirmasens.
À Poissy se trouve un boulevard au nom de la ville de Pirmasens, ainsi qu'une stèle où le serment de jumelage est gravé et un panneau indiquant la distance qui éloigne les deux villes.
Des réunions de travail ont permis d'imaginer des échanges culturels. Chaque année, une équipe se rend à Pirmasens pour y découvrir les lieux emblématiques de la ville.
Depuis avril 2003, l'association Amitié franco-allemande de Poissy (AFAP) propose des cours d'allemands et des échanges franco-allemand.
À Pirmasens, un « jardin de Poissy » se trouve au sein d'un vaste espace vert le Strecktal Park.
Le 27 septembre 2021, le conseil municipal accorde à l'unanimité une subvention exceptionnelle de 10 000 € aux pompiers de Pirmasens, à la suite des inondations de juillet en Allemagne.
Une zone économique de Poissy prend la dénomination Dynamikum, du nom du centre d'expérimentation scientifique de Pirmasens. De même, en septembre 2022, une voie nouvelle de cette zone est nommée rue du Palatinat.

Jumelage avec Pirmasens
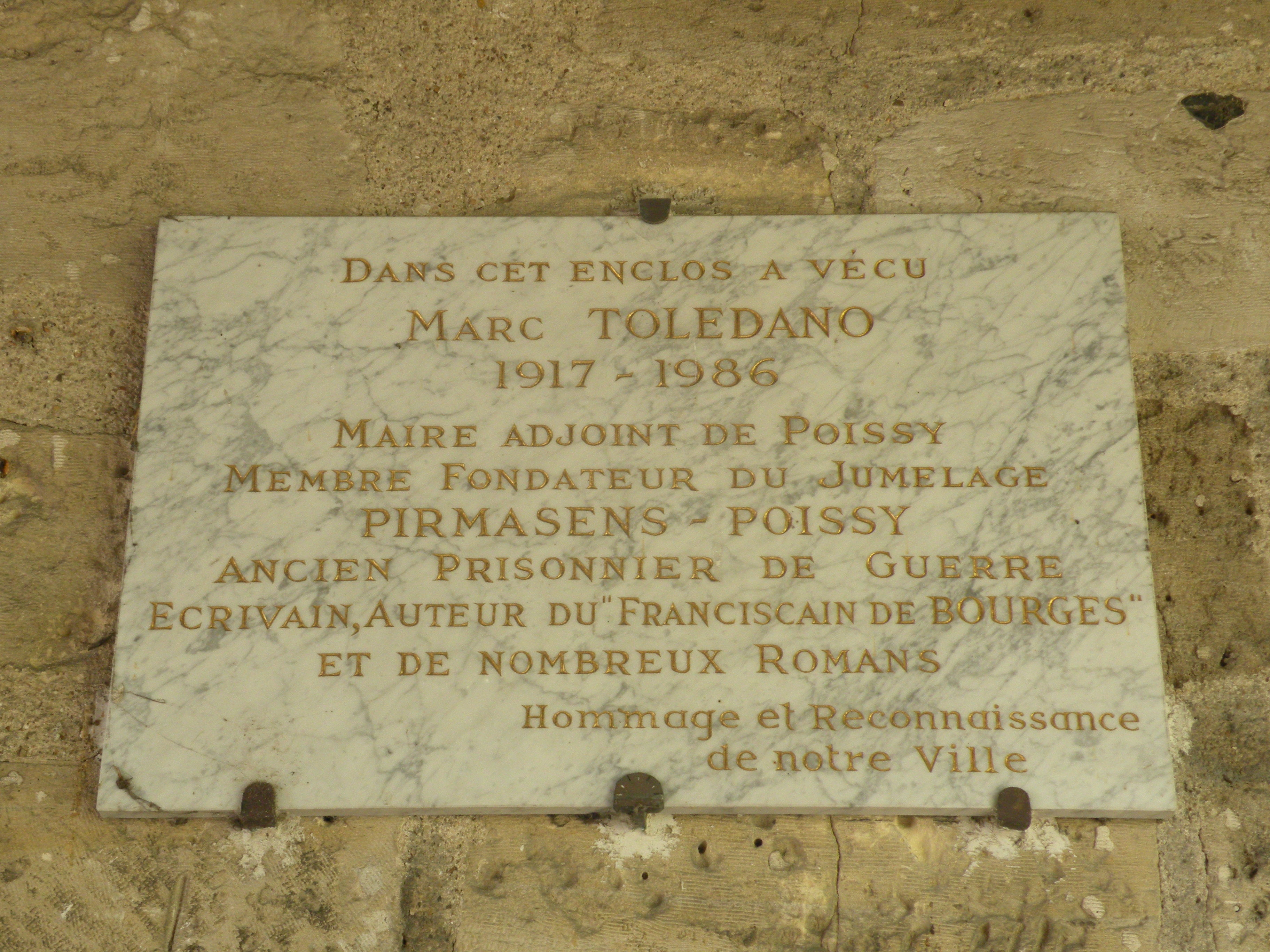
Plaque membre fondateur du jumelage.
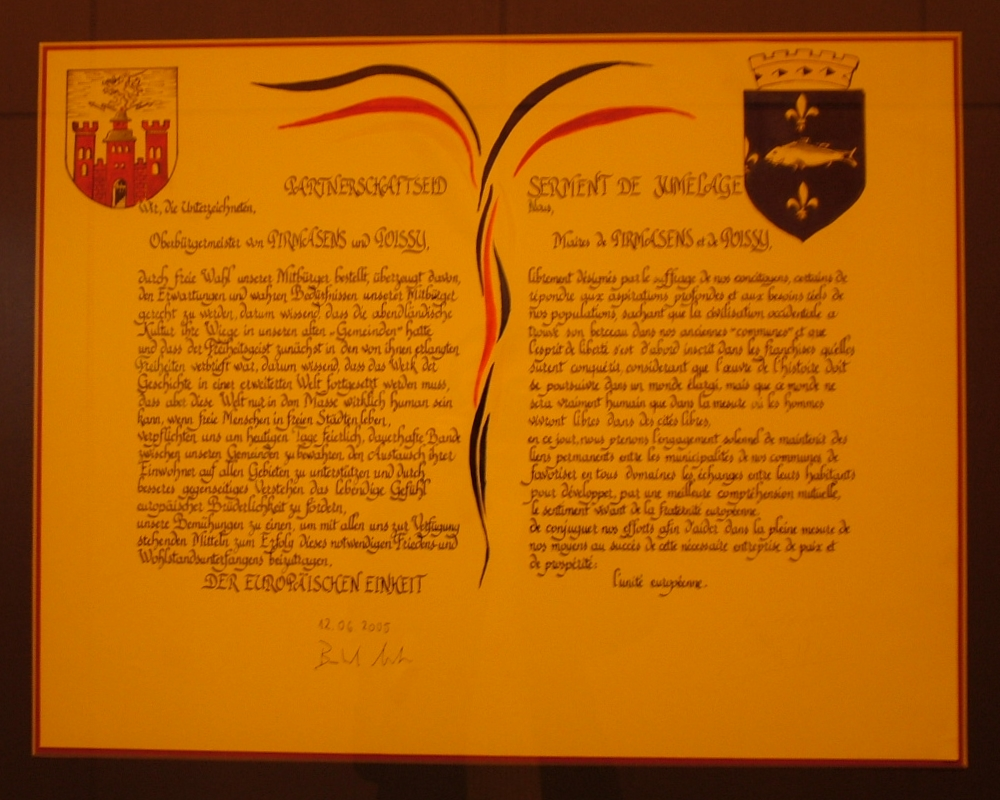
Serment de jumelage en mairie.
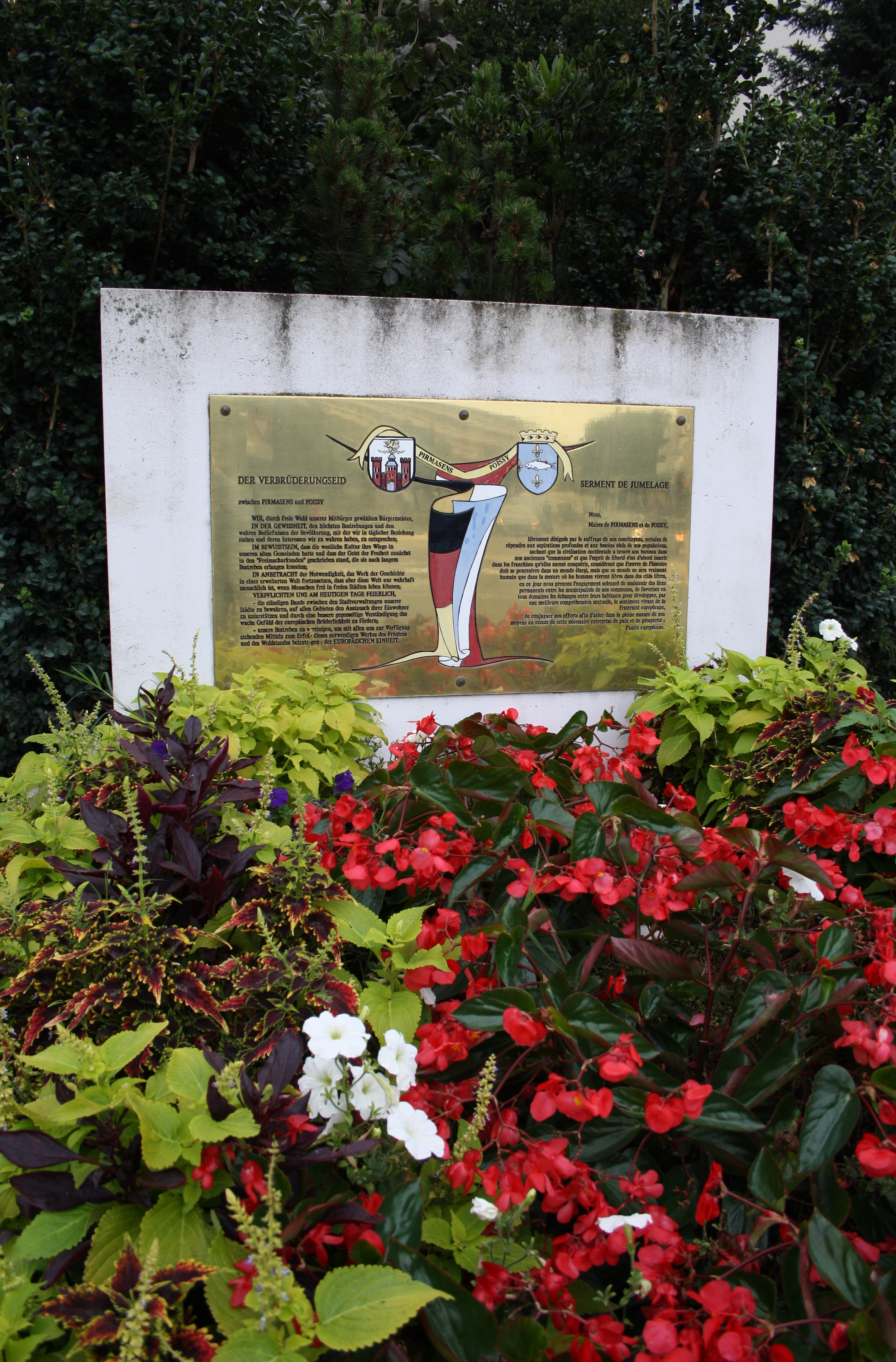
Serment de jumelage en ville.
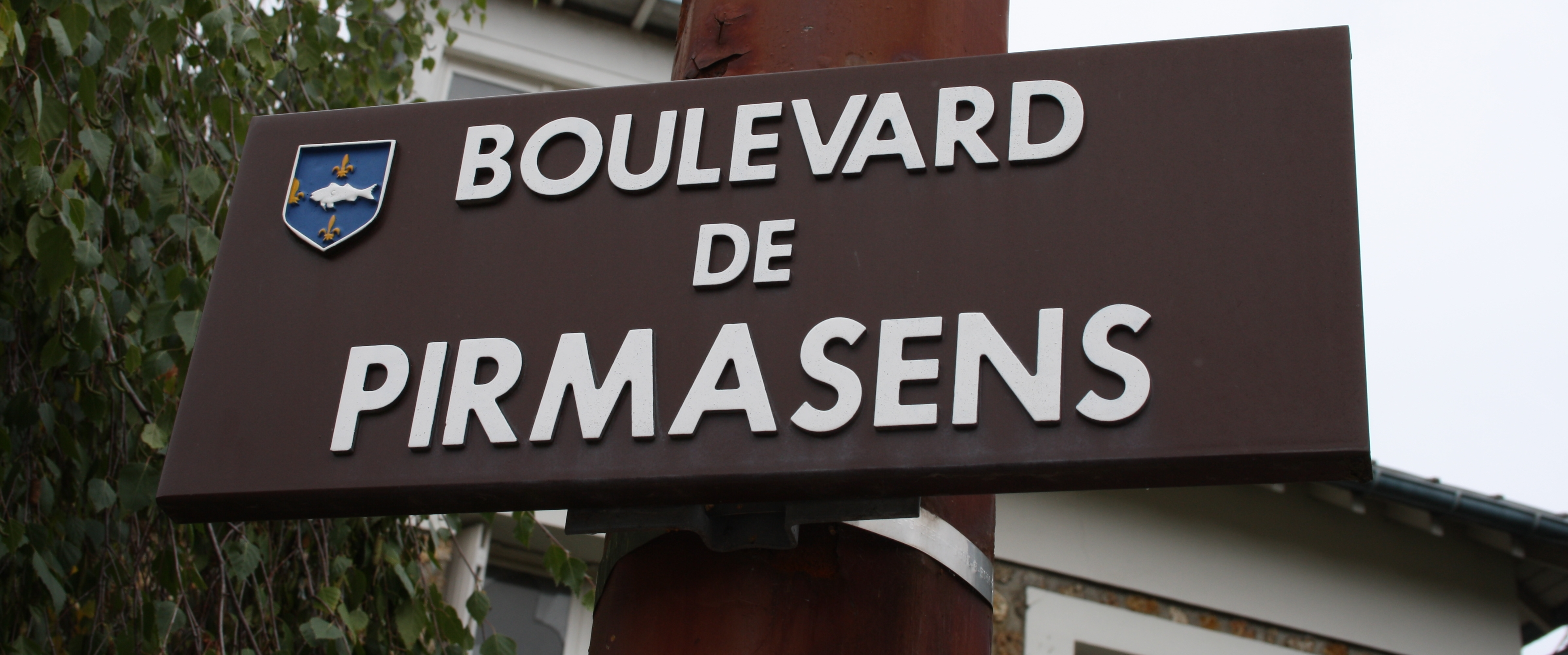
Plaque du boulevard de Pirmasens à Poissy.
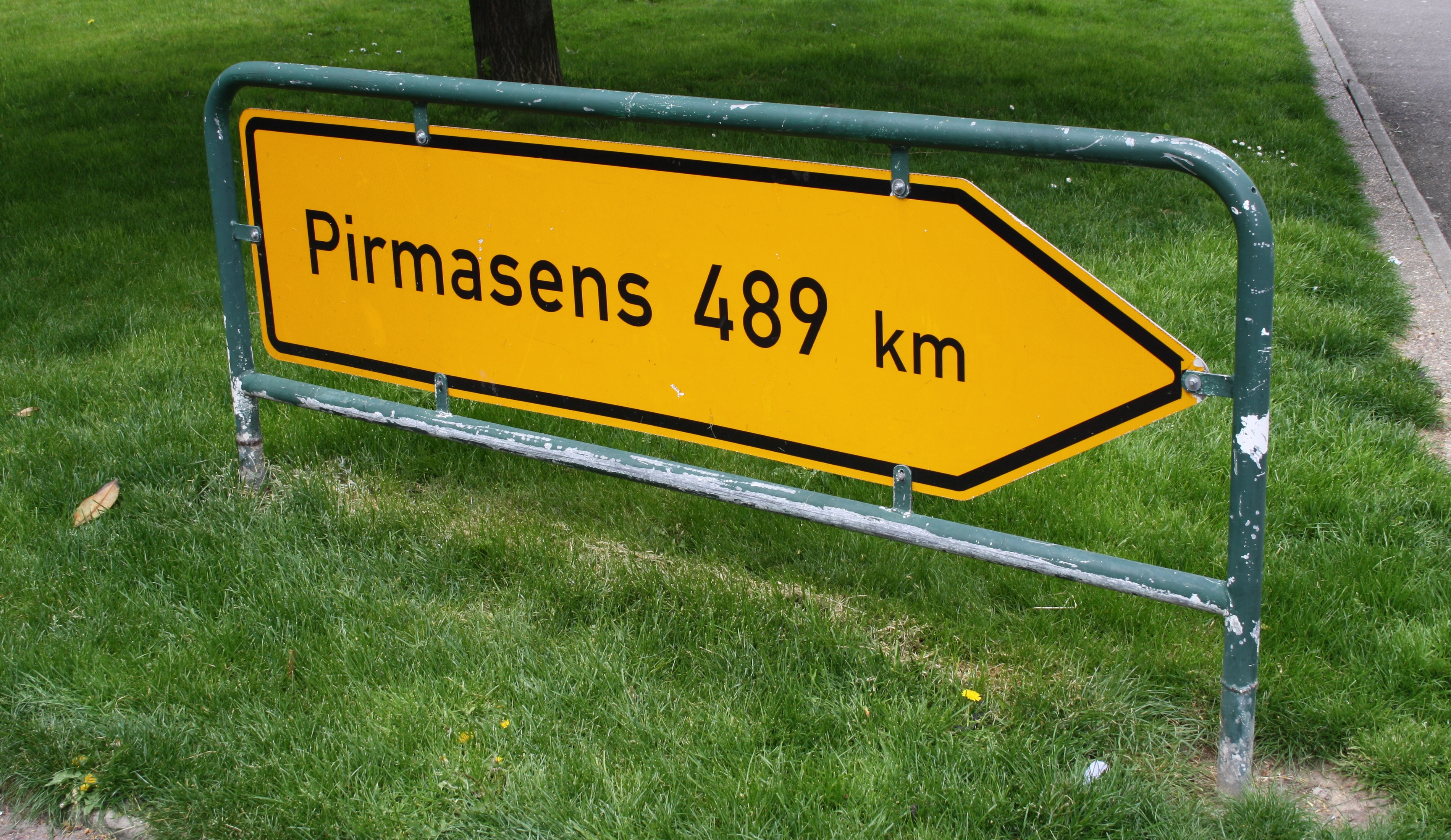
Panneau indicateur.

#### Kalouga
En juin 2017 est annoncé pour 2018 le jumelage de la ville de Poissy avec la ville de Kalouga en Russie ainsi que le déroulement d'une année russe à Poissy animée par de nombreuses manifestations, dont la retransmission de match de la coupe du monde de football en Russie.
Le 5 juillet 2021, le conseil municipal de Poissy vote et officialise le serment jumelage avec la ville russe de Kalouga.
En janvier 2022, Anton Chkaplerov déploie des bannières de la ville de Kalouga et de Poissy au sein de la station spatiale internationale.
À la suite de l'invasion de l'Ukraine par la Russie, la presse annonce que le jumelage est gelé.

#### Coopération internationale

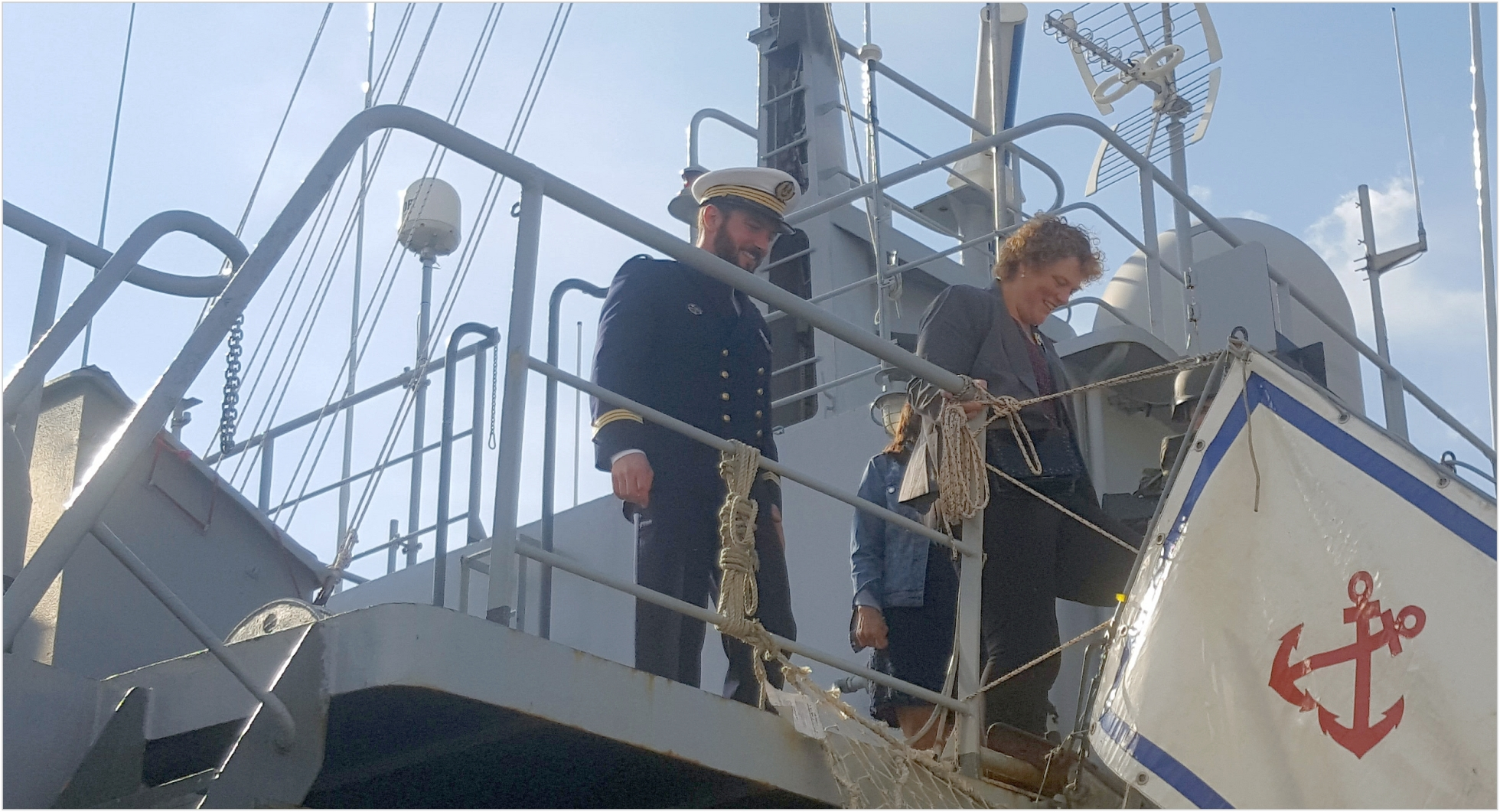
Un groupe d'élus municipaux sur le Lynx, à quai à Rouen, le 6 octobre 2018.

À partir du 11 novembre 1988, Poissy est ville marraine du remorqueur de haute mer (RHM) Tenace. À la suite de son retrait du service en 2018, et depuis le 24 avril 2019, Poissy est la ville marraine du bâtiment-École A751 Lynx.
La ville de Poissy est membre du groupement d'intérêt public Yvelines Coopération Internationale et Développement (YCID).

## Équipements et services publics

### Enseignement

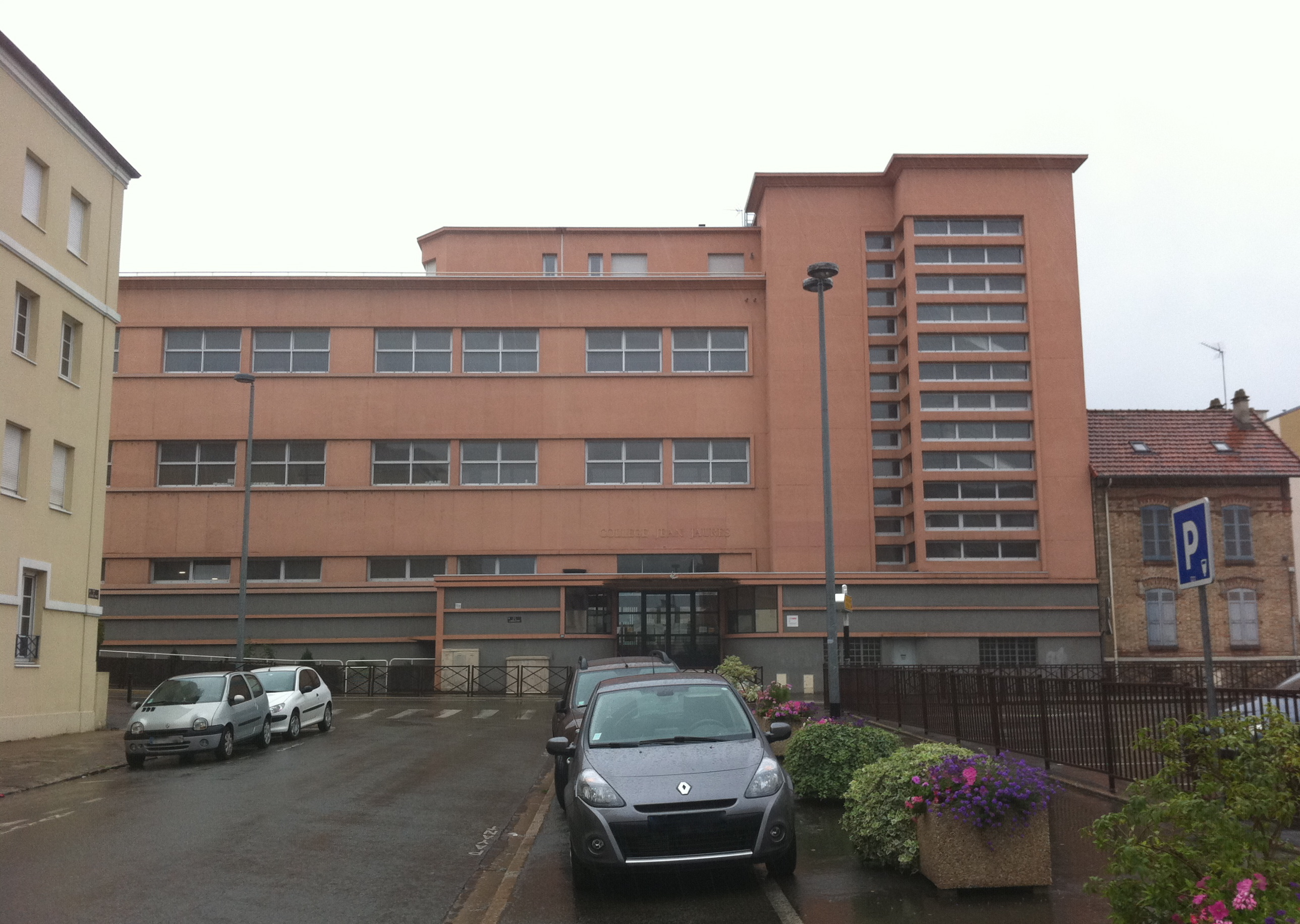
Le collège Jean-Jaurès.

La commune relève de l'académie de Versailles. Les écoles sont gérées par l’inspection générale de l'inspection départementale de l’Éducation nationale de Versailles. La circonscription fait partie du bassin d'éducation et de formation de Poissy.
La ville regroupe neuf crèches, permettant d'accueillir les enfants en bas âge.
L'enseignement est dispensé dans vingt et une écoles élémentaires (onze écoles maternelles publiques, deux écoles primaires privées, neuf écoles élémentaires publiques) et six établissements secondaires : trois collèges (Les Grands-Champs, Le Corbusier et Jean-Jaurès), deux lycées généraux et techniques (le lycée Charles-de-Gaulle, situé dans le Technoparc et le lycée Le Corbusier) et un lycée professionnel (le lycée polyvalent Adrienne-Bolland).
Le groupe scolaire des Sablons, public, est inauguré en 1924.
La ville possède également un collège privé, l'institution Notre-Dame de Poissy, dépendant du diocèse de Versailles, ainsi que divers établissements privés spécialisés, tels l'École de commerce par alternance de Poissy (située dans le Technoparc), l'ACPPAV (Association des cours professionnels de pharmacie, santé, sanitaire, social, et environnement) ou l'AFIPE (Association de formation interprofessionnelle de Poissy et environs), situé également à Poissy l'école H3 Campus (établissement d’enseignement  privé proposant des formations post‑bac de Bac +2 à Bac +5, en alternance ou en initiale).
Depuis quelques années[Quand ?], un plan de réussite éducative (inscrit dans le contrat urbain de cohésion sociale) a été mis en place pour répondre aux objectifs de prévention, d’attention, de vigilance et de continuité. Il vise à l’accompagnement des enfants et des adolescents, de 2 à 16 ans, qui présentent des signes de fragilité.
Une école de sages-femmes, l'école Jeanne-Sentubéry, conventionnée avec l'université de Versailles-Saint-Quentin-en-Yvelines, est intégrée dans l'hôpital de Poissy.
Depuis 2010, l'autobus pédestre, appelé Pédibus, est devenu une réalité dans la ville. Il s'agit d'un ramassage scolaire, effectué à pied par les parents qui se relaient au cours des semaines. Quatre lignes sont déjà en service pour quatre écoles : les maternelles Sablons et Victor-Hugo et les primaires La Fontaine et Victor-Hugo.

### Santé
L'hôpital de Poissy est réuni depuis le 1er mai 1997 avec celui de Saint-Germain-en-Laye pour former le centre hospitalier intercommunal de Poissy-Saint Germain. Cet ensemble fonctionne sur les deux sites avec 1200 lits et 3000 soignants. Un nouveau bâtiment est en projet, afin de regrouper à Poissy les urgences, la chirurgie lourde, l'hospitalisation longue et la maternité, tandis que Saint-Germain serait destiné aux hospitalisations de moins d'une journée, aux consultations, à l'hôpital de jour, à la chirurgie ambulatoire et au pôle cancérologie.
La ville possède également une clinique privée, Saint-Louis.
Poissy accueille aussi ses personnes âgées en la résidence "Les Ursulines", un « foyer logement » non médicalisé. Situé en plein centre-ville, proche de toutes les commodités, il comprend 61 logements pour personnes seules et sept pour couples. Trois autres établissements médicalisés (deux privés et un public) sont aussi à leur disposition.
La ville accueille depuis mai 2016 un centre de planification et d’éducation familiale composé de deux cabinets médicaux, d’une salle de consultation et d’une salle de réunion ; chargé de la prévention du traitement des infections sexuellement transmissibles, de l’accès à la contraception, de l’information et l‘orientation en vue de l’interruption volontaire de grossesse.

### Équipements culturels
Plusieurs équipements offrent aux habitants diverses activités dans le domaine culturel :
- cinq salles de cinéma (rue du Général-de-Gaulle) ;
- la salle Molière (théâtre de Poissy), située dans l'hôtel de ville et inaugurée en 1937[105] ;
- la médiathèque Christine-de-Pizan, ouverte en décembre 2006[106] ;
- la bibliothèque André-Malraux (annexe de la médiathèque) ;
- le conservatoire de musique et de danse[107] ;
- la maison de la citoyenneté et de la solidarité associative, inaugurée le 21 mars 2009 ;
- la maison de l'enfance et de la citoyenneté ;
- l'office de tourisme.
- La maison de fer[108].

Depuis quelques années, pendant la période hivernale, la municipalité met à la disposition de ces concitoyens une patinoire, située sur la place de la République.

### Équipements sportifs

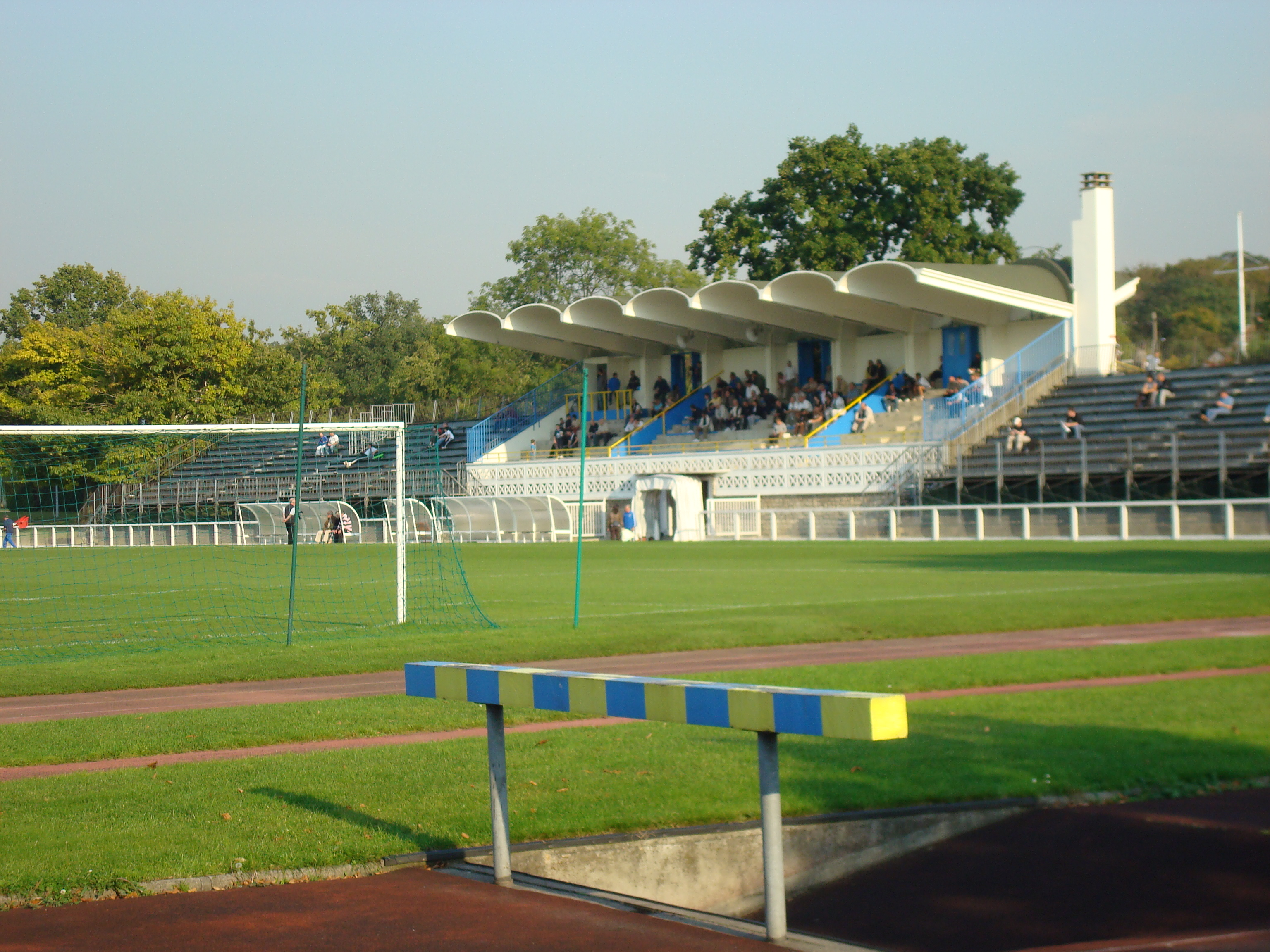
Stade Léo-Lagrange.

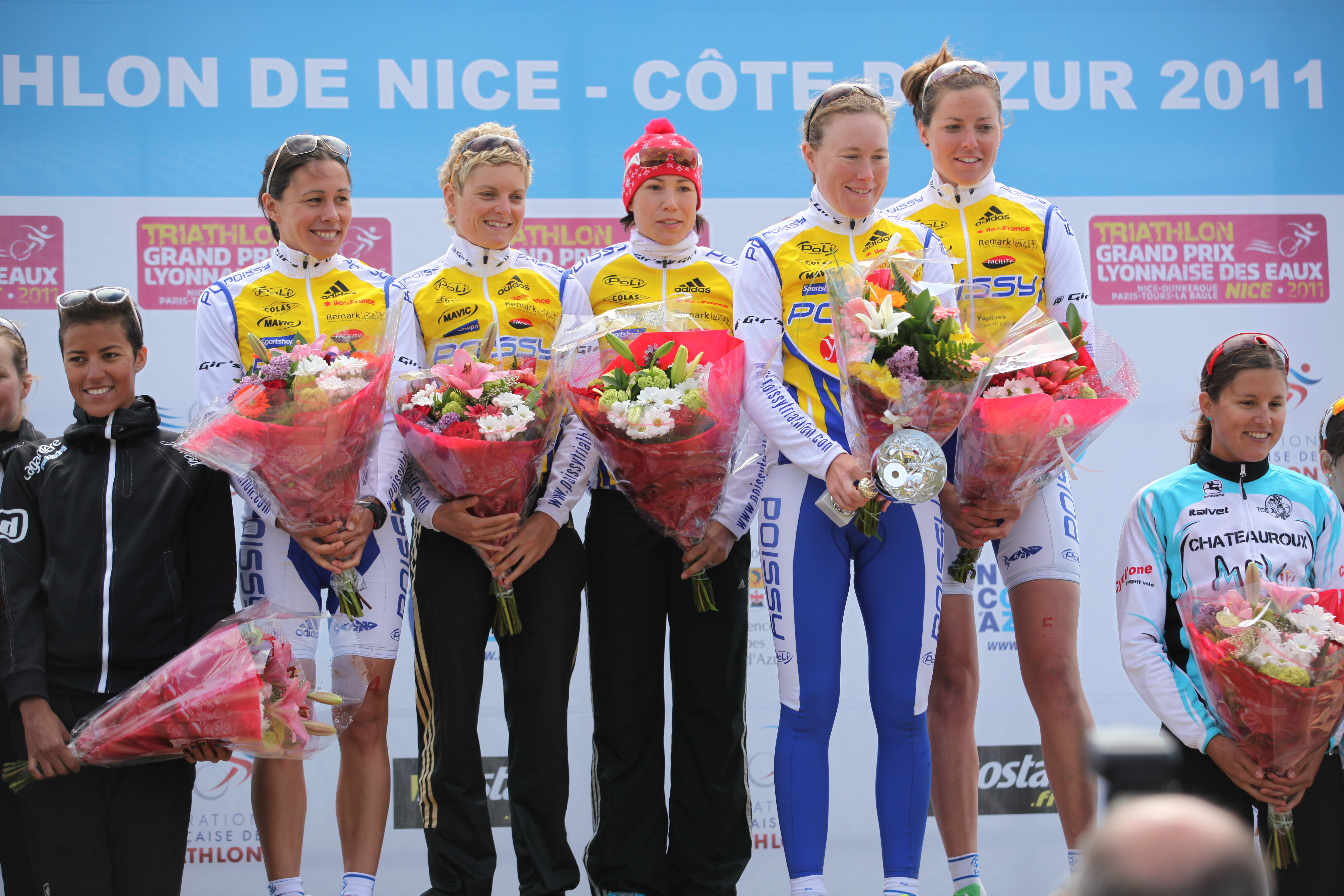
Poissy Triathlon au Grand Prix de triathlon 2011.

Poissy possède divers équipements sportifs :
- plusieurs stades, dont le stade Léo-Lagrange, construit en 1945[46]. Il est équipé de tribunes couvertes en voile de béton armé, qui comprend diverses installations : terrains de football, handball, courts de tennis, piste d'athlétisme… C'est le siège du club de football de l'AS Poissy ;
- deux piscines : la piscine de Migneaux (située dans la pointe amont de l'île de Migneaux), qui offre notamment un bassin d'été de 50 mètres, et la piscine Saint-Exupéry dans le nord de la commune. C'est en 1832, que la société des Ambulanciers et Sauveteurs médaillés de Poissy et de Seine-et-Oise créé une école de natation gratuite pour les enfants de l'école. La première « Traversée de Poissy » à la nage sur 1 800 m est organisée par les Dauphins de l'ASP le 29 juin 1947 ;
- plusieurs salles omnisports (complexe Marcel-Cerdan, complexe Caglione, gymnase de l'Abbaye) ;
- Le golf de Béthemont ;
- Un skatepark, créé en 2013.

Depuis 2024, les équipes masculines et féminines de football, de handball et de judo du Paris Saint-Germain sont installées sur le site des terrasses de Poncy. Ce campus du Paris-Saint-Germain comprend un centre d'entraînement, un centre de formation et de préformation. Il remplace le complexe sportif du camp des Loges de Saint-Germain-en-Laye.

### Justice, sécurité, secours et défense

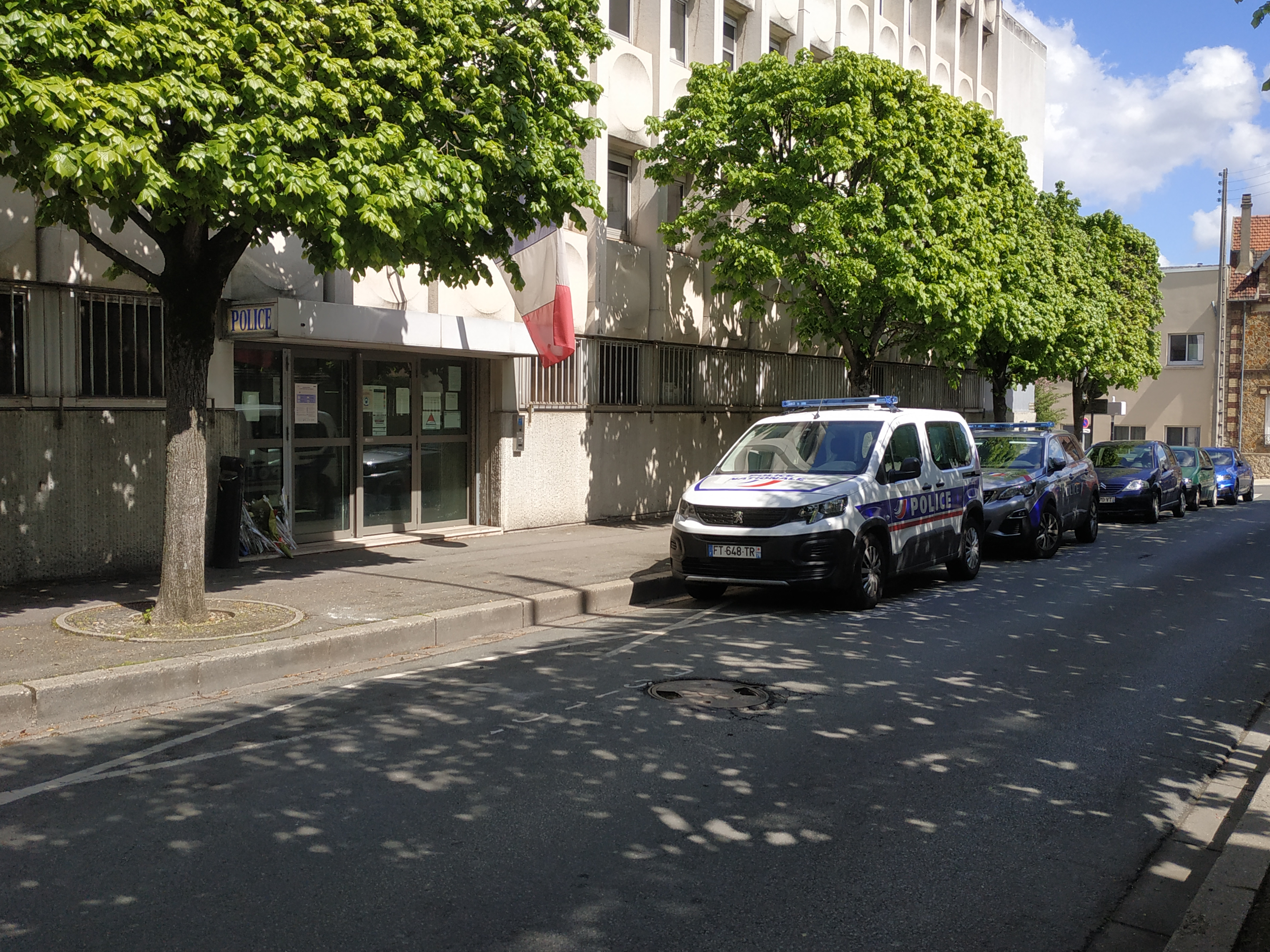
Commissariat de la police nationale de Poissy.

Poissy comprend jusqu'en 2015 deux zones urbaines sensibles, le quartier de la Coudraie et une zone incluant une partie du quartier de l'Abbaye ainsi que le quartier de Beauregard.
En 2015, les ZUS deviennent des quartiers prioritaires de la politique de la ville ; une zone comprenant une partie du quartier de Saint-Exupéry, une incluant une partie du quartier de Beauregard et une de la Coudraie sont concernées.
Le quartier du Clos d’Arcy, La Bruyère et les Champs Gaillard sont désignés comme quartiers sensibles mais hors quartiers prioritaires de la politique de la ville et de veille active.

#### Équipements et personnel

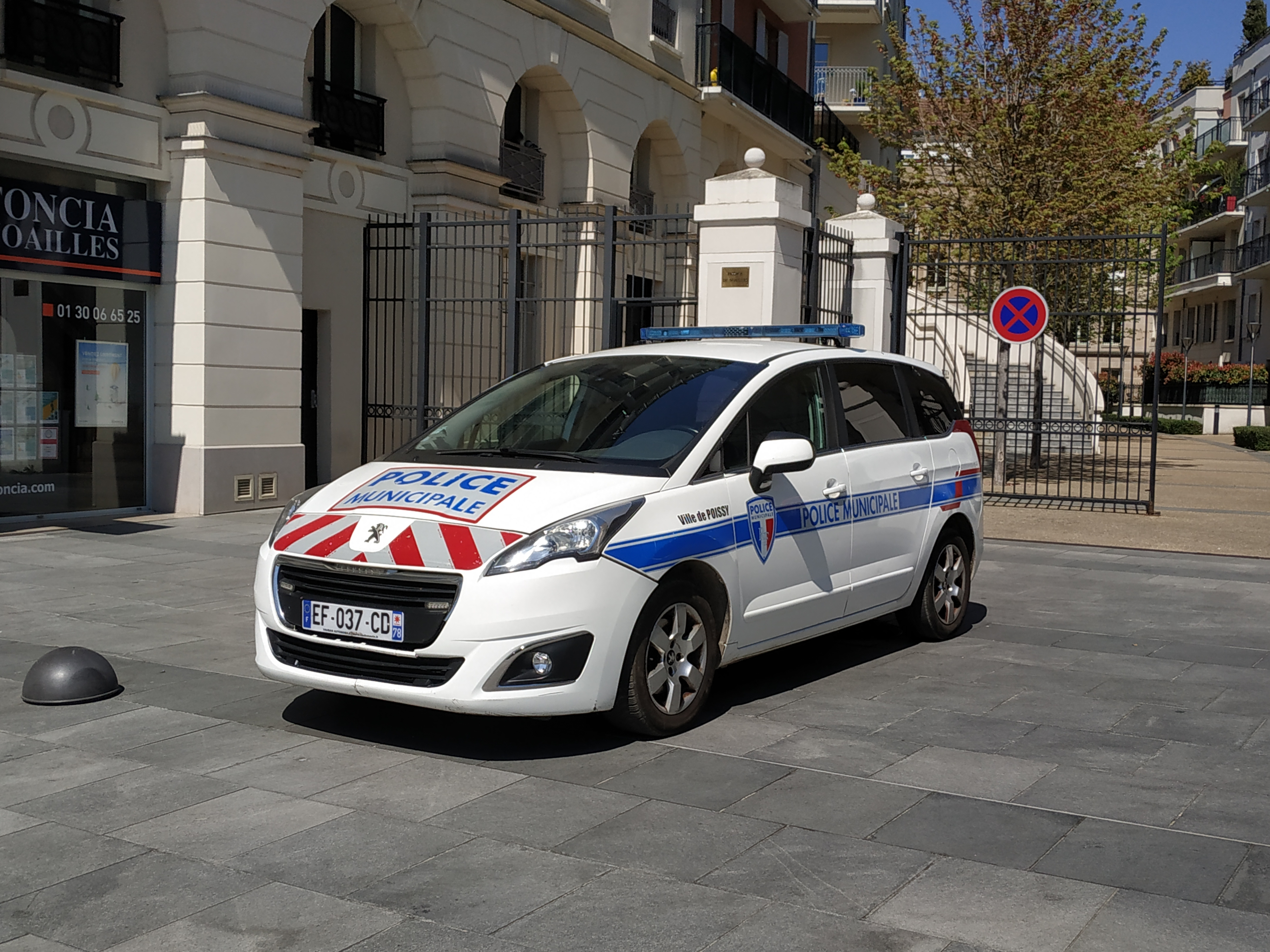
Peugeot 5008 de la police municipale dans le quartier de Noailles.

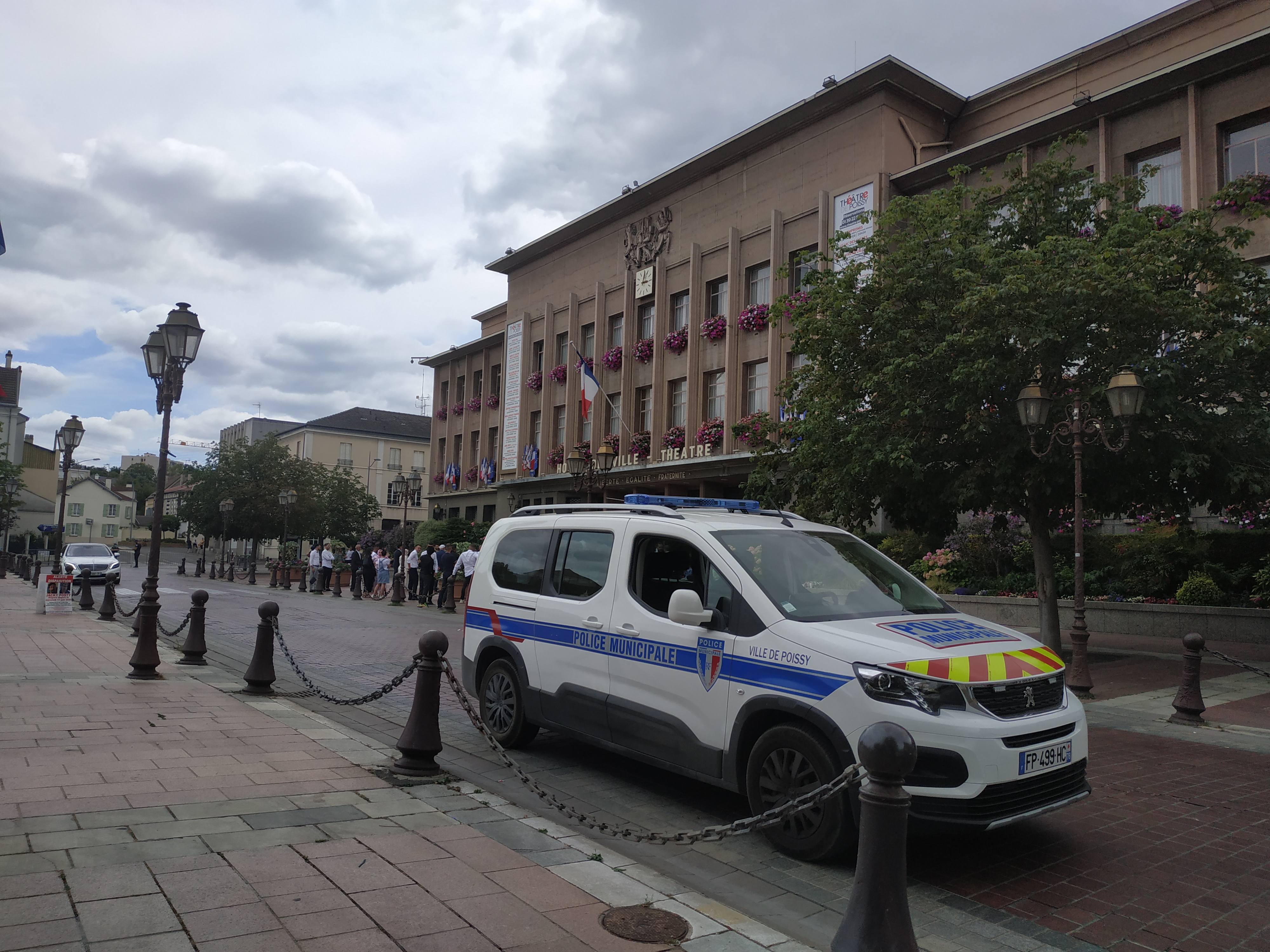
Police municipale devant la mairie de Poissy.

La ville dispose d'une police municipale et d'un commissariat de la police nationale. L'effectif de la police municipale s'élève à 44 agents en 2017, soit 11,5 agent pour 10 000 habitants.
Depuis le 1er juillet 2015, la ville s'est dotée d'un centre de surveillance urbaine composé de quatorze écrans haute-définition contrôlés par six vidéo-opérateurs de 8 h 30 à 20 h 30 sur trois postes ainsi que de caméras mobiles de vidéosurveillance progressivement mis en place, passant de vingt en 2015, quarante-cinq en 2016, à soixante-cinq début 2017. En outre le centre de surveillance urbaine bénéficie d’un système de géolocalisation des véhicules et du personnel de la police municipale. Le centre de surveillance urbaine, inauguré officiellement le 15 octobre 2015, est aussi le siège de la police municipale depuis son déplacement du centre ville.
La police municipale est dotée d'arme à feu depuis 2016.
Le 26 septembre 2017, les policiers municipaux sont munis de douze mini caméras portatives portées au col de veste, soit une par patrouille.
En novembre 2019, le nombre de caméra de vidéo surveillance installées par la ville s'élevait à 71 pour un. Leur financement s'élève à trois millions d'euros. La ville installe par ailleurs deux caméras de vidéo surveillance supplémentaires près de la maison de fer et dans le square les vignes d'Hugo, portant à 73 le nombre de caméras. La vidéo-verbalisation est appliquée pour le stationnement.
En 2018, la piscine de Migneaux, dépendante de la communauté urbaine Grand Paris Seine et Oise, obtient cinq caméras pour un coût de 27 000 €.
Depuis 2018, la ville dispose d'une réserve communale composée d'environ trente bénévoles qu'elle forme et encadre, et qu'elle sollicite lors des épisodes de crues de la Seine ou d'assistance aux personnes âgées lors des confinements de la pandémie de Covid-19,.
De 2019 à 2022, le service départemental d'incendie et de secours, dont la caserne de Poissy, sont équipés de caméras piétons.
En 2021, le commissariat de police de Poissy doit faire l'objet d'une rénovation pour un coût de 700 000 €, à la suite de faits de violence et d'une visite ministérielle, ce sujet prenant ayant fait l'objet de plusieurs modifications depuis 2004 et ayant conduit seulement a une rénovation partiel des locaux du rez-de-chaussée en 2007.
La ville projette d'installer sept caméras supplémentaires d'ici fin 2021, portant leurs nombres total à 80. Les effectifs de la police municipale en 2021 se décompose comme suit : 42 policiers municipaux, sept opérateurs CSU, cinq ASVP, trois agents administratifs. Depuis 2021, un logiciel d'intelligence artificiel de l'entreprise XXII Group équipe les caméras de la ville.

#### Chiffres
Le taux de criminalité de la circonscription de police de Poissy (Poissy, Carrières-sous-Poissy, Villennes-sur-Seine, Médan, Triel-sur-Seine, Verneuil-sur-Seine et Vernouillet) est de 71,92 actes pour 1 000 habitants (crimes et délits en 2005), chiffre très proche de la moyenne yvelinoise (71,73). Le taux de résolution des affaires par les services de police est de 23,7 %, légèrement inférieur à la moyenne du département, qui est de 26,24 %.

#### Droit
Depuis 2003, le service Point d’accès au droit permet aux Pisciacais, ou autres personnes victimes sur le territoire de la commune, d’accéder à une information juridique et à une orientation vers un autre professionnel du droit ou de la santé. Le PAD est ouvert 33 heures par semaine[réf. nécessaire].

## Population et société

### Démographie
Évolution démographique
L'évolution du nombre d'habitants est connue à travers les recensements de la population effectués dans la commune depuis 1793. Pour les communes de plus de 10 000 habitants les recensements ont lieu chaque année à la suite d'une enquête par sondage auprès d'un échantillon d'adresses représentant 8 % de leurs logements, contrairement aux autres communes qui ont un recensement réel tous les cinq ans,.

En 2022, la commune comptait 40 792 habitants, en évolution de +9,82 % par rapport à 2016 (Yvelines : +2,72 %, France hors Mayotte : +2,11 %).
| 1793  | 1800  | 1806  | 1821  | 1831  | 1836  | 1841  | 1846  | 1851  |
| ----- | ----- | ----- | ----- | ----- | ----- | ----- | ----- | ----- |
| 2 807 | 2 437 | 2 500 | 2 643 | 2 850 | 2 880 | 3 925 | 4 261 | 4 300 |

| 1856  | 1861  | 1866  | 1872  | 1876  | 1881  | 1886  | 1891  | 1896  |
| ----- | ----- | ----- | ----- | ----- | ----- | ----- | ----- | ----- |
| 4 951 | 5 101 | 4 973 | 5 047 | 5 063 | 5 600 | 6 403 | 6 432 | 6 981 |

| 1901  | 1906  | 1911  | 1921   | 1926   | 1931   | 1936   | 1946   | 1954   |
| ----- | ----- | ----- | ------ | ------ | ------ | ------ | ------ | ------ |
| 7 406 | 7 959 | 8 709 | 10 135 | 11 298 | 12 386 | 12 502 | 13 375 | 15 046 |

| 1962   | 1968   | 1975   | 1982   | 1990   | 1999   | 2006   | 2011   | 2016   |
| ------ | ------ | ------ | ------ | ------ | ------ | ------ | ------ | ------ |
| 28 548 | 33 613 | 37 497 | 36 389 | 36 745 | 35 841 | 35 860 | 37 662 | 37 146 |

| 2021   | 2022   | - | - | - | - | - | - | - |
| ------ | ------ | - | - | - | - | - | - | - |
| 40 016 | 40 792 | - | - | - | - | - | - | - |

Poissy est resté un bourg de faible importance sous l'Ancien Régime. Sa population était estimée à 1 500 habitants (350 feux) au IXe siècle. À la Révolution, elle avait presque doublé, avec 2 800 habitants au recensement de 1793. Elle stagne ensuite jusqu'aux années 1840, mais le recensement communal de 1841, qui intégrait pour la première fois les militaires en garnison et les détenus de la Maison centrale, atteignait 3 995 habitants.
Par la suite, la ville a connu un développement régulier jusque dans les années 1950, grâce à l'implantation de nouvelles activités favorisées par l'arrivée du chemin de fer et malgré la fermeture du marché aux bestiaux. Elle connaît ensuite un développement spectaculaire, passant de 15 000 à 37 000 habitants entre 1954 et 1975, soit un gain de plus de mille habitants par an pendant vingt ans. La population s'est stabilisée ensuite, diminuant même un peu au recensement de 1999.
Pyramide des âges en 1999
La pyramide des âges de Poissy se caractérise par sa base relativement étroite, signe d'un vieillissement de la population, un peu plus marqué qu'au niveau régional. Entre 1990 et 1999, ce vieillissement s'est accentué, la part des moins de trente ans passant de 43,8 à 40,4 % et celle des plus de soixante ans de 15,5 à 18,3 %, les générations intermédiaires (trente à soixante ans) progressant légèrement de 40,7 à 41,3 %
,.
Revenus de la population et fiscalité
En 2010, le revenu fiscal médian par ménage était de 32 495 €, ce qui plaçait Poissy au 9 947e rang parmi les 31 525 communes de plus de 39 ménages en métropole. Ce chiffre est nettement inférieur à la moyenne départementale (40 560 €), confirmant le caractère populaire de la ville.
En 2011, le taux de chômage à Poissy était de 10,1 %, taux supérieur à la moyenne française de 9,1%.
Niveau d’études
Le niveau d'éducation à Poissy en 2014 est inférieur à la moyenne du département des Yvelines. En effet, la part dans la population totale des titulaires de diplômes de niveau bac+2 ou supérieur est, dans la commune, de 35,3 %, contre 41,8 % en moyenne yvelinoise, d'autre part 28,4 % de la population n'est titulaire d'aucun diplôme (contre 23,6 % au niveau départemental). En 2014, la ville comptait 5 066 personnes relevant de la catégorie « cadres et professions intellectuelles supérieures » (soit 22,6 % de la population active).
Nationalités en 1999
La population pisciacaise compte 6,7 % de Français par acquisition et 14 % de personnes de nationalités étrangères (recensement 1999), proportions supérieures à la moyenne yvelinoise (respectivement 4,9 % et 8,9 %).
Parmi les étrangers, la proportion de ressortissants de l'Union européenne est proche de la moyenne yvelinoise, soit 3,8 % (dont Portugais 1,7 %) contre 4,0 %, tandis que la proportion des Maghrébins est de 6,8 % (dont Marocains 5,2 %), soit nettement plus qu'au niveau départemental, 2,6 % (dont Marocains 1,6 %). Cela reflète la politique de l'usine automobiles de Poissy qui recruta, notamment dans les années 1970, beaucoup d'ouvriers dans les pays étrangers, en particulier au Maroc dans la région d'Agadir.

### Sports
Poissy accueille plusieurs clubs :
- Poissy Triathlon : dans les années 1930, le « championnat des débrouillards » est créé. Il regroupa diverses compétitions de course à pied, course cycliste, franchissement d'une balustrade, course à quatre pattes, et reptation d'un bras de l'île de Migneaux à la nage. Tombé en désuétude, certaines activités furent reprises dans l'idée du triathlon, créé en 1975 ;
- volley[145] ;
- danse[145] ;
- VTT[146] ;
- pétanque : le premier club fut créé en 1937 : "les joyeux fondeurs de Poissy" ;
- rugby : le Poissy Athletic Club fut fondé en 1909 ;
- basket :
  - en 1928, une section de basketball est créée au sein de l'association sportive de Poissy ;
  - Poissy Basket Association, club fondé en 1934.
- Tennis Club Saint-Louis de Poissy créé en 1947 ;
- judo : créé en 1949 ;
- danse: créé en 1964 ;
- l'Aviron club de Villennes-Poissy, créé en octobre 1996, qui organise depuis 2001 Le grand Huit, une régate de 18 km[147].

D'autres clubs ont vu le jour : l'aquagym, les arts martiaux, le badminton, la boxe, la gymnastique, le handball, le Qi Gong, le taekwondo...

### Associations
Une centaine d'associations offrent de nombreuses activités sportives, artistiques et culturelles : cours de langues (anglais, allemand...), de broderie, de dessin, de théâtre, de peinture, de poterie, de sculpture, de céramique, de chant, de cinéma, de recherches archéologiques, ou encore quelques amicales d'anciens combattants, de la Légion étrangère, des handicaps, des retraités des chemins de fer et de gendarmerie. D'autres associations, d'aide et de solidarité, ont vu le jour il y a peu : les amis de la centrale de Poissy, Asao Mali, les amis du Moyen-Atlas, vive les enfants, le corollaire emploi, Enfance et partage...
À chaque forum des associations (qui se tient en général en début d'année scolaire), la commune met à la disposition de ces concitoyens, de nombreuses informations pour créer et gérer sa propre association. Ces informations sont disponibles à La maison de la citoyenneté et de la solidarité associative.

### Manifestations culturelles et festivités
Le Festiv'été propose depuis 1995 une sélection d'artistes pendant la semaine qui entoure la Fête de la musique (Serge Lama, Dany Brillant, Jimmy Cliff, Michel Petrucciani, Michel Legrand, Natasha St-Pier, Corneille, Michel Jonasz, Élie Semoun, Kassav, la Star Academy, Marc Lavoine…). La mairie de Poissy cesse de subventionner cet événement en 2007.
Depuis 2005, la ville organise le prix Chronos de littérature, qui a pour objectif de rassembler les différentes générations autour des livres. Chaque année, des personnes de 4 à 94 ans (lecteurs de maternelle aux lecteurs de maisons de retraite) votent pour élire le livre de leur choix, issu d'une sélection proposée par un comité indépendant d'éditeurs.
Depuis 2010, les « Assises de la jeunesse » se tiennent dans les quatre maisons de quartier de la ville. Le but étant de faire rencontrer le maire et les jeunes Pisciacais, et de discuter de l'évolution de la ville : emploi, logement, culture, éducation…

### Cultes
Pour le culte catholique, Poissy est desservie par une paroisse, le groupement paroissial catholique de Poissy-Villennes-Médan, dépendant du diocèse de Versailles. Le principal lieu de culte est la collégiale Notre-Dame. L'église Saint-Louis de Beauregard et l'église Sainte-Anne complètent l'offre.
Il existe également à Poissy un temple protestant, inauguré en 1887, une église évangélique, deux synagogues (dont la synagogue Lechem Chamaïm) et plusieurs lieux de culte musulman, mosquées ou salles de prières. Le centre-ville accueille aussi les Témoins de Jéhovah dans une salle du Royaume.

### Médias
Le Pisciacais est le journal municipal. Il est distribué deux fois par mois dans les boites aux lettres de la ville. Avant celui-ci étaient distribués Poissy Les Nouvelles et Poissy magazine. Depuis le 22 mars, un nouveau journal gratuit, Côté Yvelines traite des loisirs, bons plans et actualités de l'arrondissement de Saint-Germain-en-Laye.
Côté presse payante, Le Courrier des Yvelines, dont le siège est à Saint-Germain-en-Laye, a une édition spécifiquement consacrée à Poissy.
Poissy possède également une radio « Radio Bord de Scène » ou RBDS de gestion associative loi de 1901 elle diffuse uniquement sur Internet. La radio a fonctionné de 2010 à 2013, mais a fermé temporairement pour l'année 2014 pour la rénovation de ses locaux boulevard Victor Hugo. On parle d'une réouverture pour septembre 2014, et d'une orientation plus uniquement webradio mais également webTV.

## Économie

### Activités et emploi
Poissy est un pôle d'emploi important avec un peu plus de 20 000 emplois en 1999 pour une population de 36 000 habitants, soit un emploi pour 1,7 habitant et 4 % environ des emplois yvelinois. Ces emplois se répartissent principalement entre industrie et construction, 35,8 %, et activités tertiaires, 64 %, l'agriculture occupant une place très marginale avec 0,2 % des emplois.
Les principales activités pourvoyeuses d'emplois sont la construction automobile avec environ 5 600 emplois, soit 81 % des emplois industriels, et dans le secteur tertiaire, l'administration, 34 % des emplois tertiaires, l'éducation et la santé, 25 %, les services aux entreprises et aux particuliers, 23 % et le commerce, 11 %.
En 1999, la population active comprenait 15 659 personnes avec un taux d'activité de 59,9 % et un taux de chômage de 10,4 %, supérieur à la moyenne yvelinoise de l'époque, 8,7 %.
En 2005, le taux de chômage avait diminué à 8,2 %, chiffre un peu supérieur à la moyenne des Yvelines (7,1 %), mais inférieur à la moyenne nationale (8,6 %).

### Principales entreprises
- Automobile :

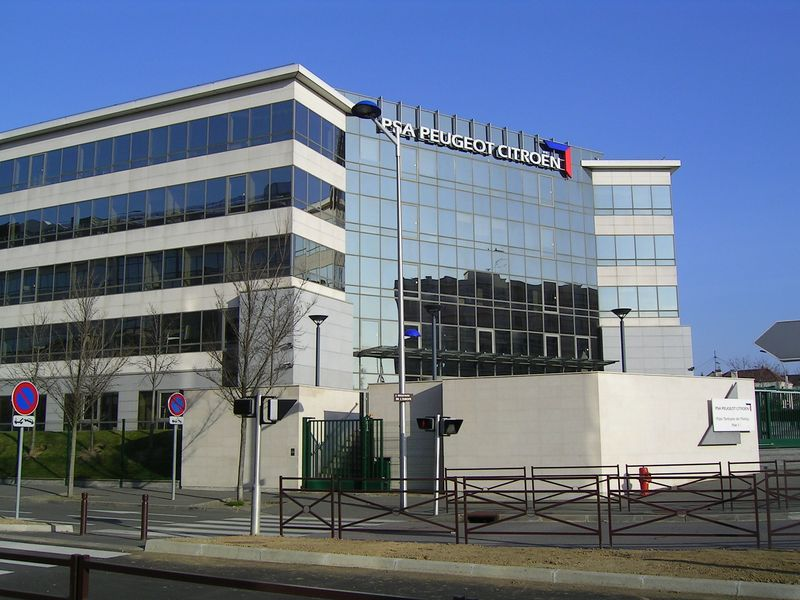
Le Centre d'Expertise Métiers et Régions (CEMR) du Groupe PSA.

  - Stellantis : le site comprend le « grEEn Campus » (Automobiles Peugeot (Siège), Automobiles Citroën (siège), Banque Stellantis France (siège), DS Automobiles (siège), FCA France (siege), Opel France (siège), Stellantis Auto SA (siège), Stellantis Finance & Services, etc.) ainsi que l'Usine Terminale (+ la Digital Factory) et le Centre d'expertise Métiers et Régions ;
  - Wagon Automotive (équipementier automobile), jusqu'en 2009 ;
  - Mahle Aftermarket (équipementier automobile) ;
  - Faurecia installation d'un second site ;
  - Siemens VDO Automotive.
- Parfums : Fareva ex site de Rochas (Procter & Gamble), établie en 1968.
- Métrologie : Envea (ex-Environnement S.A), appareils et système de mesure environnementale : qualité de l'air, émissions industrielles et process.
- Transport et logistique :
  - Gefco ancienne filiale du Groupe PSA ;
  - Elidis ancienne filiale de Kronenbourg ;
  - KDI Promet filiale de Klöckner ;
  - Trapil (transports pétroliers par pipeline) établie en 2009.
- Wattelez élastomère industriel.
- Casino cafétéria.
- Groupe Derichebourg, nettoyage industriel.

### Le Technoparc

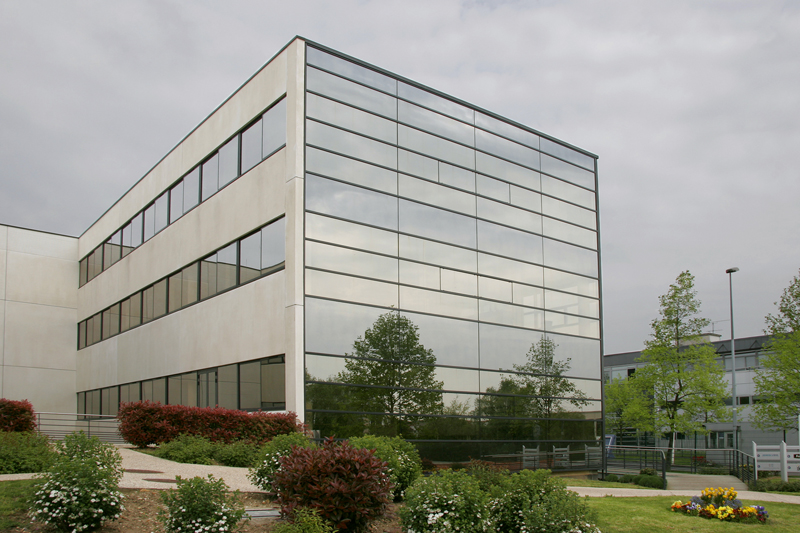
Un bâtiment du Technoparc.

Le Technoparc est un quartier à vocation économique créé en 1990, destinés à faciliter la diversification économique de la ville ; occupant vingt-sept hectares au nord-est de l'usine Stellantis, à la limite de la commune d'Achères. Il accueille cent-cinquante entreprises employant 2 000 salariés. Le lycée Charles-de-Gaulle et un centre de formation des employés en pharmacie enseignent à 1 500 lycéens et étudiants. On y trouve entre autres deux hôtels d'entreprises, un héliport, la Chambre de commerce Yvelines-Val-d'Oise, deux hôtels, un gymnase et le centre technique municipal.
En 2019, le Technoparc devient trop petit pour accueillir la totalité des entreprises souhaitant s'implanter à Poissy. Un projet "Technoparc bis" nommé Dynamikum (comme le musée de Pirmasens, ville jumelée avec Poissy) est alors lancé pour les accueillir.

### Commerce

du centre-ville en 2011.

La ville de Poissy a un commerce de centre-ville très actif, avec notamment des magasins de la chaîne Monoprix, Casino, Franprix…
La rue du Général-de-Gaulle est la principale rue commerçante.
Trois marchés publics, alimentaire et non alimentaire, sont présents à Poissy :
- marché du centre-ville et halle couverte trois fois par semaine sur la place de la République ;
- marché de Beauregard deux fois par semaine sur la place Racine ;
- marché de Saint-Exupéry une fois par semaine.

Il n'existe pas d'hypermarché dans la commune, mais une importante zone commerciale s'est développée non loin, à environ quatre kilomètres à l'ouest du centre de Poissy, le long de la RD 113 dans la commune d'Orgeval.

### Agriculture
Au recensement agricole de 2000, l'agriculture dans la commune de Poissy ne comptait plus que six exploitations agricoles professionnelles contre vingt en 1988.

### ZAC ou le projet de l'écoquartier EOLES ou Rouget-de-Lisle
À la fin du XIXe siècle, plusieurs fonderies sont installées à Poissy, dans la ZAC Bongard, sous le nom de « Fonderie du Picquenard ». Elles ont pour but d'affiner le cuivre. Un siècle plus tard, dans les années 1970, s'engage un processus de protestation contre les nuisances occasionnées par l'usine, baptisée « Afficuivre ». En 1988, l'usine est provisoirement arrêtée, en raison de la non-conformité de ses installations. Il y a à cette date, 80 salariés. L'usine occupe une surface de 3,5 hectares. En 1995, l'usine est rebaptisée « Aprométal »: elle change d'activité. Elle se focalise sur l'affinage à froid des déchets de récupérations (cuivre, laiton) demandé par différentes industries. Ce changement occasionne une baisse de la pollution mais aussi des emplois. En 1999, « Aprométal » devient « Refinal Industrie ». Elle affine de l'aluminium à raison de 3 000 tonnes par mois malgré les contestations de trois associations locales. En 2003, l'exploitation de raffinage est arrêtée pour raisons économiques. En 2004, la destruction des bâtiments débute. En 2009, le projet de l'ancienne municipalité UMP est abandonné, la ZAC Bongard, créée en 2007 est annulée et devient la ZAC EOLES, un projet d'écoquartier sur un périmètre de 15 hectares (plus de 2 000 logements, des commerces, des activités et le prolongement du boulevard urbain) est prévu par le maire socialiste. La Ville a déposé en 2011 un dossier de candidature pour l'appel à projet éco-quartier 2011, lancé par le ministère de l'Écologie et du Développement durable.
L'éco-quartier EOLES ne verra pas le jour, le maire socialiste Frédérik Bernard ne parvenant pas à acheter la totalité des parcelles nécessaires. Lors du changement de maire en 2014, Karl Olive décide lui de lancer les travaux sur un nouveau projet d'éco-quartier sans attendre la totalité des parcelles et débloque ainsi la situation bloquée depuis quasiment 30 ans. L'éco-quartier sera renommé Rouget-de-Lisle, pour ne pas être confondu avec le projet de prolongement du RER E nommé EOLE, qui longe ce nouveau quartier.

## Culture locale et patrimoine

### Lieux et monuments

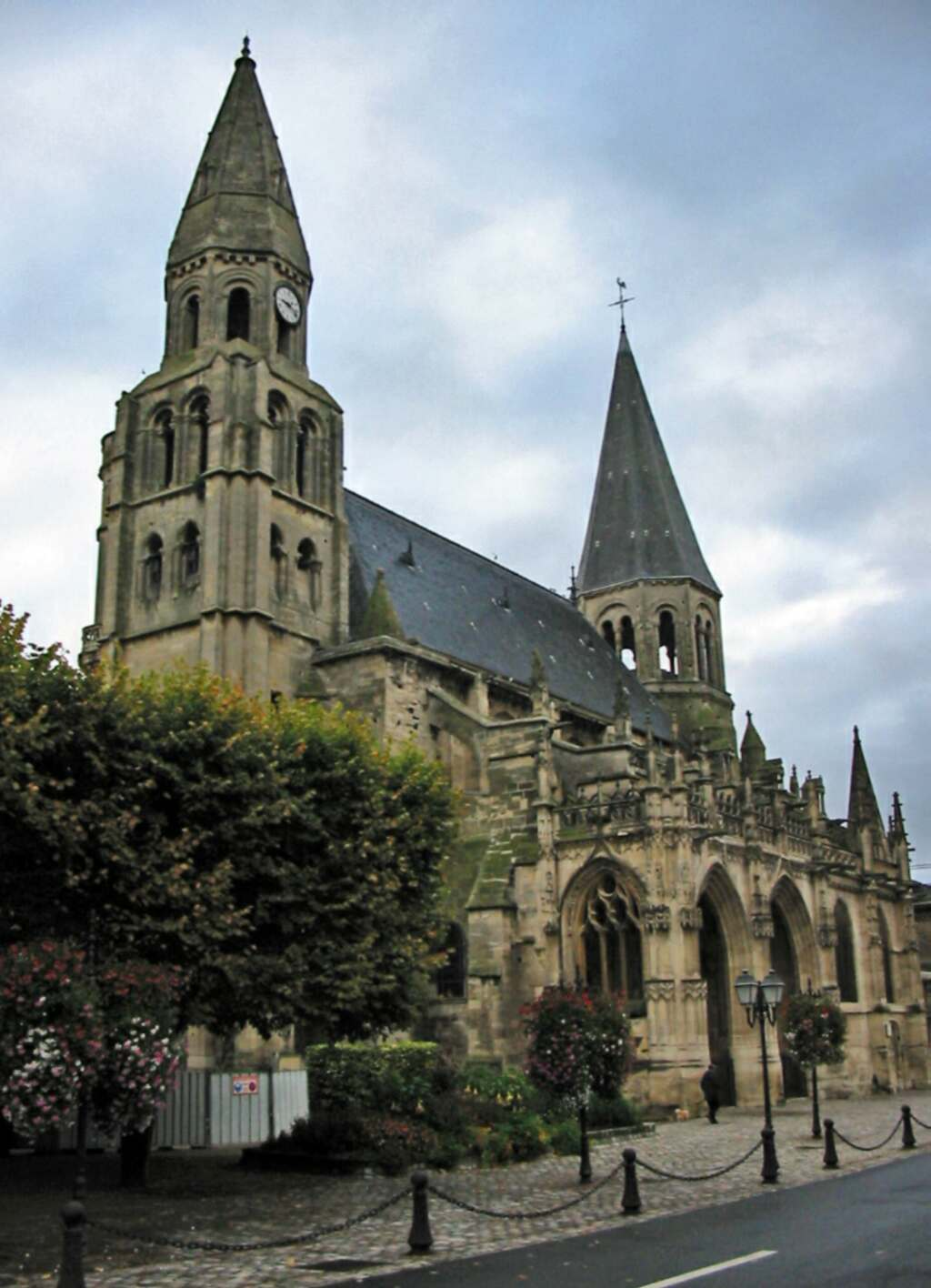
Collégiale Notre-Dame de Poissy.

- Le principal monument historique de Poissy est la collégiale Notre-Dame. C'est une église romane du XIIe siècle, au profil caractéristique avec ses deux clochers octogonaux. Elle a été fortement restaurée au XIXe siècle par l'architecte Auguste Goy (avant le classement de l'église comme monument historique en 1841), puis par Eugène Viollet-le-Duc et Jean Camille Formigé.
- Le vieux pont de Poissy, dont la construction remonte au XIIe siècle, a été détruit par un bombardement anglais en 1944. De ce pont de 410 m de long qui comptait vingt-quatre arches, il subsiste trois arches de pierres qui relient la rive gauche à un îlot dans la Seine et quelques piles au-delà. Il a été remplacé par un nouveau pont construit environ 300 mètres en amont. Près de ce vieux pont, se trouve le restaurant L'Esturgeon, dont l'enseigne rappelle le souvenir d'un esturgeon péché dans la Seine en 1839.
- La porterie du prieuré est le seul bâtiment conservé de l'ancienne abbaye des dominicaines où se tint le Colloque de Poissy. Ce prieuré fondé par le roi Philippe le Bel au XIIIe siècle a été détruit à la fin du XVIIIe, y compris l'importante église prieurale Saint-Louis. La porterie abrite aujourd'hui le musée du Jouet.

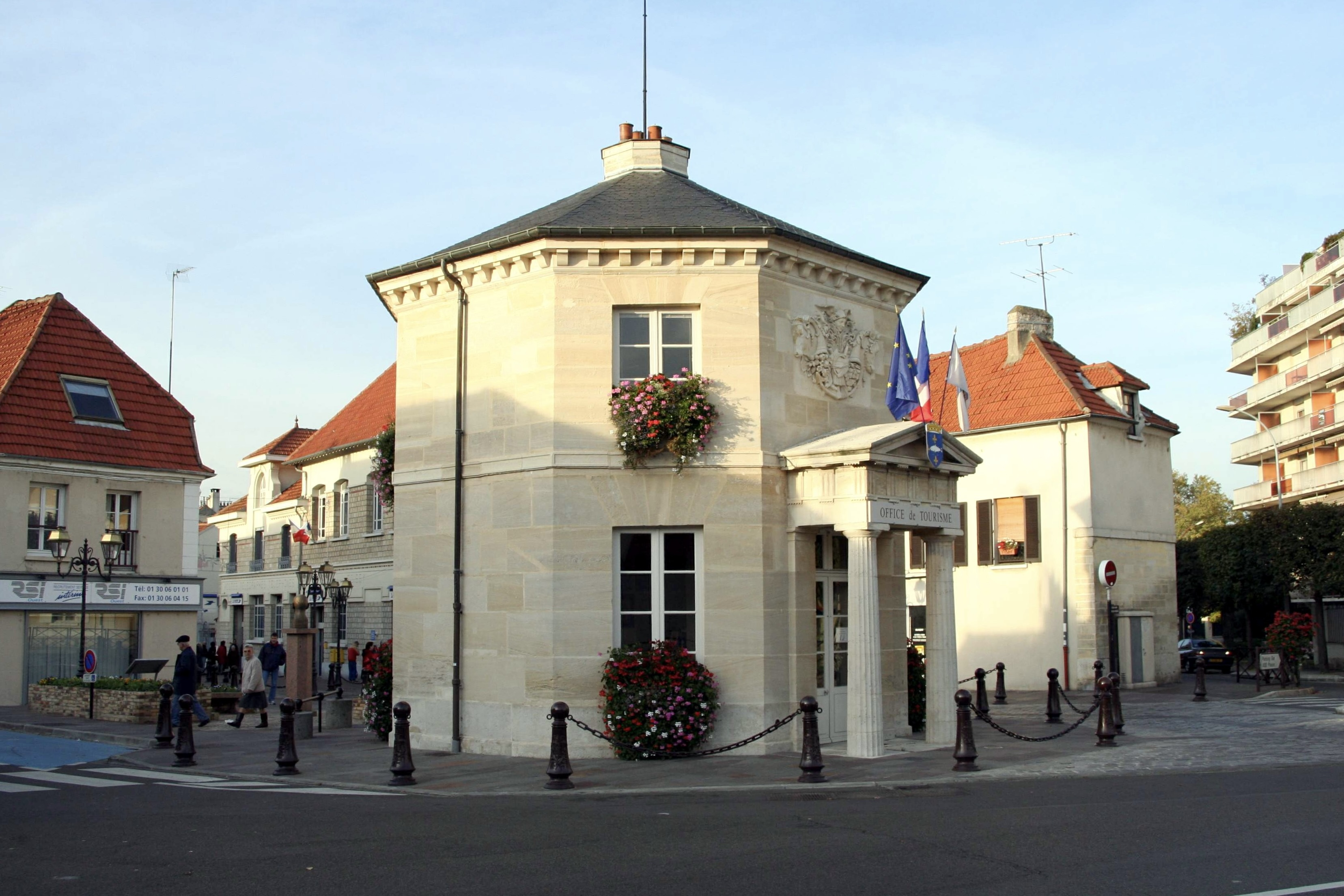
Le pavillon de l'octroi.

- L'hôtel de ville, rue de la Gare[164], est un ancien couvent des Capucins datant de 1620, transformé en mairie-école en 1837. Un nouvel hôtel de ville inauguré en décembre 1937 dans un style Art déco tardif, a la particularité d'intégrer une salle de théâtre. Rénovée en 1991, la salle à l'acoustique exceptionnelle accueille des concerts prestigieux et des enregistrements discographiques. Le bâtiment a été construit par les architectes Henri-Jean Calsat et Pierre Mathé, qui ont suivi le projet initial établi par Florent Nanquette. Le décor en bas-relief de la façade, sur le thème de la musique, du travail et du théâtre, est signé Ossip Zadkine (inscrit ISMH)[165]. Le décor intérieur a été réalisé par les peintres Théodore Brenson et Jean-Robert Pinet. Le collège Jean-Jaurès a été construit à la même époque par les mêmes architectes.
- Le pavillon de l'octroi, de plan octogonal (architecte : Auguste Goy), construit en 1832, a remplacé l'ancienne porte de Paris. Il est orné d'un bas-relief dû au sculpteur Théophile Caudron, qui symbolise les activités essentielles de la ville à l'époque : pêche, agriculture, marché aux bestiaux, commerce (inscrit monument historique en 1937). Jusqu'en 1882, il était bordé par des grilles[46]. Depuis 1981, il abrite l'office de tourisme.
- La Villa « Les Heures Claires », dite villa Savoye[166], œuvre de l'architecte Charles-Édouard Jeanneret dit Le Corbusier, construite de 1928 à 1931, est un chef-d'œuvre de l'architecture moderne. C'est une construction en béton armé, aux lignes géométriques, construite sur pilotis. Après avoir été occupée par les Allemands puis par les Américains pendant la guerre, elle subit une longue période d'abandon et voit en 1958 son parc amputé de six hectares pour permettre la construction du lycée Le Corbusier. Elle est finalement reprise par l'État et classée monument historique en 1964. D'importantes restaurations sont effectuées dans les années 1980-1990. Elle est inscrite en 2016 sur la liste du Patrimoine mondial de l'UNESCO, en même temps que plusieurs autres réalisations majeures de Le Corbusier.
- La distillerie du Noyau de Poissy[167] a sa boutique rue du Général-de-Gaulle.
- La maison centrale de Poissy[168], prison pour des détenus condamnés à de longues peines est un ancien couvent de religieuses ursulines de la fin du XVIIe siècle, rénové et en partie reconstruit et réaménagé depuis.
- La Halle aux Veaux (ancien marché aux bestiaux, regroupant trois halles), a été construite en 1831 sur l'ancienne place du Marché-aux-Bœufs (actuelle place de la République) selon les plans de l'architecte Auguste Goy. En 1870, la halle perd sa fonction spécifique, pour abriter les étals de tous produits alimentaires.
- Le château de Villiers[169], a été construit pour le baron Léonce Hély d'Oissel (1803 - 1883). De style Louis XIII, il était bâti en pierre et en brique. En 1976, la commune achète le château pour y ouvrir un centre aéré[170]
- Le château de La Coudraie[171], construit en 1870 pour Georges Schmidt, est situé rue de Migneaux. En 1962, la société des automobiles Simca acquiert le domaine pour son personnel.
- Le château de Bethemont, a été modifié en 1858, par son propriétaire Antoine Hailig. Aujourd'hui, le parc abrite un golf.
- Le manoir normand de Donat Agache a été construit en 1928 (Henri Jacquelin, architecte).
- La chapelle Saint-Lazare de la Maladrerie, datant de 1120-1140, fut découverte par l'archéologue Edgar Mareuse (1848 - 1926)[170].
- La tour de Bethemont a été construite aux XIVe et XVe siècles. Fortement endommagée en 1429, lors de sa reconquête par les troupes de Jeanne d'Arc, elle fut reprise par les Anglais qui la rendirent inutilisable[170].
- La ferme du Poult[172], datant du Moyen Âge, est située à l'extrémité sud-ouest du territoire de Poissy.
- Le château d'eau[173] de l'usine Peugeot date de 1957.
- Le vieux mur d'enceinte, dont il subsiste une partie, date du règne du roi Philippe Auguste[174].
- La maison métallique bâtie selon le procédé de Joseph Danly, inscrite au titre de monument historique.

Il existe aussi plusieurs sculptures notables dans les rues de Poissy :
- Saint Louis, par Albert Patrisse, réalisée au début du XXe siècle, située devant la collégiale[175].
- L'Avènement, par Guy Ferrand, achetée en 1986 et installée en 2006 sur la place des Capucins, 46 rue du Général de Gaulle[176].
- Les Quatre Saisons, par l'architecte Thébaud et le sculpteur Yvan Theimer, situées sur la place de la République se compose de 4 statues représentant chacune des saisons et une dernière un Enfant-fontaine[175].
- Le Peintre Meissonier, représentant le peintre Ernest Meissonier située dans le parc éponyme. À l'origine, elle se trouvait près du musée du Louvre, à Paris, puis avait été enlevée, déclassée et donnée à la ville de Poissy en 1980[177].
- Le Général de Gaulle, située devant l'octroi et le président Georges Pompidou, située devant la gare, par Gudmar Olovson (sv), représentent les deux premiers présidents de la Ve République[177].
- Le Corbusier, place des Capucins inauguré le 24 janvier 2019, par le sculpteur Andrei Tyrtychnikov.

### Parcs et espaces verts

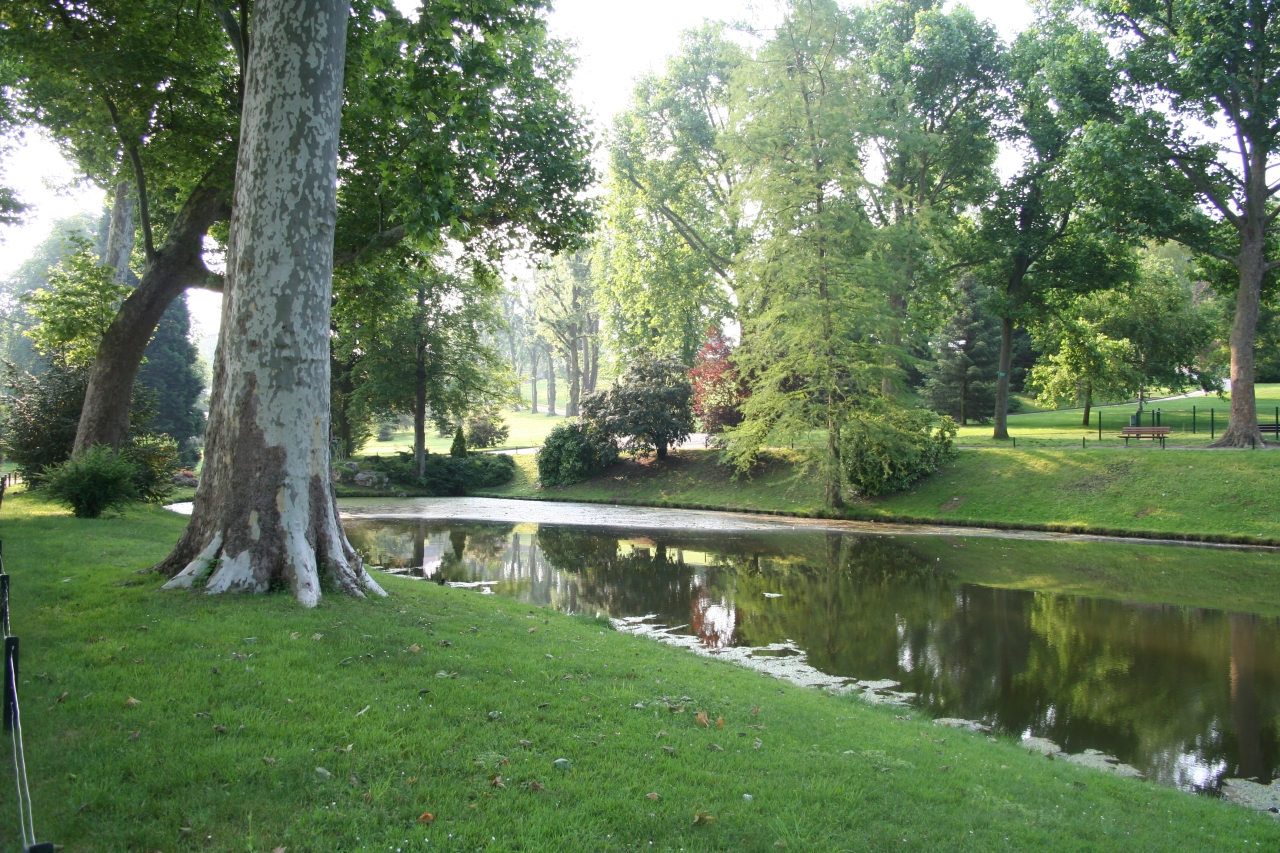
Le parc Meissonier.

La ville de Poissy comprend 70 hectares d'espace vert dont 12 pour le parc Meissonier qui s'étend non loin du centre-ville le long de l'avenue du Bon Roi Saint-Louis (RD 153). Il comprend un parc aménagé à l'anglaise, agrémenté d'une pièce d'eau de 8 000 m2, une roseraie, un théâtre de verdure et d'une serre municipale. Ce parc, propriété de la ville depuis 1952, a été aménagé dans une partie de l'ancien enclos de l'abbaye.
Le parc de Villard, adjacent au parc Meissonier, acquis par la ville à la société Kuhlmann en 1976 comprend un château, un centre de loisirs, et une mini-ferme.
Le parc de la Charmille, quant à lui, se situe dans la forêt de Saint-Germain-en-Laye.
Ces trois parcs s'étendent sur 40 hectares.
Les hameaux de Poissy, nombre d'hectares de vergers, de fruits rouges, de céréales et de légumes, s'étendent sur le coteau de la nationale 13. Le hameau de Migneaux, qui doit son existence au ru alimentant des moulins, regroupait au début du XXe siècle, bon nombre de guinguettes et cafés devant lesquels les habitants se faisaient photographier. Les hameaux de Béthemont et de la Bidonnière, situés sur le plateau entre Chambourcy et Orgeval, ont longtemps vécu des activités agricoles et arboricoles. Aujourd'hui, le hameau de Béthemont est connu pour son golf, réalisé en 1989. La difficulté de son parcours de dix-huit trous, entre bois et plans d’eau, dessiné par l’architecte Bernard Langer, attire les joueurs les plus exigeants.
Les berges de Seine d'où l'on peut admirer le vieux pont et assister aux feux d'artifice du 13 juillet.
La ville participe au Concours des villes et villages fleuris et possède trois fleurs en 2007.
Une petite partie de la forêt de Marly s'étend sur Poissy.

### Musées

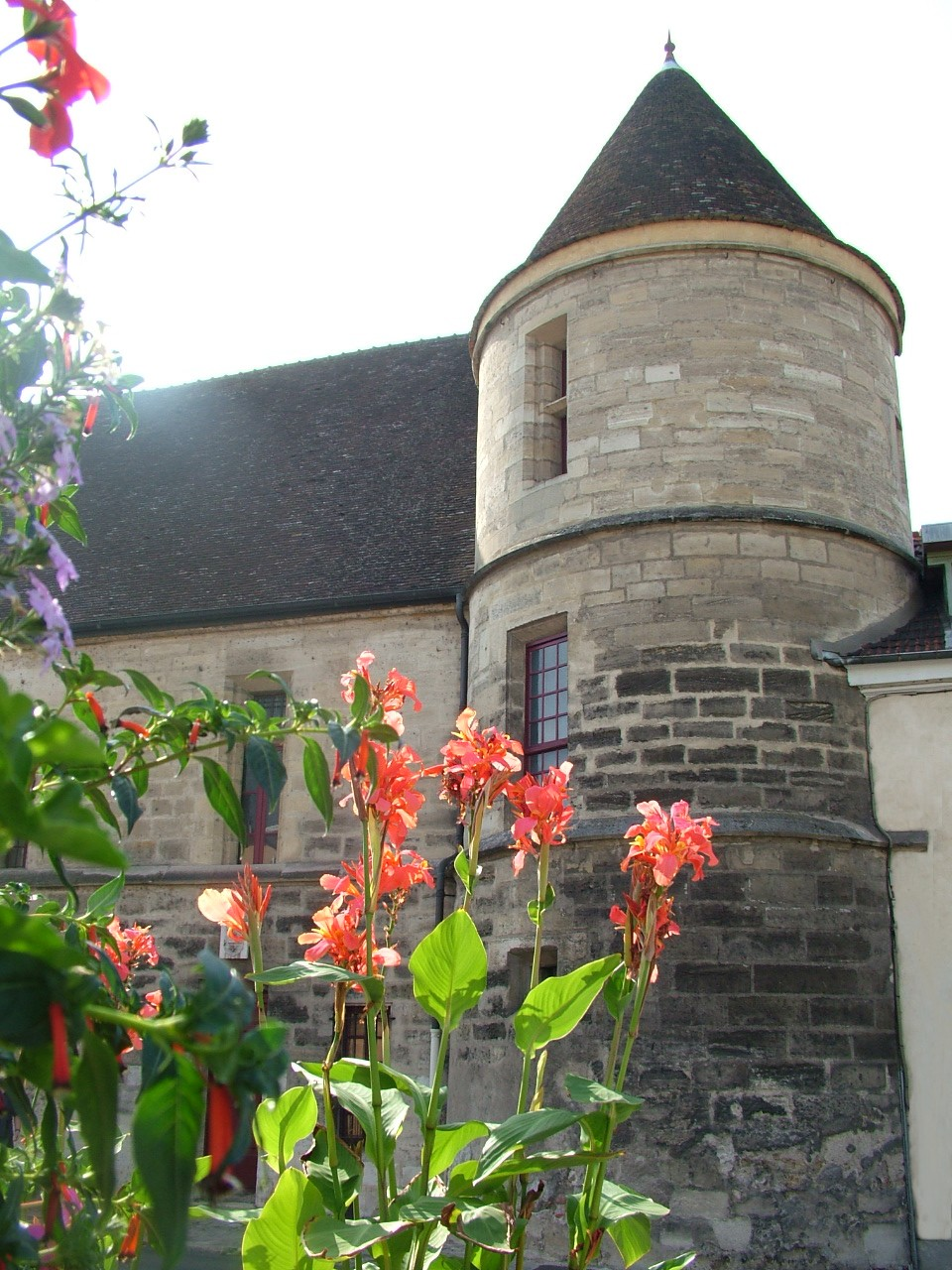
Musée du Jouet.

Le musée du Jouet, installé dans l'ancienne porterie du prieuré royal, expose des jeux et jouets de la période 1850-1950.
Le musée d’Art et d’Histoire exposait divers objets retraçant l'histoire de la ville ainsi que des œuvres de ses artistes, notamment les peintres Meissonier, père et fils. Il est actuellement fermé.
Rue Saint-Louis, le bâtiment de la Caisse d'épargne construit en 1906 accueillait le musée d’Art et d’Histoire. Il est détruit en 2002.

### Poissy dans les arts et la culture
En 1882, Claude Monet a peint Les Pêcheurs de Poissy et Les Tilleuls à Poissy.
Parmi les nombreux films tournés en différents lieux de la commune figurent :
- La Porteuse de pain de Maurice Cloche (1963) ;
- L'ordre règne à Simcaville, documentaire militant réalisé en mai-juin 1968, Jean-François Comte coréalisé avec Catherine Moulin;
- La Demoiselle d'Avignon (série télé) de Michel Wyn (1972) ;
- La Tribu d'Yves Boisset (1990)[181], tourné à L'Esturgeon ;
- Les Grands Ducs de Patrice Leconte (1996) ;
- Le Ciel, les Oiseaux et... ta mère ! avec Jamel Debbouze (1998) : scène tournée dans le cinéma de Poissy ;
- Le Cerveau avec Bourvil et Jean-Paul Belmondo : scène de l'évasion au début du film ;
- Il était une fois ma cité (2007), documentaire de Philippe Claudon portant sur le projet de destruction du quartier de la Coudraie ;
- Où es-tu ? (2007), téléfilm de Miguel Courtois séquence de mariage dans la collégiale[182] ;
- From Paris with Love avec John Travolta (2009) de Pierre Morel ;
- Reporter (2009), de Gilles Bannier scène devant la maison centrale[183];
- Neuilly sa mère ! (2009), scène de présentation de la ville du petit Sami au tout début du film, soi-disant Chalon-sur-Saône mais qui en réalité est tournée sur les bords de Seine, tout proche de l'ancien pont, détruit pendant la seconde guerre mondiale ;
- Tête de turc (2010) de Pascal Elbé[184] ;
- Dors mon lapin (2013) de Jean-Pierre Mocky[185] ;
- Hitchcock by Mocky (2013) série télévisée de Jean-Pierre Mocky[186] ;
- Les Profs (2013) de Pierre-François Martin-Laval, scènes tournées au lycée Le Corbusier ;
- Les Cordier, juge et flic, tourné à L'Esturgeon ;
- Profilage (2013) saison 4 deux épisodes tourné à l'Esturgeon[187] ;
- Baby Boom émission de téléréalité française ;
- Le Mystère des jonquilles (2014) de Jean-Pierre Mocky[188] ;
- Un Français (2015) de Diastème[189] ;
- Dheepan (2015) de Jacques Audiard, film tourné dans la cité de la Coudraie et récompensé de la Palme d'or ;
- Marion, 13 ans pour toujours (2016), téléfilm de Bourlem Guerdjou[190],[191] ;
- Jeune Femme (2017), film de Léonor Serraille, séquence sur la place de la République et le cinéma[192] ;
- Clem (2017), (série télévisée)[193], tourné à L'Esturgeon.

Dans le film L'Emmerdeur d'Édouard Molinaro (1973), François Pignon, joué par Jacques Brel, évoque à plusieurs reprises le pavillon magnifique qu'il a fait construire à Poissy, pour lequel il s'est endetté jusqu'au cou, et dont il possède des photos.
À partir du 28 septembre 2015, la « rue de Migneaux » prend le nom de « rue Dheepan » sur l'initiative du maire. Les habitants attachés au nom original contestent cette décision : la voie reprend son nom initial et les habitants proposent de nommer une voie nouvellement créée « allée de la Palme d’Or ». Ces décisions sont adoptées le 26 juin 2017 par le conseil municipal.

### Personnalités liées à la commune

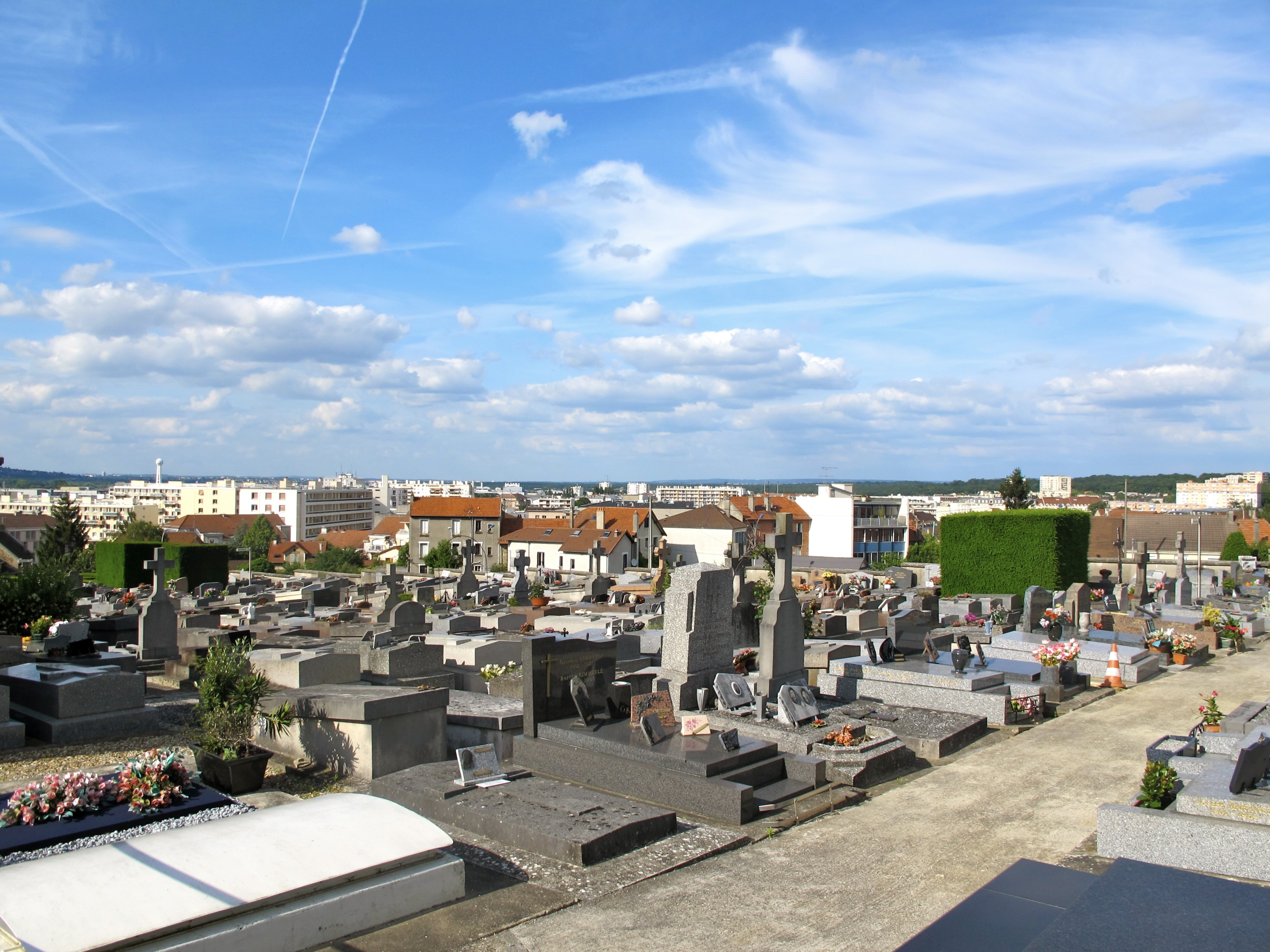
Le cimetière de la Tournelle.

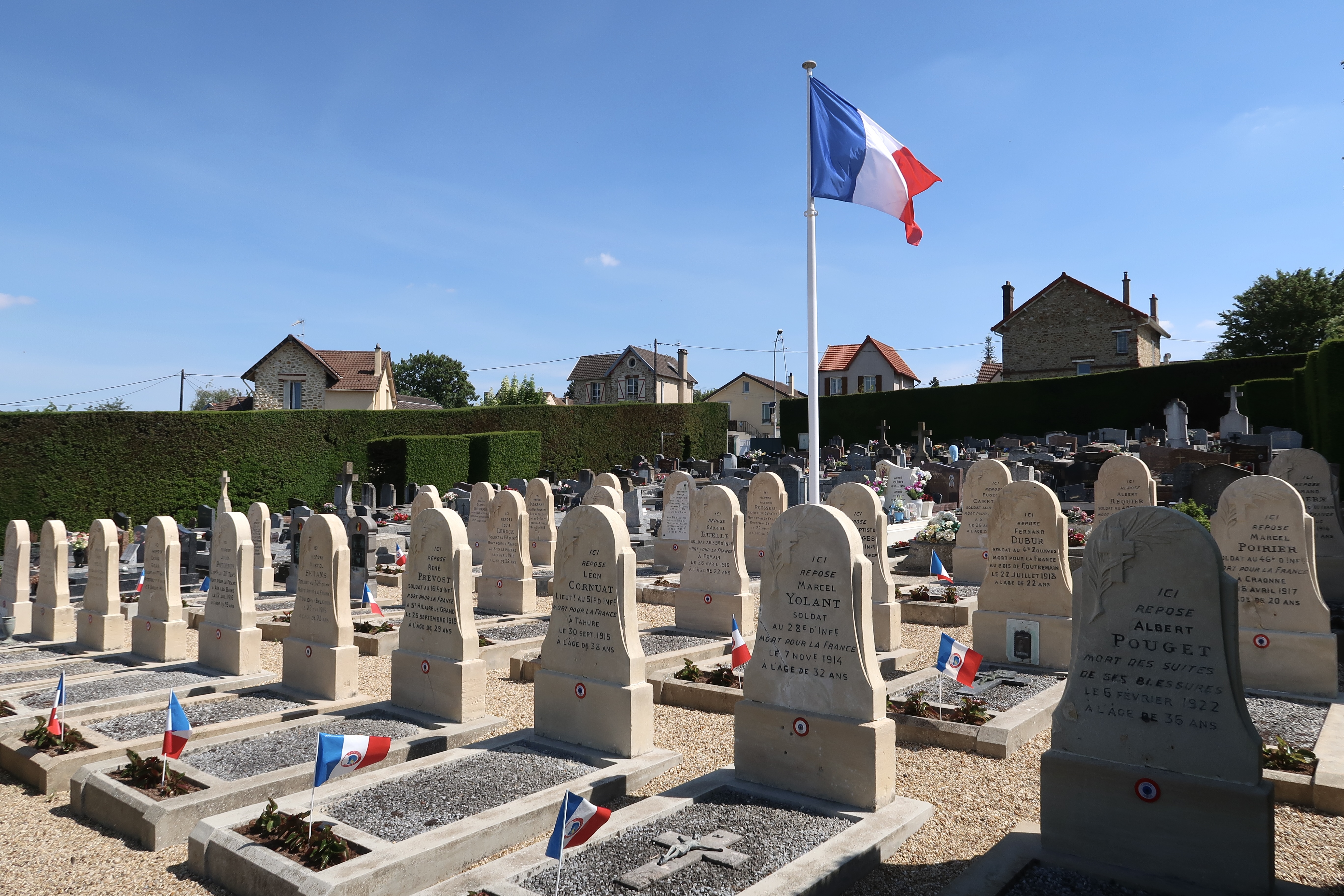
Tombes militaires.

- Stéphan Aubé, réalisateur et pianiste né en 1971 à Poissy.
- Le groupe d'artistes plasticiens Banlieue-Banlieue s'est formé à Poissy en 1982. Il avait son atelier dans le quartier Péguy. Il deviendra, avec d'autres, l'un des premiers collectifs d'artistes de l'art urbain en France. Anita et Antonio Gallego, actifs dans le groupe dès l'origine, passèrent leur enfance à Beauregard.
- Honoré de Balzac (1799-1850) a résidé dans l'Enclos de l'abbaye à Poissy.
- Frédéric Belaubre, triathlète né en 1980 à Poissy, licencié du club Poissy Triathlon durant sa jeunesse.
- David Bélonie (1885-1915), membre de la bande à Bonnot y meurt à la maison centrale de Poissy, 19, rue de l'Abbaye[195].
- Charles Bill (1892-1918), membres de la bande à Bonnot meurt à la maison centrale de Poissy[196].
- Bernard Bocquet (1949-2017), champion cycliste amateur, vice champion de France militaire de poursuite individuelle en 1970 - Champion d'Île-de-France de poursuite individuelle et par équipe (ACBB), champion de France de poursuite par équipe (ACBB), sélectionné en équipe de France de poursuite par équipe en championnat du monde de Varèse (Italie) en 1971 - Sélectionné en équipe de France de poursuite olympique aux jeux de Munich en 1972 - Sélectionné en équipe de France de poursuite par équipe aux championnat du monde de San Sébastian (Espagne); Champion de France de poursuite par équipe (ACBB) en 1973.[réf. nécessaire].
- Charles-Eudes Bonin (1865-1929), poète dans sa jeunesse, explorateur de l'Asie centrale, archéologue, ethnologue, orientaliste, diplomate, né à Poissy le 26 juin 1865, mort à Barcelone (Espagne) le 29 septembre 1929[197].
- Alexandre Bonnot, ancien footballeur né en 1973 à Poissy.
- Théophile Bourgeois (1858-1930), architecte le plus productif de la ville.
- Gilles Brulet, poète français (1958-), qui a vécu son enfance à Poissy (quartier de Beauregard).
- Sylviane Bulteau, femme politique française, née à Poissy en 1964.
- Morgan Charrière, pratiquant français de MMA, né en 1995 à Poissy, évoluant actuellement au Cage Warriors
- Madeleine Chaumont (1896-1973), enseignante française de mathématiques, seconde femme reçue à l'agrégation masculine de mathématiques.
- Karen Cheryl, chanteuse de variété, née Isabelle Morizet à Saint-Germain-en-Laye (Yvelines) en 1955, a vécu à Poissy chez ses parents à la Ferme du Picquenard.
- Maurice François Auguste Courant (1847 - 1924), artiste peintre paysagiste, élève de Meissonier, né au Havre et mort à Poissy.
- Bertrand Créac'h, sculpteur français né à Poissy en 1947.
- Jean-Théodore Coupier de Creil, industriel et fabricant de produit chimique à Poissy, célèbre par la découverte du rouge de xylidine[réf. nécessaire].
- Édouard Daliphard (1833-1877), peintre français, y a vécu rue de Paris.
- Gérard Debrock, pilote motocycliste professionnel, vainqueur sur Japauto 950 des « Bols d'Or » 1972 et 1973, organisés sur le circuit Bugatti du Mans (Sarthe), associé respectivement aux pilotes français Roger Ruiz et Thierry Tchernine. En 1974, il remportera également associé au français Jean-Claude Chemarin, sur Honda 860, les « 24h00 de Liège » (Belgique) sur le mythique circuit de Francorchamps[réf. nécessaire].
- Léon Deliance, chef d'orchestre mort à Paris, est inhumé à Poissy en 1926. Sa sépulture au cimetière de la Tournelle est surmontée de son portrait en buste, œuvre du sculpteur pisciacais Félix Févola[198].
- Ibrahima Diaw, handballeur franco-sénégalais, né en 1979 à Poissy.
- Cyril Dion, écrivain, réalisateur, poète et militant écologiste français, né en 1978 à Poissy.
- Claude Dupont, marcheur athlétique de fond au PLM de Conflans-Sainte-Honorine (Yvelines), sélectionné en 1978 de l'épreuve Strasbourg-Paris (501 km), a résidé plus de trente ans à Poissy.
- Rose Dupuis (1791-1878), 225e sociétaire de la Comédie-Française.
- Georges Ferro Lagree, (1941-) artiste peintre[199]
- Félix Févola (1882-1953), sculpteur pisciacais. On lui doit notamment le monument aux morts de la ville et une statue de saint Louis adolescent (collégiale Notre-Dame).
- Camille Fontbostier, joueur français de rugby à XV né en 1990 à Poissy.
- Octave, Pie Gilbert, né à La Charité-sur-Loire (Nièvre), cycliste émérite, il participe à de nombreuses compétitions, dont la réputée épreuve d'endurance « Paris-Royan ». Il est également l'un des audacieux pionniers de l'aviation, surnommés à l'époque « Les faucheurs de marguerites ». Il construit plusieurs aéroplanes, dont les nombreux essais ont été effectués à Poissy et à Saint-Germain-en-Laye. L'un de ses aéroplanes est surnommé « Le hamac volant ». Il meurt à Poissy, le 25 mai 1945, après y avoir résidé pendant près de 65 ans.
- Philippe Glemée plus connu sous son nom de scène Jean Néplin, était un musicien français. Mort le 14 février 2003, il était un personnage de la scène underground parisienne et collaborateur des Rita Mitsouko. Il passa sa jeunesse à Poissy, habitant le quartier de Beauregard.
- Cédric Grimoult, historien des sciences né en 1974 à Poissy.
- Mattéo Guendouzi, footballeur français né en 1999 à Poissy qui évolue au poste de milieu de terrain à l'Olympique de Marseille.
- Pierre-Joseph Grégoire (1876-1962), ingénieur (École centrale Paris), fonda la société Automobiles Grégoire.
- Florent Groberg, militaire franco-américain récipiendaire de la Medal of Honor né en 1983 à Poissy.
- Lucien Gros (1845-1913), artiste peintre, élève d'Ernest Meissonier, a vécu à Poissy et y est mort, le 27 avril 1913.
- Jean Guizerix (1945-), chorégraphe et danseur Étoile de l'Opéra de Paris, ancien maître de ballet du théâtre national de l'Opéra de Paris, réside à Poissy[200].
- Julien Ictoi, footballeur international guadeloupéen né en 1978 à Poissy.
- Pierre Issa, footballeur, international sud-africain, a étudié à l'école Notre-Dame de Poissy.
- Christophe Jaffrelot (1964-), politologue, spécialiste du sous-continent indien, né à Poissy.
- L'écrivain Sébastien Japrisot a vécu dans cette commune de 1965 à 1967 et y a écrit son roman La Dame dans l'auto avec des lunettes et un fusil.
- Alexandre Jumelin, coureur cycliste français qui pratique la discipline du flat en BMX, né le 23 novembre 1977 et originaire de Paris, a habité et passé son enfance à Poissy.
- Houssine Kharja, footballeur international marocain né en 1982 à Poissy.
- Catherine Lara, chanteuse de variétés, née Catherine Bodet à Poissy en 1945.
- Maxime Laubeuf (1864-1939), polytechnicien, ingénieur général du génie maritime, créateur du submersible Narval, le premier des sous-marins modernes, est né à Poissy le 24 novembre 1864. Il meurt à Cannes (Alpes-Maritimes) le 23 décembre 1939.
- Jérôme Commandeur, né le 12 avril 1976 à Argenteuil, est un humoriste et acteur français. Il a fait partie de la troupe de Jean-Louis Vidal, connue sous le nom de Compagnie du Pincerais, à Poissy.
- Charles-Édouard Jeanneret dit Le Corbusier (1887-1965), architecte de renommée internationale, constructeur à Poissy, de 1928 à 1931, de la villa Savoye classée monument historique depuis 1964 et aujourd'hui propriété du ministère de la Culture.
- Fernand Lefèbvre (1905-1946), pilote d'essai en aéronautique et chevalier de la Légion d'honneur[201].
- Jean Le Floch, lauréat des brevets Audax cyclotouristes : Paris-Brest-Paris (1 200 km) en 1991, Paris-Nice (1 000 km) et Bordeaux-Paris (600 km). Détenteur des Flèches de France cyclotouristes réalisées en totale autonomie : Paris - La Rochelle (480 km), Paris-Briançon (770 km), Paris-Hendaye (910 km), Paris-Marseille (920 km), Paris-Perpignan (990 km). Breveté Audax du 150 km marche " Paris-Bernay " en moins de 30 heures. Lauréat des randonnées pédestres : Paris-Mantes (54 km) * 14 participations, Bourges-Sancerre (47 km), Roanne-Thiers (57 km) et Les Andelys-Mantes (52 km). Né à Poissy en 1947[réf. nécessaire].
- Félix Legueu (1863 – 1939) était un urologue et gynécologue, membre de l'Académie de médecine, né à Angers, habite et meurt à Poissy.
- Damien Le Tallec, footballeur né en 1990 à Poissy.
- Jean Levavasseur (1924-1999), escrimeur, médaillé olympique, mort à Poissy.
- Olivier Lombard, pilote automobile né en 1991 à Poissy.
- Antoinette et Marcel Loubeau ont reçu le titre de Juste parmi les nations par le Comité pour Yad Vashem, dont les noms figure sur le Mur d'honneur du Jardin des Justes à Jérusalem, mais également à Paris, dans l'allée des Justes-parmi-les-Nations, près du Mémorial de la Shoah, rue Geoffroy-l'Asnier[Note 8],[202],[203].

- Cécile Loyer, danseuse et chorégraphe née en 1973 à Poissy.
- Maurice Lugeon (1870-1953), géologue née à Poissy.
- saint Louis (1214-1270), roi de France, prétendu né à Poissy, a été baptisé dans la collégiale Notre-Dame.
- Samir Machrouh, champion de France de Boxe amateur[réf. nécessaire].
- Jean-Pierre Malléjac, guitariste du groupe de rock'n'roll Les Pirates, a résidé à Poissy pendant plus de trente ans.
- Anne de Marquets (1533-1588), poétesse française, élève puis religieuse dominicaine et enseignante au Prieuré Saint-Louis de Poissy.
- Charles Meissonier (1844-1917), peintre académique, fils d'Ernest Meissonier, a résidé à Poissy.
- Ernest Meissonier (1815-1891), peintre académique, a résidé à Poissy à partir de 1846 et fut élu maire en 1878. Il est inhumé dans le cimetière de La Tournelle à Poissy. Une statue de bronze représentant le peintre, due au sculpteur Emmanuel Frémiet, a été érigée en 1894 sur la place Saint-Louis devant la collégiale. Elle a été fondue sous l'occupation allemande[204]. Une statue de marbre, due au sculpteur Antonin Mercié datant de 1895 a été installée en 1980 dans le parc Meissonier[205].
- Yves Millecamps, peintre-décorateur né en 1930, membre de l'Académie des beaux-arts (France), vit et travaille à Poissy et Saint-Germain-en-Laye.
- Claude Monet (1840-1926), peintre impressionniste, a vécu à Poissy dans la villa Saint-Louis.
- Gérard Monnier (1935-2017), historien de l'architecture du XXe siècle, professeur émérite de l'Université Paris-1 Panthéon-Sorbonne, né à Poissy.
- Alexandre Müller (1997-), joueur de tennis, né à Poissy.
- Stanley Nsoki, footballeur international espoir français né en 1999 à Poissy.
- Wendy Obein, handballeuse évoluant au poste de gardienne de but, né à Poissy en 1986.
- Marthe Orant (1874-1957), artiste peintre née à Poissy en 1874 et morte à Paris en 1957, élève de Baschet et Bompart puis de Vuillard et Bonnard. Son œuvre est essentiellement basée sur des fleurs qu'elle représente de manière très poétique par des huiles sur toile qui sont de véritables pastels. 63 œuvres recensées. Elle se voit attribuer une médaille d'argent à l'Exposition universelle de 1937.
- Philippe III le Hardi (1245-1285), dit « Philippe le Hardi » fils de saint Louis et roi de France[pourquoi ?].
- Wilfride Piollet (1943 - 2015), chorégraphe et danseuse Étoile de l'Opéra de Paris, réside à Poissy[206].
- Christine de Pizan (1364-1431), philosophe et poétesse française de naissance italienne, a fini ses jours au monastère de Poissy. Elle donna dans le livre du « Dit de Poissy » une description du monastère qu'elle visita en 1400 et dans lequel une de ses filles était religieuse[207]. Son nom a été donné à la médiathèque de la ville, ouverte en décembre 2006.
- Jeanne-Antoinette Poisson, dite Madame de Pompadour (1721-1764), favorite du roi de France et de Navarre Louis XV, a vécu au couvent des Ursulines de Poissy, de 1727 à 1730.
- Mikael de Poissy, artiste tatoueur natif de la ville basant son travail sur le thème du vitrail.
- Alphonse de Poitiers (1220-1271), frère de saint Louis né à Poissy.
- Nicolas Poussin (1594-1665), peintre français classique, a habité à Poissy.
- Michel Prost, ancien joueur de football professionnel, secrétaire général de la CSL, adjoint délégué aux relations avec les associations de la ville de Poissy.
- Daniel Ridgway Knight (1839 - 1924), peintre américain, qui s'établit à Poissy en 1872, dans une propriété mitoyenne de Meissonier.
- Émile Roullouas, marcheur français (1903-1994), 9e de la course Paris - Lille en 1936 qui a vécu 50 ans à Poissy (quartier de Beauregard)[réf. nécessaire]
- Babette de Rozières, chef cuisinier qui eut un restaurant à Poissy jusqu'à son incendie en 2005.
- Thierry Rupert, joueur de basket-ball né en 1977, formé au Poissy-Chatou Basket.
- Yohann Sangaré, joueur de basket-ball évoluant au poste de meneur, né à Poissy en 1983.
- Catherine Stermann (1949-1985), comédienne né à Poissy.
- Marc Toledano (1917-1986) a résidé à Poissy dont il fut maire adjoint. Il est l'auteur de plusieurs romans, en particulier Le Franciscain de Bourges, ouvrage autobiographique racontant sa rencontre, dans l’univers carcéral de la Seconde Guerre mondiale, avec le moine Aloïs Stanke qui, bien qu’enrôlé dans l’armée allemande, soulagea et aida de nombreuses personnes arrêtées et torturées dans les prisons de Bourges. De ce roman, Claude Autant-Lara fit un film qui connut un grand succès.
- Jean-Marie Vasserot, né à Poissy le 18 mars 1883. Officier de la Marine nationale et pionnier de l'aviation. Il construit deux aéroplanes à Binic (Côtes-d'Armor), dont l'un d'eux « La mouette géante » s'élève du sol pendant plusieurs minutes, sur la plage de Cesson à Saint-Brieuc (Côtes-d'Armor), en 1910. Il meurt « Mort pour la France » à Dunkerque (Nord), le 29 avril 1916, après l'écrasement au décollage du bombardier Voisin LAS III, qu'il pilotait au sein d'une escadre de quatre appareils chargés d'une mission nocturne périlleuse sur la base ennemie d'Ostende (Belgique)[208],[209].
- Jean-Luc Vasseur, ancien joueur de football né à Poissy en 1969.
- Louis-Alfred Véron dit « Norton » (1850-1894), faussaire mort à la maison centrale de Poissy.

### Gastronomie

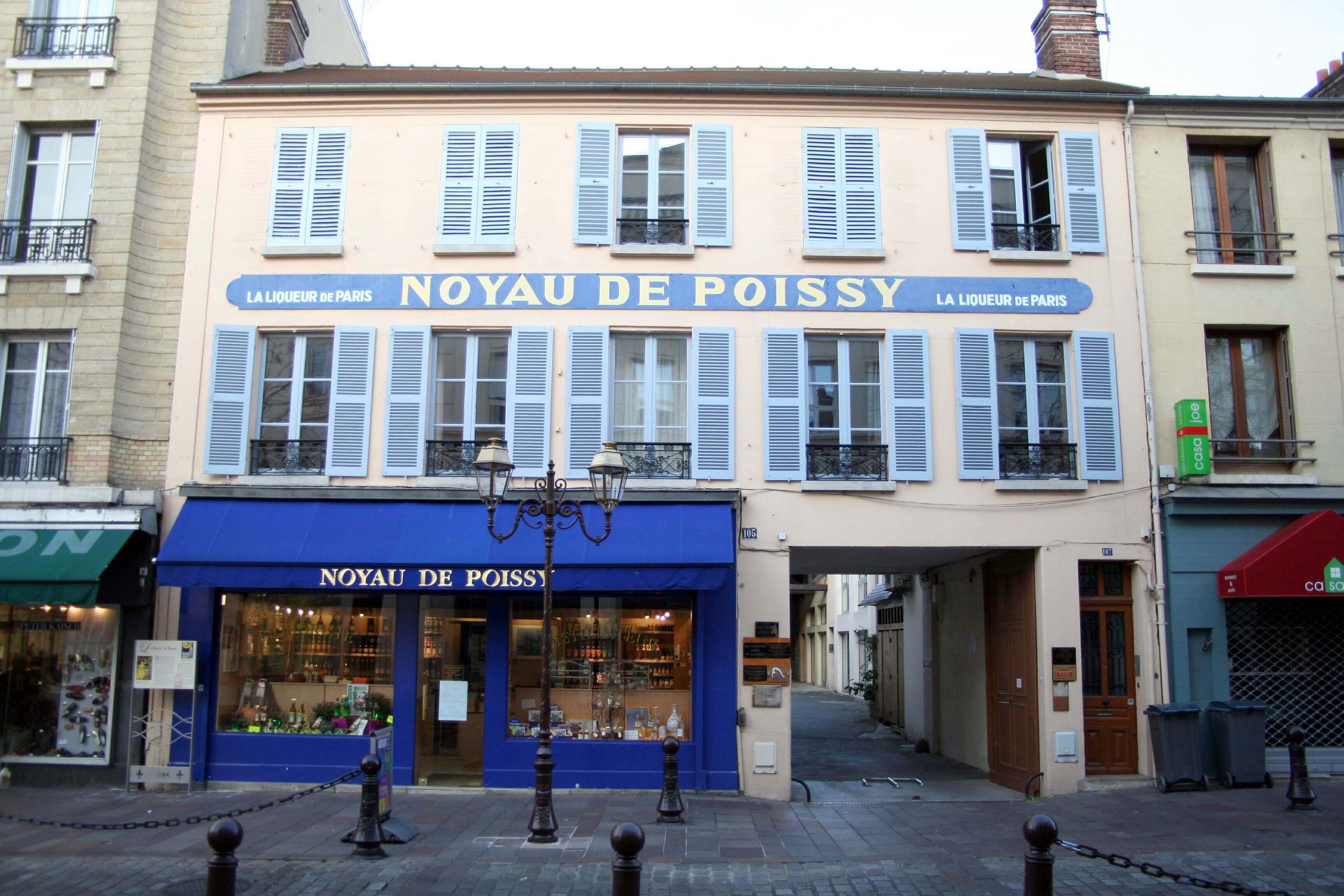
Boutique du Noyau de Poissy.

Poissy est le berceau du noyau de Poissy. Cette liqueur à base de noyau d'abricot serait née dans une auberge de Poissy en 1698. Elle fut autrefois vendue sous la marque « au gobelet d'argent » et se présentait comme le « véritable noyau de Poissy ». Elle est concurrencée au XIXe siècle par une autre liqueur, le « vrai noyau de Poissy », jusqu'à ce que les deux entreprises fusionnent en 1955.
Près du vieux pont, le restaurant à l'enseigne de « l'Esturgeon » rappelle une prise mémorable faite par le propriétaire dudit restaurant sous le vieux pont le 2 juillet 1839, un esturgeon de 100 kg et trois mètres de long.
Depuis 2002, début avril, la ville organise une foire artisanale et gastronomique, en partenariat avec l'Union du commerce et de l'artisanat.

### Héraldique
| Blason de Poissy | Blason  | D'azur au poisson d'argent posé en fasce, accompagné de deux fleurs de lys d'or, l'une en chef et l'autre en pointe, et adextré d'une autre fleur de lys du même mouvant du flanc |
| Blason de Poissy | Détails | Ce blason, très ancien est décrit dans une ordonnance de 1699 par Charles d'Hozier, généalogiste du roi, et se trouve représenté au XVe siècle dans la collégiale, bas-côté sud, sur une clé de voûte et au XVIe siècle par une sculpture présente sur le portail gauche (vantail droit) situé dans le porche sud. Il aurait été accordé à la ville par le roi saint Louis. Supprimé sous la Révolution, il a été confirmé en 1828 par lettres patentes du roi Charles X, avec le blasonnement suivant : « D'azur au poisson d'argent posé en fasce, accompagné en chef et en pointe d'une fleur de lys d'or, et à dextre, à la tête du poisson, d'une autre fleur de lys défaillante à senestre aussi d'or ». Ce blason (illustré à droite), bien qu'il soit présenté comme une confirmation, diffère de l'ancien par la position de la demi-fleur de lys, qui semble mangée par le poisson. Ce blason pourrait avoir été inspiré à la commission d'héraldique par les armoiries du chapitre de la collégiale qui comportent un tel blason, qui se trouve représenté sur le couvercle en cuivre de la cuve baptismale. Le blason originel a été rétabli depuis. Le statut officiel du blason reste à déterminer. |